# 박헌영
박헌영(朴憲永, 1900년 5월 28일 ~ 1955년 12월 5일)은 일제강점기의 공산주의 계열 독립운동가로서, 해방 정국에서는 조선공산당과 남조선로동당의 당수로, 1948년 월북 이후에는 조선민주주의인민공화국의 초대 부수상 등으로 활동한 정치인이었다.
공산주의 계열의 독립운동가였던 그는 몰락 양반 가문 출신 지주 박현주(朴鉉柱)의 서자로 태어나 일제강점기에는 사회주의 운동가로 활약하였으며, 조선공산당과 고려공산청년회의 지도자였다. 일본 당국에 체포된 이후 당의 조직과 당원을 진술하라는 가혹한 고문과 폭행을 당하였고, 1927년의 재판에서 광인을 가장하여 병보석으로 풀려난 뒤 모스크바로 탈출하여 그곳에서 유학했다. 그럼에도 1940년 이후 조선총독부의 탄압을 피해 광주의 벽돌·기와 공장의 노동자로 위장 취업하여 국내에서 노동 운동을 지속했다.
1945년 8월 15일 광복 직후 조선공산당을 재건한 뒤 건국준비위원회, 민주주의 민족전선 등에서 좌익계의 주요 정치인으로 활동하였다. 그러나 소련과 중화인민공화국의 지원에 힘입은 김일성이 조선공산당 북조선분국을 세우고, 북조선분국을 중심으로 북조선로동당을 창건한 뒤, 당대 당의 통합으로 조선로동당이 되면서 박헌영이 조직한 조선공산당은 와해되었다. 해방 정국에서 좌우 합작 운동을 무성의하고 무원칙한 야합으로 간주하여 반대하기도 했다.
이후 미군정의 좌익 탄압을 피해 1948년에 월북했고, 같은 해 4월에 열린 남북협상에 참여하였으나 남한으로 내려오지 않았다. 이후 1948년 9월 조선민주주의인민공화국 정부수립 뒤에는 부수상 겸 외무장관 등을 지냈으나, 한국전쟁 이후 김일성에 의해 전쟁을 패전으로 몰고 간 미제의 간첩이란 명목으로 숙청, 희생되었다. 
아호는 이정(而丁, 而靜), 이춘(而春)이며, 자는 덕영(德永)이다. 별칭은 대한민국 반란주모자 , 조선의 레닌, 암흑 속의 별, 비운의 혁명가 등이었다. 또한 그는 이두수, 이춘, 왕양옥, 박건일(朴健一), 김성삼(金成三)이라는 가명을 쓰기도 하였다. 충청남도 예산군 출신. 본관은 영해(寧海)이다.

## 생애

### 생애 초반

#### 출생과 가계
1900년 5월 28일 출생한 박헌영은 신라의 문신 박제상(朴堤上)의 56대손으로 충남 예산군 신양면 신양리 333번지 빗돌마을에서 몰락한 양반가 출신으로 지주이자 상업에 종사하던 박현주(朴鉉柱)와 소실 이씨(李氏, 이학규) 사이에서 서자(庶子)로 태어났다. 그가 태어날 무렵 그의 아버지는 본처에게서 10여 세 연상의 이복형 박지영(朴芝永), 박신기 등을 비롯한 자녀들을 두고 있었다. 그의 출생일은 다소 정확하지 않은데 5월 1일이라는 설과 음력 5월 5일이라는 설도 있다.
몰락 양반가 출신으로 그의 선대는 자세하게 알려지지 않았다. 그는 영해 박씨 태사공파의 후손으로 할아버지 박홍원의 세 아들 중 둘째 아들이 그의 아버지 박현주였다. 그의 가계는 오래전에 몰락하여 향반이 되었으나, 아버지의 대에 아버지 박현주와 아버지의 친형인 박현정이 함께 벼장사로 돈을 벌어 중류 이상의 생활을 했다. 그가 태어날 무렵 아버지 박현주는 땅을 가진 지주이자 정미소를 경영하는 상인이었다. 박헌영이 대흥보통학교 입학 당시 아버지 박현주의 직업은 농업으로 기록되어 있으나, 박헌영이 경성고등보통학교에 다닐 무렵의 박현주의 신분은 양반이며 직업은 상업으로 기록되어 있었다.
그의 어머니 전주 이씨 이학규(李學圭)는 충청남도 서산군 출신으로 과부였다. 본남편과 사별하였고, 본남편과의 사이에서 태어난 딸 하나를 데리고 신양면 신양리 근처 예산군 광시면 서초정리에서 국박집을 하고 있다가 박현주의 첩이 되어 재가하였다. 박헌영이 태어날 때는 이부(異父) 누이와 나이차이는 10여세였다. 어머니 이씨는 서산 출신이라 서산댁으로 불렸는데, 춘궁기에 마을 주민에게 식량과 자선을 대가 없이 베풀어 덕망있는 인물로 칭송을 받았다. 후일 박헌영이 투옥당했을 때, 어머니 이학규가 사망하지만 예산군의 주민들이 대신 이학규의 장례식을 치러주기도 했다.

#### 유년기
그가 태어날때 어머니 이학규는 하늘에서 둥근 달을 품에 안는 꿈을 꾸고 아들을 낳았다고 한다. 어머니는 재가 후 아버지 박현주가 있는 본가에서 수 년간 살다가 박헌영이 태어나고 2살 때, 예산 신양면 우시장으로 나와 독립하면서 다시 국밥집과 행상을 하며 생계를 꾸려갔다. 그의 가정은 부유하여 비교적 안정된 생활을 하였으나 그에겐 서자라는 점이 작용하였다. 아버지 박현주는 어머니가 첩이기는 해도 자신의 아내인 이씨 부인을 배려하여 시장에 여관을 차려주었으므로, 그의 유년시절에는 먹고 사는데는 지장이 없었다. 더구나 이학규가 자리잡은 국밥집은 근처에 광산이 있었으므로 장사가 잘 되었다. 서자라는 이유로 천대를 받았지만 어머니는 예산읍내의 서당에 보내 한학(漢學)을 배우게 했다. 기억력이 좋았던 그는 3, 4세의 나이에도 글을 쓸줄 알았다고 한다.
그러나 서자라는 신분은 그에게 꼬리표처럼 따라왔고, 주변의 무시와 천대와 구박에 시달림을 당했다. 후일 그의 비서를 지낸 박갑동이 그에 대한 자료를 수집할 때 고향 주민들은 '박헌영이 자라면서 공산주의 사상을 갖게 된 동기도 따지고보면 천대받던 서자라는 저항의식에서 싹텄을 것'이라고 증언하기도 했다. 그가 사회주의자였고 월북후 처형당했던 탓에 주민들은 오랫동안 박헌영에 대해 증언하기를 꺼려하기도 했다. 소년기의 박헌영은 서당에서 한문을 배웠으며, 신식학교인 대흥보통학교에 2학년생으로 편입학하였다.

### 학창 시절

#### 소년기
대흥보통학교에 편입학할 당시는 조선교육령(1915년)에 따라 조선인들에게 일본어를 '국어'로 가르치는 등 조선인의 민족정신을 말살하는 것을 목적으로 하는 황국신민화 교육을 실시하던 시기이다. 박헌영은 보통학교 재학당시 성적이 24명중 7등인 우수한 학생이었다. 그러나 학교에서도 서자라는 신분 때문에 멸시와 천대를 받았고 이는 박헌영의 성격에 영향을 미치게 되었다. 친구를 사귀고 활발하게 뛰놀기 보다는 말수가 적고 얌전한 학생이며 책읽기를 좋아하였다. 키가 작고 몸이 왜소했던 그는 수시로 놀림감이 되었다.
같은 마을 출신인 이건복의 증언에 의하면 '박헌영은 어렸을 때부터 비교적 말이 없는 소년이었다고 한다. 그의 어머니를 닮아 보통보다도 작은 키에 두툼한 얼굴, 땅딸한 모습이었다. 나이에 어울리지 않게 작으면서 비대하여 동네 아이들로부터 '땅딸보'란 별명으로 곧잘 놀림을 받았다.' 한다. 그 때문에 그는 동네 아이들과 자주 어울리지 않았으며 주로 주막 안채의 안방에서 혼자 놀거나 마을앞 냇가의 둑가에 나가 소를 데리고 놀기를 좋아했다고 한다. 그래서 소년기 무렵의 그는 부락 앞 북상천(北上川) 변에서 개울을 향해 혼자 돌팔매질을 하거나 반나절이 넘도록 들에서 홀로 뒹굴며 놀거나 하는 일은 늘 볼 수 있는 일이었다고 한다. 어머니 이씨는 첩의 자식이 받아야 하는 설움을 자신이 보상해주려고나 한 듯 아들에게만은 알뜰한 정성을 아끼지 않았다고 한다.
보통학교부터 고등학교 동창생인 윤돈구(尹暾求)의 증언에 따르면 그는 말수가 적으나 고집이 셌다고 한다. 그에 의하면 박헌영은 '얌전하니 말수가 적은 소년으로 반에서 항상 막내로 다루어져 왔다. 자라면서 더욱 땅딸해져 학교에서 뜀뛰기 등 장난을 즐기는 편은 아니었으나 어쩌다가 내기 경기라도 하는 때는 결코 남에게 뒤지지 않으려는 고집 같은 것이 있었다. 한번은 동네 아이들끼리 달리기 시합을 했는데 뛰뚱거리며 중간쯤 달리던 그가 그만 돌부리에 넘어져 꼴찌를 하고 말았다. 화가 난 그는 심통이 난 표정으로 씩씩거린 채 한 구석에 주저앉아 있더니 해질녘이 되자 자기 발에 채였던 돌멩이를 주워들고 산산조각을 내어 버렸다'고 한다. 보통학교 3학년 무렵 그는 동급생 친구들 몇이서 신양에 있는 그의 집에 놀러갔었다. 당시 박헌영네 집은 신양에서도 몇 대 밖에 없는 자전거를 가지고 있어서 친구들끼리 자전거를 바꿔타며 놀고 있었다. 그때 마침 일본순사의 보조원 노릇을 하던 한국인이 가다가 이들을 봤다. 순사보조원은 그에게 자전거를 빌려 타자고 했다. 그러나 그는 거절했고, 이렇게 저렇게 옥신각신하다가 화가 난 순사보조원이 어린 박헌영의 뺨을 한 대 갈겼다. 그러자 박헌영은 갑자기 달려들어 순사보조원의 사타구니를 붙잡고 늘어져고 그의 어머니가 달려나와 가까스로 말렸다고 한다.
1915년도 당시 학적부에 따르면 보통학교 당시 박헌영의 성적은 상위권에 들었다. 입학년도인 2학년 때의 성적은 10점 만점 기준으로 수신(修身) 7점, 국어 9점, 한문 및 조선어 10점, 산술 9점, 도화, 체조가 8점으로 같은 학급 학생 24명 중 7등을 했다. 그리고 결석일수는 2학년 때 5월에 2번, 3학년 때 3월에 1번 등으로 모두 3일을 결석했으나 4학년 때는 개근을 하였다.

#### 경성고등보통학교 재학과 신문물 접촉
1915년 3월 23일 대흥보통학교를 1기로 졸업하였다. 그러나 우수한 성적 덕택에 1915년 초 경성으로 상경, 경성고등보통학교로 진학하였다. 대흥보통학교를 졸업하고 경성고등보통학교에 함께 진학한 동창은 그를 포함해 장해진(張海鎭), 윤돈구, 강예식(姜藝植) 등 4인이었다. 경성고등보통학교에 재학 중 그는 새로 심훈, 한설야 등을 만나게 된다. 경성고등보통학교 재학 중 그는 다른 학생들의 관심을 끌지 않는 평범한 학생이었다. 2학년 때부터 3년간 같은 반이었던 최기용(崔基龍)은 후일 '박헌영은 말이 없고 다른 학생들과 잘 어울리는 편은 못되었으나 침착하고 사려가 깊었다.'고 한다. 키도 체격도 평범했고 차림도 늘 수수한 흰 두루마기의 한복을 입고 다녔는데 유난히 남의 눈에 띄는 것은 까무잡잡한 얼굴이었다. 그래서 그의 별명은 '기왓장'이었다.
경성부로 올라와서 신문물을 접한 그는 외국에 가서 견문을 넓히고픈 충동을 느꼈고, 신식교육을 받은 인텔리답게 그는 서양문물에 일찍 눈을 떠 미국유학을 꿈꾸기도 했다. 이범석 역시 그의 경성고등보통학교 동문이었다. 그러나 강경 반공주의자인 이범석은 그의 정적의 한사람이 된다.
경성고등보통학교 2학년 당시 상과(商科)와 농과(農科)로 반을 나누자 박헌영은 상과반으로 들어갔다. 상과와 농과에서 가르치는 과목들은 기본 과목은 같았으나, 상과만은 일주일에 2시간 씩 영어 수업을 추가로 더 가르치는 점이 달랐다. 박헌영은 영어를 매우 열심히 했다. 고등학교 2학년 당시 성적은 중상정도였으나 유독 영어 성적은 우수했다. 성적표를 보면 10점 만점에 7~8점으로 3학년 때는 155명 중 58등이었고, 졸업 때는 32등이었다. 수학, 실업 등 다른 과목은 6~8점 밖에 안되었다. 그러나 영어는 늘 9~10점 이었다. 또한 한글과 국사, 세계사에도 관심이 많았다.
미국 유학을 위해 아르바이트 등으로 학비를 마련하였고 영어 공부를 열심히 하였다. 경성고등보통학교에 재학 중 장로교 선교사인 언더우드의 YMCA청년부에도 참여하여 활동하였다. 이때 YMCA에 참여하여 언더우드 등과 교류한 것을 근거로 훗날에 북한에서 그를 '미국의 간첩'이라고 주장 하지만, 이에 대한 증거는 없다. 독서를 좋아했던 그는 학창 시절 동학 농민 운동 관련 서적과 허균의 홍길동전, 작자 미상의 전우치전 등을 즐겨 읽었다. 밤새워 가며 책읽기를 좋아하던 그는 그 밖에 춘향전, 마키아밸리의 군주론, 프리드리히 니체의 신은 죽었다, 찰스 다윈의 종의 기원 등의 서적을 탐독하였다.

#### 영어 공부와 유학 희망
경성고등보통학교 생활 내내 박헌영은 경성부내의 학교 기숙사에서 생활하였다. 그는 경성부 내에서 영어 과외를 하는 사람을 찾아다녔다. 그러나 과외 비용은 비쌌고 형편이 어려웠던 그는 그때마다 좌절하였다. 경성고등보통학교 동창 한봉섭(韓奉燮)의 증언에 의하면 '상과반에서 가르치는 영어는 그래도 시간 수가 적어서 영어 공부를 더 하고 싶어한 학생들에게는 매우 부족했다.'고 회고하였다. 그런데 YMCA에서 신문물 전파와 선교사 양성을 목적으로 무료로 영어를 가르치던 영어학당이 있었다. 그래서 박헌영은 한봉섭, 최항형, 이태규 등의 학교 급우들과 함께 종로 YMCA 청년회 영어학당에 가서 과외공부를 하기 시작했다.
당시 영어 과외 강사는 성서공회 사무원인 장두철(張斗澈)이었고 학생은 50명쯤 되었다. 그러나 강의가 막상 시작되자 학생들이 제대로 진도를 따라가지 못했다. 하나 둘씩 포기하는 학생이 늘더니 두달쯤 지나자 모두 그만두고 박헌영과 한봉섭, 단 둘만 남게 되었으니 강의를 계속 할 수 없는 처지였다. 이 둘은 저녁을 먹은 뒤 낙원동에 있는 장선생의 집을 찾아 공부하기를 며칠, 그 뒤 한봉섭도 그만 영어공부를 포기해버렸다. 박헌영은 그 뒤에도 계속 장두철을 찾아 사전을 뒤적이며 소설책을 읽을 수 있게 되었다. 그는 나중에 다시 새로 영어공부를 하려는 학생들이 모여서 다시 영어 강의가 시작할 때까지 기다렸고, 그때에는 완벽하게 영어를 구사할 수 있었다.
박헌영은 본처 소생이 아닌 서자의 신분으로 집안에 학비 부탁을 할 수 없었고, 더군다나 학교에서 성적 우등생이 아니라 장학금을 받지도 못하였다. 그는 경성 유학 당시 막노동과 시장상가의 아르바이트를 전전했으며, 경제적 여건상 미국 유학의 꿈은 좌절되고 말았다.

### 청년기

#### 독립 운동과 망명

3·1 운동 당시 종로구 보신각앞 만세를 외치고 있는 민중들

청소년기에 접어들면서 그는 일제가 조선을 침략한 것을 사회적 부조리로 인식했다. 일찍부터 정치, 시사에 관심을 가졌던 그는 우드로 윌슨 미국 대통령의 민족자결주의에 감격했으며, 제1차 세계 대전 직후 조선의 독립을 예상하였으나, 조선 문제는 청원되지도 않았고 나중에 파리강화회의에 파견된 한국인 대표자 김규식 일행이 외면당했다는 사실에 분개하게 된다. 그러던 차에 1919년 3월 1일 박헌영은 전국에서 열린 3·1 만세 운동이 벌어지자 그는 만세운동의 대열에 참여했다. 3·1운동 참여한 혐의로 조선총독부 경찰에 체포되어 헌병대로 끌려갔으며 학교에서 퇴학당할 위기에 처했으나, 겨우 퇴학은 모면하였다. 그러나 그는 이 계기로 공산주의 사상을 접하고, 독립운동에 투신하게 된다.
1919년 2월 경성고등보통학교 제15회로 졸업하였다. 경성고등보통학교 역시 당초 졸업식 때 졸업식을 거행하지도 못했고 졸업앨범도 촬영하지 못했다. 학교측에서는 그해 5월 졸업생들을 개별적으로 교장실로 불러 시위를 한 일을 꾸짖고 졸업장을 나눠 주었다. 고등학교를 졸업하고 성인이 된 뒤 관례에 따라 자와 호를 지었다. 자는 덕영(德永)이라 했고, 호는 이정(而丁)이라 하였는에 이는 썩고 부패한 사회의 가려운 곳을 긁어내겠다는 그의 의지의 표현이기도 했다.
경성고등보통학교 졸업이후 박헌영은 다시한번 미국유학을 꿈꿨다. 주중에는 생계를 위해 막노동판과 공장을 다니거나 잡지사의 직원으로 입사하여 근무하며, YMCA 영어반에서 계속 영어공부를 하였고, 일요일에는 승동교회 에 다니면서 교회의 영어성경공부를 했다. 그러나 서자라는 한계로 아버지가 지주였으나 그를 유학 보낼 평편이 되지 못하여 그의 미국행은 또 다시 좌절되고 말았다.
1919년 한 해를 허비한 뒤 1920년 9월, 일본으로 향하는 밀항선에 몸을 실어 일본에서 고학을 하려고 마음먹었다. 그러나 일제강점기 치하 조선에서 경찰에 쫓겨 밀항한 처지라 대입시험조차 치를 수 없었다. 결국 일본 도쿄로 건너간 지 두 달 만인 1920년 11월 중국으로 망명하여 상하이에 도착한다. 상하이에서 활동하던 중 김단야와 임원근을 만나 서로 교우를 쌓아갔다.

#### 공산주의 운동
1921년 3월 박헌영은 고려공산청년회 상해지회의 비서가 되었다. 1921년 5월에는 김만겸 등이 이끄는 이르쿠츠크파 고려공산당에 입당하게 되었다. 이후 공산당의 열성적 조직원으로 활동하여 가장 위대한 영도자라는 별칭을 얻기도 했다. 한편 '코민테른(국제공산당)의 후원을 받아야 조선을 해방할 수 있고 조선에 소비에트정부를 수립하여 소련의 가맹공화국으로 되여야 한다'는 주장을 했다가 임시정부를 지키던 임정 내무총장 김구의 분노를 사, 눈밖에 나기도 했다고 한다.
고려공산당이 운영하는 사회주의연구소의 직원으로도 활동하던 중 상하이로 유학온 주세죽과 결혼했다. 1921년 8월 베이징에서 열린 고려공청회 중앙총국이 결성되는데 참석했고, 곧 고려공청회 중앙집행위원으로 활동했다. 1922년 3월 박헌영은 고려공산청년회 제2차 중앙총국 회의에서, 공청회 책임비서로 선출되었다.
1922년 모스크바에서 원동인민대표자대회가 열렸을 때, 몽양 여운형, 김규식, 이동휘, 김단야 등과 함께 회의에 참석하였다. 여운형, 김규식, 김단야 등과 몽골까지 자동차로, 몽골에서는 마차와 열차로 소비에트 연방의 모스크바에 도착했다.
그는 모스크바에서 공산주의에 대한 신념을 더욱 굳히고 상하이로 돌아온 뒤, 국내에 잠입하여 '조선공산당을 조직하라'는 코민테른의 지시를 실천하기 위해 국내로 들어왔다. 1922년 4월 박헌영은 김단야, 임원근 등과 함께 비밀리에 조선으로 입국하려 하였다. 그러나 국내로 귀국하기 직전 중국 안동현의 한 음식점에서 신의주 경찰서 경찰에게 체포되어 조선으로 압송되었다. 일제에 의해 곧바로 체포됐고 평양형무소에서 1년 10개월형을 언도받고 복역하여 1924년 1월에야 출소할 수 있었다.
1924년 1월 출소한 뒤 곧바로 경성부에 도착, 화요회계열에서 활동하여 2월 신흥청년동맹 결성식에 참석하였다. 1924년 3월 고려공청회 중앙총국 책임비서로 재선임됐다. 1924년 4월에는 《동아일보》에 입사하여 동아일보 사원으로 활동하였고, 그 해 부인인 공산주의 운동가인 주세죽과 정식으로 결혼하였다. 조선청년총동맹 중앙검사위원으로 선임됐다.
1925년 4월 마침내 조선공산당이 비밀리에 결성에 성공하자, 그 산하조직인 고려공산청년회의 책임비서로 재선출 되었다.

### 독립운동과 일제강점기 활동

#### 언론 및 사회개혁 운동

##### 조선일보, 동아일보 기자

###### 동아일보 입사
박헌영은 1924년 4월 동아일보사 사장 허헌의 추천으로 동아일보사 사원으로 입사했다. 그는 지방부의 기자 직을 자원하였으며, 동아일보 지방부 기자로 재직 중이던 1924년 4월 17일 조선공산당 창립대회가 열리자 '화요회 야체이카' 대표 자격으로 참석했다. 하지만 사회주의 언론인들의 활동을 위험하게 생각한 총독부측의 압력으로 1924년 8월 소환되었다가 기자직에서 해직되고 말았다.
김성수와 송진우는 이때까지만 해도 조선총독부의 압력으로 강제 해직당하는 그에게 인간적인 연민과 동정심을 품었으나, 그 뒤 해방 이후 이들과의 관계는 극도로 냉각된다.

###### 조선일보 사회부, 학예부 기자
1924년 8월 한양청년연맹 집행위원을 맡았고, 9월 조선일보에 취직하여 기자가 되었다. 조선일보에 들어온 사회주의 계열의 기자는 논설반의 김준연(金俊淵) 신일용(辛日鎔), 사회부의 박헌영, 임원근(林元根), 김단야(金丹冶), 지방부의 홍남표(洪南杓) 등이었다. 이들의 참여로 조선일보의 지면에도 좌경화된 기사들이 다수 반영됐다. 사회부 기자였던 화요회의 박헌영·김단야·임원근은 비슷한 전력(前歷)에다, 안팎에서 늘 함께 어울려 다녀 ‘화요3인조’로 불렸다. 박헌영은 조선일보 사회부 기자이면서, 학예부 기자도 겸하였다.
조선일보에서는 사회부 기자로 임원근, 김단야 등과 함께 활동하였으나, 박헌영은 사회부 기자로서 별로 재능을 인정받지 못했다. 당시 특별한 정치 사상이 없고, 박헌영의 사회주의 운동 경력을 몰랐던 유광렬 사회부장은 박헌영 기자에게 지방에서 올라오는 짧은 기사들을 정리하는 일이나 맡겼다고 한다. 함께 일하게 된 임원근이나 조봉암도 기자로서 재능이 특별나지는 않았는데 인천 강화도 출신인 조봉암은 스스로 인천주재기자로 자원해 내려가 활동했다.
유광렬 사회부장은 박헌영이 선정적인 기사를 못 쓸뿐만 아니라 일상적인 인간관계에서도 미숙했다고 평가했다. 평소에 수줍음이 많고 말수가 적었으며 말재주가 부족했던 그는 기자 생활을 하면서도 마이너스 요인이 되었다. 조선일보 기자 재직 당시 박헌영은 타고난 검은 피부, 검은 얼굴에 수염도 잘 깎지않아 동료기자들 사이에서 한때 '털보'라는 별명으로 불렸으며 옷도 늘 허름하게 입고 다녔다고 한다. 동료 기자들과도 거의 어울리지 않았는데, 이 점은 같은 공산주의 활동 동료인 임원근과 김단야도 마찬가지였다. 김단야는 조선일보 기자 재직하면서 글 솜씨는 뛰어난데다 밝은 성격에 재치가 넘쳐 동료 기자들에게 인기가 좋았으나, 퇴근 후 동료들과 어울려 다니는 일은 거의 없었다고 한다. 때문에 박헌영은 김단야, 임원근 세 사람과 같이 똘똘 뭉치면서 다녔다고 한다.

###### 외압과 해고
한편, 이 무렵 조선총독부는 사회주의자들의 은신처이자 선전도구처럼 활용되고 있는 동아일보와 조선일보를 주목하고 있었다. 마침 1925년 9월 초, 서울청년회 계열의 논설위원 신일용(辛日鎔)의 필화 사건으로 조선총독부 당국이 조선일보사에 압력을 넣게 되면서 조선일보는 9월 8일자로 정간되었고 윤전기까지 압수되었다. 윤전기를 쥔 총독부는 진보적인 신문기자들을 해고시키지 않으면 신문을 내지 못하게 하겠다고 협박했다. 그런데 역설적인 것은 조선총독부의 진보적인 신문기자들에 대한 해고압력에 정면으로 반발하고 나선것은 조선일보 내 보수적인 기자들이었다. 보수적인 기자들은 사회주의 단체인 북풍회 소속 기자들과 연대해 총독부의 요구를 거부하고 싸우자고 주장했다. 그러나 진보적 성향의 홍증식 기자를 중심으로 한 화요회계열 기자들은 총독부의 요구를 수용하게 된다.
1925년 9월 8일자 신일용의 칼럼은 문제가 되었다. 서울 정동 옛 제정(帝政)러시아 공사관 자리에 소비에트 러시아의 영사관이 부활하자 신일용은 '조선과 노국(露國)과의 정치적 관계'라는 논설을 통해 영사관 부활을 계기로 소련의 힘을 빌려 조선의 독립을 쟁취하자고 주장했다. 총독부는 즉각 신일용을 구속하고 조선일보에 대해서는 무기정간 조치를 내렸다. 조선일보의 3차 정간이었다.
정간의 장기화로 다시 경영난에 빠진 조선일보에 대해 총독부는 정간 해제 조건으로 사회주의 계열 기자들이 대거 포함된 17명의 기자를 해임할 것을 요구했다. 10월 15일 조선일보는 17명의 기자를 해직시켰는데, 이 가운데 박헌영을 포함해서 김단야, 임원근 등도 함께 해직당했다. 17명의 기자들이 해직된 후 조선일보는 정간조치에서 해제되었다. 조선일보에서 해직당한 박헌영은 막노동으로 일시적으로 생계를 유지해 나갔다.

##### 반 기독교 운동에 참여
1919년 YMCA 청년학당에 다닐 당시의 박헌영은 기독교 교회에 다녔으나 공산주의로 전향 이후 그는 무신론자가 되었다. 이후 기독교가 제국주의의 침략의 첨병이라는 확신이 서면서 그의 무신론은 신념화된다. 이후 그는 '종교는 인민의 정신을 좀먹는 아편'이라는 말을 수없이 반복하곤 했다. 1919년 이후 한반도에 공산주의·사회주의 및 유물론이 소개되면서 기독교와 갈등하게 되었다. 1920년대 조선 기독교계에서는 반 기독교 운동으로 기독교를 비판하는 사회주의계와 기독교간의 대립이 치열하였으며, 박헌영은 반 기독교 운동을 주도하였다. 박헌영은 기독교를 서양 제국주의의 정신적 착취와 세뇌 수단으로 규정하였다.
반 기독교 운동이 진행되어감에 따라 기독교인들중에서도 기독교의 문제점들을 비판 함으로써 교회개혁을 요구하는 기독교 지식인들이 있었다.
1925년 10월 25일에는 한양청년연맹 주최로 '반기독교 대강연회'가 열렸다. 이때 강사와 강연 제목은 김단야는 '기독교의 기원', 홍순준(洪淳俊)은 '기독교는 미신이다', 김평주(金平主)는 '대중아 속지 말아라', 박래원(朴來源) '양면양심의 기독교', 허정숙(許貞淑)은 '현하 조선과 기독교의 해독'였는데, 박헌영은 '과학과 종교'라는 주제로 연단에 섰다. 박헌영은 강연회의 첫 번째 연사로 기독교의 역사와 기독교의 과학 탄압을 설명하며 기독교에 대한 신랄한 비판을 하였다. 그러나 기독교계 인사의 밀고로 일본 경찰이 닥치면서 강연회는 해산되었고 박헌영은 피신해야만 했다. 박헌영은 잡지 '개벽' 1925년 12월호에 기독교를 비판하는 '역사상으로 본 기독교의 내면'이라는 칼럼을 발표하였는데,그는 기독교의 문제점을 사회주의자의 지성으로 다음과 같이 비판했다.
| “ | 종교는 과학과 생산기술이 낙후한 조건에서 형성되었다고 한다. 기독교는 봉건 사회에서는 제후의 이익을, 자본주의 사회에 와서는 자본가 계급의 이익을 옹호하는 도구로 기능했다. 야만 미개의 나라에 파견되어 이교도들에게 복음을 전파한다는 선교사는 몸에 촌철의 무기도 갖지 않은 정예 병사로서, 제국주의 영토 확장의 첨병 구실을 한다.' | ” |

박헌영은 기독교는 미국이나 유럽이 조선을 사상적 노예로 만들기 위한 도구로서 전파했다고 봤다. 1925년 11월에는 반기독교적인 설문 내용을 한위건, 배성룡과 함께 '개벽'지에 올리기도 했다. 그의 거듭된 기독교 비판 덕에 기독교인들은 그를 조선총독부 경무국과 지역 경찰서에 고발하거나 스스로 제보하기도 했다.
| “ | ... (이상 생략)... 세상은 미국 건국의 역사를 보고 청교도적 순도(殉道,순교자)의 정신과 영웅적 행위가 충만하다고 찬미하나, 그것은 표면만 본 피상적 관찰이 아니면 거짓말로서 정확한 사실을 숨기는 데 불과하다. 미국의 역사는 '토인 학살로 그 첫 페이지가 열린다.' 미국에 처음 이주한 구주인(백인들은)은 신영토의 삼림과 황야에 사는 토인을 방축(放逐,1830년 인디언 보호구역으로 불리는 게토로의 강제이주)하고 토민을 학살하고 토인의 주가(住家)룰 약탈하는 일이 피등(彼等,미국의 백인)에게 상제(上帝,하나님 또는 하느님)가 준 '신성한 사업'이었다. 피등이 노예에 대한 법률이 혹독한 것은 (교회가 사회를 지배한 신정사회였던)구주(유럽)중세기 시대와 조금도 다를 것이 없었다. 교형(교수형)·화형은 물론이오 '버지니아' 교회에서는 17인, 신영란(新英蘭, New England)의 교회에서는 12인의 노예가 일시에 사형에 처하였다는 사실은 결코 드문 일이 아니었다. ...(이하 생략)... - 박헌영, <역사상으로 본 기독교의 내면>, 《개벽》, 1925년 11월 | ” |

그러나 25년 11월 국외로 발송한 고려공청회의 비밀문건이 조선총독부 경찰에 압수되면서 박헌영과 주세죽은 수배를 당했고, 종로 경찰서 소속 일본인 형사들에 의해 체포되었다. 그의 신랄한 기독교 비판은 한국 내 개신교선교사들, 기독교신자들로부터 주목을 받는 계기가 되었으나, 기독교 비평가인 박헌영에 대한 부정적 인식과 소문을 타고, 그가 편협하고 과격한 성격을 가진 사람이라는 편견으로 굳어져갔다. 1920-30년대 기독교인들은 사회주의자들의 기독교 비평을 기독교의 문제들을 개혁하는 기회로 활용하기보다는 오히려 사회주의=기독교에 반대하는 사상이라는 인식을 가졌던 것이다.
그는 인간은 본질적으로 사악한 존재이며 자기 욕심을 추구하는 존재라고 봤다. 종교는 이런 인간의 욕심과 욕망을 덜어주는 것이 아닌, 욕심과 욕망을 부추기고, 반성조차 없게 만드는 마약과 같은 것이라고 보게 된다.

#### 조선공산당 창당

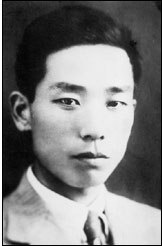
정치적·사상적 동지이자 연적이 된 김단야

박헌영은 1924년 화요회 조직에 참여하였으며, 이후 조선공산당의 창당을 위한 인적, 물적 자원 조달 활동을 하였다. 동시에 비밀리에 연락을 통해 국내 공산주의자와 사회주의자와 연락, 공산당 창당 계획을 알리기도 했다.
1925년 4월 17일 김약수, 김찬(김낙준), 조봉암, 조동호, 강달영, 허정숙, 정칠성 경성 소공동의 중식 식당 아서원(雅敍園)에서 비밀리에 조선공산당의 창당하고 조직에 창당 발기인의 한 사람으로 참여하였다. 4월 17일과 4월 18일 화요회 야체이카의 대표 자격으로 참여하였고, 바로 조선공산당 중앙위원에 선출되었다. 조선공산당 책임비서에는 김재봉(金在鳳)이 임명되었으나 뒤에 박헌영이 주도권을 잡게 되었다. 이후 잇단 체포와 탄압으로 공산당의 지도자들이 옥사하거나 병사한 것 역시 박헌영이 조선공산당 내에서 지도적인 위치로 오르는 요인이 되었다. 4월 18일 박헌영은 자신의 집에서 김단야·조봉암 등과 비밀리에 고려공산청년회를 조직하였고, 고려공산청년회의 책임비서에 선출되었다.
공산당 창당 직후인 4월말부터 그는 직접 공산당의 창당을 알리는 격문과 서신, 홍보를 지하단체를 통해 각지의 학교 및 청년단체 앞으로 배부하였다. 언론을 통해 그는 일본의 제국주의를 비난하는 성명을 언론을 발표하고 격문으로 뿌렸다.

#### 수감과 재판, 국외 탈출

##### 수감과 재판
1925년 11월 25일에 터졌던 신의주 사건을 계기로 11월 29일, 박헌영은 아내 주세죽과 함께 경성 종로경찰서에 체포되어 신의주형무소에 수감됐다. 수감 후 악랄한 고문과 취조를 받았으나 박헌영은 조직책과 동료들의 은신처를 끝까지 비밀에 부쳤다. 주세죽은 약 3주 만에 증거 불충분으로 석방되었고, 박헌영은 열차편으로 경성으로 압송되어 서대문형무소로 이감되었다. 11월 말경 박헌영이 신의주 사건을 계기로 당시 상하이에 체류 중이던 여운형에게 보내려던 보고서가 일제의 밀정에 의해 발각되어, 조선공산당 조직이 드러나면서 다른 간부들과 함께 체포, 구속되었다.
그에게는 일왕에 대한 반역 혐의, 공산당 정당 조직, 폭력·선동 혐의, 노동자 파업 독려 혐의 등이 부과되었다. 수감 직후 박헌영은 고문을 당하였다.
일제 경찰은 연행된 사람으로부터 증거를 수집하기 위해 냉수나 혹은 고추가루를 탄 뜨거운 물을 입과 코에 들이붓거나, 손가락을 묶어 천장에 매달고 가죽채찍으로 때리거나, 긴 의자에 무릎을 꿇어앉힌 다음 막대기로 관절을 때리거나 한다. 7,8명의 경찰들이 큰 방에서 벌이는 축구공놀이라는 고문도 있다. 이들 중 한 명이 먼저 '희생양'을 주먹으로 후려치면, 다른 경찰이 이를 받아 다시 또 그를 주먹으로 갈겨댄다. 이 고문은 가련한 '희생양'이 피범벅이 되어 의식을 잃고 바닥에 쓰러질 때까지 계속된다.
-박헌영의 회고

1926년 6월 10일 황제 순종의 인산을 계기로 6·10 만세운동이 개최되었다. 옥중에서 그는 6·10 만세운동의 배후 주모자로 몰려 물고문, 전기고문을 당했으나. 총독부 경찰은 끝내 그가 6·10 만세운동을 선동했다는 혐의점을 찾지 못한다.

1927년 9월 14일자 매일신보. 신의주 재판 첫 공판을 다룬 기사 내용이다.

1927년 9월 13일 박헌영은 신의주 재판소에서 재판을 받았다. 첫 공판에 나온 101명의 피고인 중 그에게 발언 기회가 오자 그는 '공산주의의 목적은 해방의 정의와 실현'이라며 무죄를 주장하였다. 재판장과 법관들이 조용하라고 하였으나 박헌영은 계속 자기 주장을 역설하였으며, 박순병이 고문으로 죽었다는 소식을 듣고는 '그들을 살려내라'며 안경을 던지고 재판정에 달려들었다. 그의 다른 동료들도 같이 달려들었고, 총독부 경찰은 그들을 바닥에 쓰러뜨린 다음 무지막지하게 구타하였다. 박헌영이 광인처럼 난동을 부리자 일본 경찰과 간수들이 달려들어 그를 끌고 나갔다. 일본 경찰과 간수들에 의해 끌려나온 박헌영은 형무소로 돌아간 뒤, 심한 폭행과 구타를 당해야만 했다. 동지들의 죽음과 계속된 고문으로 박헌영의 정신과 육체는 피폐해져 갔다. 감옥 안에서 동지인 박순병, 박광흠, 박길양, 권오상 등이 고문을 이기지 못하고 감옥에서 사망했다. 한편 제4차 조선공산당 사건으로 당수 차금봉을 비롯한 공산당 간부가 체포, 구속되어 옥사, 희생됨으로써 그는 조선공산당을 지도하는 위치에 올라서게 된다.

##### 수감생활과 석방
재판도중 자살 시도와 단식을 거듭하며 조선총독부법정의 판결에 항거했다. 27년 9월 20일 재판정에서는 제4차 선고 공판을 실시했다. 공판은 비공개로 진행되었고, 재판정에서 그는 계속 재판장을 향해 박순병을 데리고 오라고 소리치다가 자신이 쓴 안경을 재판장에게 던졌다. 박헌영이 소리치고 소란을 피우자 간수들은 그를 끌고 밖으로 나갔고 공판은 10분만에 중단되었다. 비공개인 공판을 관람할 수 없었던 아내 주세죽은 그가 강제로 끌려나가는 것을 목격하고 통곡하였다.

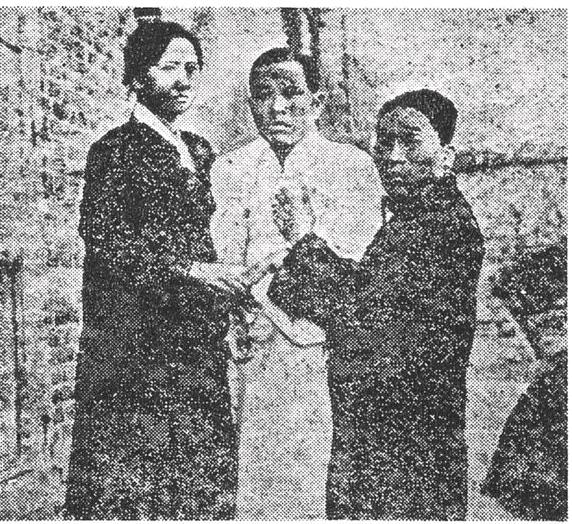
1927년 11월 24일자 동아일보에 실린 박헌영. '정신이상자'로 병보석 석방당시 박헌영이다. 왼쪽에는 부인 주세죽.

9월 20일 11시 10분 박헌영을 다시 입장시키고 공판을 진행했으나 이때도 소리지르자 재판장은 간수들에게 명령해 그를 긴의자에 눕힌뒤 신경안정제를 먹인 뒤 공판을 진행했다. 제4회 공판이 끝난 뒤 9월 22일 제5회 공판에는 박헌영이 배제되었다. 이 뒤로 박헌영의 모습이 보이지 않으면서 세간의 의혹이 증폭되었고, 주세죽은 변호사를 데리고 박헌영을 면담했다. 이무렵 그의 신체에 이상이 생겼다는 소문이 돌기도 했다.
재판 과정에서 극심한 고문으로 박헌영은 10월 들어서 공황상태는 더 심각해졌다. 감방에서는 거의 밥을 먹지 않은 채 혼잣말을 중얼거리며 감방 안을 맴돌거나 벽을 보고 이야기하다가 사람을 보면 무서워 질린 표정을 했다가는 이내 히죽히죽 웃는등 자살 소동을 벌이기도 했고 자기가 싸놓은 똥을 벽에 칠하거나 먹기도 했다고 한다. 한 재판정에서 그는 자신이 본 인분을 직접 먹기도 했다. 재판관들과 배심원, 방청객들은 경악했고 그를 완전히 정신이상자가 된 것으로 결론내렸다. 박헌영의 이러한 행동들은 연극이었다는 반론도 제기되고 있다.
이후 공판에도 박헌영이 출석하지 않자 무슨 일이 생겼다는 소문까지 퍼졌다. 주세죽은 계속 면회를 신청했지만 교도소 측이 면회를 거절하자, 주세죽은 자기 혼자서 음식을 편하게 먹을 수 없다며 동반 단식에 들어갔다. 그 뒤 교도소에서는 박헌영의 단식은 사실이 아니며, 박헌영은 식사를 한다고 발표했다. 10월 7일에 박헌영을 만난 변호사들은 그가 음식을 섭취하고는 있으나 의식불명이라 아무것도 인식하지 못하는 상태이며 병보석을 신청하기로 했다. 감옥 군의관으로부터 체력검사를 받고, 조선총독부 군의관은 그가 심신상실을 앓고 있다고 진단했다. 그러나 이 소견은 재판부에 의해 기각당했다. 병보석이 기각되자 박헌영은 두 번이나 목을 매고 자살시도를 하려다가 간수들에 의해 발각되기도 했고, 이때 그를 말리는 간수들과 심한 몸싸움으로 온몸에 멍이 들기도 했다. 1927년 11월 15일 박헌영의 변호인단은 그에 대한 병보석을 신청했고, 재판관은 병보석을 허가했다.

#### 국외 탈출

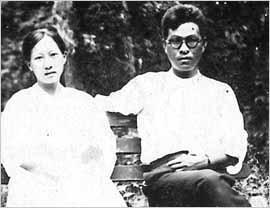
소련으로 탈출 직후의 박헌영과 주세죽(1928년 12월)

몇차례 병보석 신청 결과 1927년 11월 22일 박헌영은「정신병자」로 병보석을 얻어 석방되었으며, 석방 직후 아내 주세죽을 알아보지 못하고 무섭다고 도망치기도 했다. 박헌영의 동창이자 친구였던 시인 심훈은 오열하며 조선일보1927년 12월 2일자에 《박군의 얼굴》이라는 시를 기고하며 일제에 의해 망가진 친구의 모습에 대한 분노를 표출하였다. 훗날 북한 법정에서 '그가 일본경찰에 투항한 후 서로 짜고 미친 행세를 하여 석방되었다.'고 그러니까'박헌영이 일제와 비밀리에 타협했다.'라는 비방을 한다. 그러나 일제강점기 당시 고문으로 건강이 악화된 이들은 여러명이나 될 만큼 많았고, 일부는 병보석되었다. 만약 북한의 주장대로 일본 경찰이 고의로 박헌영을 석방시키려 했다면 굳이 미친 사람 행세를 시킬 필요도 없이, 폐병 같은 내과적인 난치질병에 걸렸다고 발표하기만 했어도 되었을 것이다. 감옥에서 출감한 박헌영은 곧 아내에 의해 김탁원 정신과 병원에 입원했다. 그를 진찰한 의사 김탁원은 그가 정신이 완전히 상실되었으며, 치료를 한다 해도 예전처럼 회복하기 어렵다고 진단을 내렸다. 병원에 있다고 해도 별반 차도가 없을 것으로 본 주세죽은 남편을 데리고 건강에 좋다는 온천과 절을 돌아다니며 요양을 하였다.

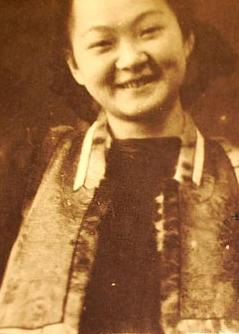
딸 박 비비안나

출감한 박헌영은 곧장 충청남도 예산군 신양면의 고향집에 내려갔다. 그러나 아버지 박현주나 이복 형인 박지영도 알아보지 못하고 일본 헌병, 개신교 목사, 밀정 이라며 쌍욕을 퍼부었다. 그는 방안에 갇혀 지냈으며 아내 주세죽과 어머니가 떠다 주는 죽으로 연명하였으며, 의사의 왕진을 받았다. 총독부는 경찰을 보내 박헌영의 집에 상주시키며, 박헌영의 집 주변을 감시하게 했다.
병으로 석방된 박헌영은 충청남도 예산군의 고향집에서 있다가 함경남도 석왕사에서 요양하던 중 주세죽의 고향인 함경남도 함흥으로 내려왔다가 갑자기 사라졌다. 1928년 블라디보스토크로 비밀리에 탈출하였다. 박헌영은 이듬해 아내와 함께 모스크바로 떠났는데, 시베리아 횡단열차 안에서 아내는 딸을 낳았다. 이들의 탈출 사실은 신문에 그대로 보도되었고 함흥경찰서장 이하 경찰관들은 경계를 게을리 했다는 죄목으로 징계를 받았다. 박헌영의 탈출에 영감을 얻은 가수 김용환 은 두만강변에서 영화를 촬영하다가 《눈물 젖은 두만강》을 작곡했다.
1927년 12월 10일 코민테른의 12월 테제에 의해 조선공산당이 해산되었다. 1국1당주의 원칙에 따라 각지의 공산주의자들은 체류국가의 공산당에 가입하여 활동하였다.

### 소련 활동과 체포

#### 소련 유학과 수학

1928년 부인 주세죽, 딸 비비안나와 함께

1928년 11월초 연해주에 체류하였다. 1928년 11월 5일 갓난 아기와 주세죽을 데리고 모스크바에 도착하자, 김단야와 고명자의 환영을 받고 쉽게 정착할 수 있었다. 김단야는 6.10만세운동이 실패로 돌아간 뒤 1926년 8월 모스크바로 망명, 레닌대학교에 다니며 코민테른 극동아시아부 조선담당 조사관으로 근무하고 있었고, 고명자는 아직 동방근로자 대학에 재학 중이었다. 박헌영 가족은 모스크바에서 '정치망명객들을 위한 집'이라는 임시 거처를 마련할 수 있었다.
1928년 11월 모스크바에 도착한 박헌영은 안정된 조건 속에서 자신의 이론적 전망을 확대하고 싶어했다. 그는 국제레닌학교에 입학하겠다고 청원했다. 당시 모스크바에 체류하던 김단야가 박헌영의 입학을 지원했다. 박헌영은 자신의 이론을 보다 확대하고 배움을 얻고자 하는 희망을 말하였고, 김단야 등의 추천으로 1928년 11월 국제레닌대학교에 입학하였다. 주세죽도 고명자가 다니는 동방근로자대학에 입학했다. 박헌영은 아내에게 '꼬레예바'라는 가명을 지어 주었고, 이들 부부는 학업에 전념하면서 딸 비비안나를 키웠다.

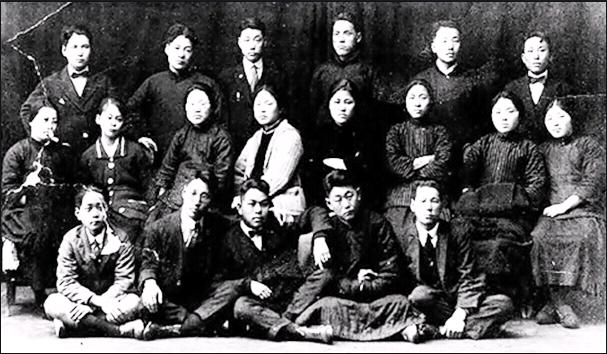
1929년 모스크바 국제레닌학교 재학 중. 앞줄 왼쪽에서 두 번째부터 김단야,박헌영,양명이 나란히 앉아 있다. 두 번째 줄 오른쪽에서 세 번째가 주세죽, 맨 뒷줄 맨 오른쪽이 호찌민이다.

김단야는 1926~28년 시기에 국제레닌학교에서 수학했으며, 그 즈음에는 코민테른 동양부 한국 담당 조사관으로 일하고 있었다. 뿐만 아니라 국제공청 집행위원회 비서부가 박헌영의 입학을 추천했다. 결국 1929년 1월에 박헌영의 국제레닌학교 입학이 허용됐다. 당시 작성된 박헌영의 입학 관계 서류철에 따르면, '구사할 수 있는 언어' 항목에는 '한국어, 일본어, 영어, 중국어' 네 가지가 적혀 있다. 그때만 해도 박헌영은 러시아어를 잘 구사하지 못했던 것 같다. 그의 의사 교환 수단은 영어였다. 이력서는 물론이고 신원조사표도 영어로 작성되어 있다. 그는 국제레닌학교에 입학한 뒤에도 영어로 강의가 이뤄지는 영어반에 소속돼 있었다.

#### 소련공산당 입당과 중국 상하이에서 잡지발간 활동
1929년 1월 박헌영은 국제레닌대학교에 입학했고 2월 소련공산당에 입당하여 당원이 됐다. 국제레닌대학교에 재학 중에는 호치민 등과 만나 교류했고 친분관계를 쌓았다. 호치민은 목민심서와 정약용에 관심이 있었고, 자연스럽게 그와 친해지게 되었다. 1929년 초 국제레닌대학교를 졸업하고 모스크바에서 모스크바 공산대학이라 불렸던 동방근로자대학을 다녔다. 동방근로자대학 2년과정을 졸업하였다. 소련에서 유학생활 지냈을때, 그는 논을 가는 써레와 농작물을 끌어 모으는 고무래의 한자어를 합쳐 '이정(而丁)'이라는 가명을 지었고, 러시아 발음인 '이춘'으로 등록했다. 이는 '하층 농민계급의 마음으로 살겠다.'는 뜻이었다. 이후 코민테른 동양비서부 조선위원회 위원으로 선출됐는데, 31년말 동방노력자공산대학 2년 과정을 마칠 때까지 그는 코민테른 동양비서부 조선위원회 위원으로 활동했다.
박헌영은 국제레닌학교 재학 중에도 한국 혁명운동의 최일선에 있었다. 1929년 중에 코민테른 동양비서부 조선위원회 위원 가운데 한 사람으로 선임되었다. 이 위원회는 1928년 말에 코민테른 지부 승인이 취소된 조선공산당을 대신하여 한국 사회주의 운동을 지도하는 최상급 기관이었다. 조선공산당 재건운동사에서 '국제선'이란 이 기구였다. 1929년 11월 3일 조선에서 광주 학생 항일 운동이 벌어지자 그는 배후 선동 혐의로 체포령이 떨어졌다. 그는 귀국하지 않고 1931년까지 러시아에 체류하게 되었다.
1931년 3월 김단야는 상하이에서 잡지 코뮤니스트를 발행했고, 박헌영은 모스크바에 머무르면서 코뮤니스트 편집위원이 되었고, 이후 소련과 상하이를 수시로 오가기도 했다.
3월 코민테른으로부터 상하이로 가 국내의 조선공산당을 지도하라는 지시를 받고 그는 빨리 중국 상해로 돌아갔다. 4살이 된 딸 박 비비안나는 모스크바 근처 이바노바시에 있는 스타소바 육아원에 맡기고 아내 주세죽과 함께 상하이로 건너갔다. 이후 부모의 얼굴을 몰랐던 박 비비안나는 한동안 자신이 고아인 줄 알고 자랐다고 한다. 상하이에 도착한 그는 프랑스 조계에 보금자리를 마련했다. 상하이에 거점을 확보하고 언제 체포될지 모르는 김단야로부터 잡지 관련 업무를 인수인계 받았다. 1931년 10월 그는 출옥한 고명자와 연락하였고, 김형선을 통해 국내와도 접촉을 시도했다. 1932년 1월 박헌영은 코민테른의 지시로 조선공산당 재건 준비지령을 받고 상하이로 되돌아왔다. 박헌영이 상해에 체류하고 있을 1932년 4월 홍구공원에서 윤봉길 의거가 발생하였다. 박헌영은 윤봉길 의거 등을 '민중의 계급적 각성과 연대가 뒷받침하지 않은 극소수에 의한 폭력'행위 라며 부정적으로 평가 하기도 하였다.
상하이에서 잡지「콤무니스트」지를 만들어 국내로 밀반입시켰으나 발각되고 말았다. 이 잡지는 1933년 7월호까지 발간됐다.
박헌영은 상하이에서 비밀리에 지하에 공산주의조직을 만들고 국내 공산주의자들과 연락을 주고받으며 운동을 지도했다. 당시 국내 공산주의운동에서는 그가 지하에 설치한 단체를 '국제선'이라 불렀다.

#### 체포와 송환

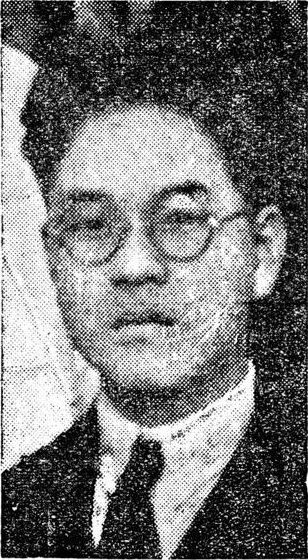
1932년 무렵의 박헌영

1932년 윤봉길의사의 홍커우 공원 의거로 독립운동가에 대한 탄압이 거세지면서 '이두수'라는 가명을 사용하며 활동하였으나, 1933년 6월 김단야를 추적하던 일본경찰에 의해 미행당하다가 7월 5일 상하이 부두에서 체포되었다. 그는 윤봉길 의거와 이봉창 의거는 민중들의 동의를 구하지 않았음을 지적하여 비판하기도 했다. 당시 그를 체포한 일본 영사관 경찰의 기록에 따르면, 김단야로 추정되는 인물이 7월 5일 아침 7시부터 8시 30분 사이에 공동조계의 북경로와 강서로 교차로 부근에서 누군가와 접선할 것이라는 첩보를 입수했다고 한다. 이에 일본 경찰은 공동조계 경찰의 협력을 얻어 문제의 장소 부근에 잠복했다. 아침 7시 45분 교차로 북쪽 귀퉁이에서 서성거리는 의심스런 사내가 잠복 경찰의 눈에 띄었다.고 했다. 경찰은 단박에 그를 덮쳤고, 영사관 경찰부로 연행하여 취조해보니, 그 사람은 김단야가 아니라 박헌영이었다.
김단야로 오해하고 체포당하기는 했지만 박헌영은 일본 영사관 경찰에 체포된뒤 밀폐된 공간에 끌려가 구타를 당했으나 김단야가 있던 곳은 발설하지 않았고, 소지하고 있던 소지품 중 고명자에게 보내려던 암호로 된 편지만 일본 경찰 손에 입수당했다.

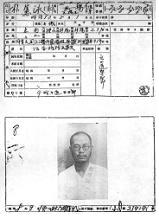
1933년 9월14일 서대문형무소에서 촬영한 조선공산당 당수 박헌영.

박헌영은 상해에서 서울로 압송됐다. 박헌영은 1928년 8월 조선을 탈출한 이후 1933년 7월에 체포되기까지 약 5년 동안의 행적에 대해 집중적으로 취조를 받았다. 그는 탈출 사건으로 인해 일본 경찰에게 미운 털이 박힌 데다가 한국 사회주의 운동의 거물로 간주되고 있었다.

#### 투옥과 형문
7월 말 박헌영은 국내로 압송되었고 조선총독부 경찰의 고문과 심문에 맞서 증언거부로 투쟁하였다. 사상담당 고등 경찰로 이름 높은 미와(三輪) 주임이 그를 직접 취조했다. 공산당 조직을 살려야 했던 박헌영은 일본경찰의 진술강요에 '1928년 이후 정신병 치료를 위해 탈출한 것이며, 병세는 호전되었으나 동료들이 자신을 정신이상자로 취급하여 활동하고 싶어도 아무런 활동을 할 수 없었다.'고 거짓 진술하였다. 그 뒤 1933년 1월 상하이의 길가에서 우연히 김단야를 만나 그를 대신하여 연락하는 활동을 했다고 진술했다. 박헌영은 필사적으로 위장 진술에 나섰다. 진술의 초점은 탈출 이후 그의 생활이 정신병을 치료하기 위해 일관됐음을 전후 모순없이 주장하는 데 있었다. 박헌영은 국외로 탈출한 뒤 북간도와 연해주를 전전하며 정신병 치료에 급급했다고 말했다. 그 후 1930년 가을부터는 병에 차도가 있어 연해주 수찬 구역의 한인 소학교에 교사로 취직했다고 한다. 그곳에서 2년간 생활한 뒤, 하얼빈·봉천·천진을 거쳐 상해에 도착한 게 1932년 11월 말이었다는 것이다. 박헌영은 그동안 사회주의 운동에는 전혀 관여할 수 없었다고 주장했다. 동료 사회주의자들이 그를 정신병자로 취급한 탓에 운동의 대열에 넣어주려 하지 않았다고도 했다. 상해에 도착한 뒤에는 단지 직업을 얻으려고 배회했을 뿐이며, 1933년 1월에 상해의 길거리에서 우연히 김단야를 만났다고 했다. 그리고 생활비가 궁했기 때문에 김단야의 지시에 따라 조선공산당 재건운동에 다소 협력했다고 주장했다. 형문은 계속되었고, 유도 심문이 계속되었지만 그는 계속 같은 말을 되풀이해서 반복하였다.
증거도 증인도 없는 상태라서 조선 총독부 경찰은 20일 만에 심문을 끝내고 검사국에 송치한 뒤 경성지방법원으로 보냈다. 이어 국내 연락중 체포된 김형선 등 6명과 함께 치안유지법 위반 혐의로 경성지방법원 예심에 회부되었다. 33년 7월 심문과정에서 그는 28년 8월 탈출 이후 약 5년 동안의 행적에 대해 정신병을 치료하기 위한 과정이었다고 필사의 위증을 했다. 조선총독부 경무국의 조사 결과 박헌영의 해외활동에 대한 아무런 인적, 물적 증거는 발견되지 않았다.
1934년 12월 10일 조선공산당 재건 사건의 제1차 공판에 출두했으나 그의 재판을 관람하기 위해 수백명의 인파가 동시에 나타났다. 재판부는 비상사태를 우려하여 박헌영만을 따로 분리해 신속하게 공판을 열어 17일만에 선고공판을 열었다. 선고공판에서, 그는 징역 6년형을 언도받고 수감되었다. 수감 중 박헌영의 아버지 박현주가 병사했다. 그러나 옥중에서 부친의 부음 소식을 접한 박헌영은 무덤덤하였다. 후일 박헌영은 이 때를 회상하며 일제강점기 당시 공산·사회주의자들이 형무소에서 보낸 시간을 합치면 모두 6만 년은 족히 될 것이라고 하였다.
박헌영의 수감과 출옥으로 조선총독부는 갖은 압력을 행사했고, 집안 대대로 내려오던 토지와 패물은 거덜나게 되었다. 고향으로 되돌아온 박헌영은 이 때의 일로 동리 사람들로부터 패륜아, 불효자 라는 지탄과 조롱이 시달림을 당해야 했다.

#### 일제강점기 후반

##### 가석방
6년형을 언도받았으나 5년 만인 1939년에 가석방되었다. 그가 취조를 받던 무렵에 1933년 상하이에서 그의 처 주세죽은 김단야와 재혼하였다. 주세죽은 남편이 죽은 줄 알았고, 김단야 역시 아내 고명자의 소식을 접할 수 없었다. 그 뒤 1929년경부터 주세죽과 김단야가 눈이 맞았다는 설이 운동가들 사이에 확산되기도 하였고, 이를 안 박헌영이 1929년 주세죽과 결별하였다는 소문도 확산되었다. 박헌영과 헤어진 후 주세죽은 남편이 죽은 줄로 알았으나 김단야가 그의 생존 사실을 알면서도 주세죽에게 알리지 않았다는 설도 있었다.
출소 직후 국내에서 주세죽의 재혼 소식을 처음으로 접하였다. 그는 주세죽의 재혼으로 그는 괴로워하였고, 박헌영이 살아있음을 확인한 국외의 공산주의 운동가들까지도 주세죽과 김단야를 비난하였지만 박헌영은 묻어두고 함구하라고 하였다. 그러나 박헌영은 심적으로 부담과 실망, 고통을 겪고 있었고 술에 찌들어 방황하게 된다.
그런데 1937년초부터 박헌영은 모스크바에 있던 한국인 공산주의자 이성태(김춘성)로부터 모함을 받았다. 이성태는 화요회 출신 공산주의자들을 공격할 목적으로 '상신서'를 작성, 코민테른 집행위원회 비서부로 보냈다. 상신서에서 이성태는 그가 친일파 가정 출신이며 그의 아버지와 큰형은 일진회 소속이며, 형은 아편에 중독된 일본 밀정이라 주장하였다. 그러나 소련내에 박헌영을 옹호하던 한국공산주의자들의 변호로 위기를 모면한다.
주세죽이 고향에 나타나지 않자 친척들은 박헌영에게 주세죽의 행방을 물었다. 1939년 고향인 예산에 내려와 잠시 체류했을 때 주세죽의 행방을 묻는 친척들에게 "주세죽을 죽은 사람으로 취급했다"한다.

##### 경성콤그룹 활동

이관술

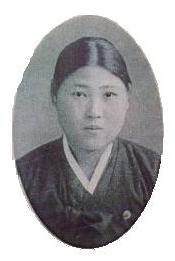
이순금

이재유와 경성 트로이카 활동을 함께했던 이관술, 이순금, 김삼룡이 1939년 1월 새로운 항일 비밀결사를 만드는 데에 착수하였고 4월부터 지도부를 구성하여 활동 중이었다.
1939년 9월 박헌영은 대전형무소에서 가석방, 출옥했다.
이재유가 국제선 사람들과 불화를 빚은 것은 한두 번이 아니다. 그는 이미 1933년에 재상해 '콤무니스트' 그룹의 국내 전권위원인 김형선과 미묘한 알력 관계를 보였다. 1934년에는 프로핀테른에서 파견된 권영태와 불화를 빚었다. 1935년에는 김승훈(金承塤), 1936년에는 김희성(金熙星) 등과 같은 국제선 사회주의자들과도 긴장관계에 있었다.(중략) 박헌영은 출옥 후 경성콤그룹에 기꺼이 가담했다. 이재유와 함께 산전수전을 겪은 사람들이 지도부에 포진해 있는 단체인데도 말이다. 이재유 그룹은 비록 국제선은 아니지만 비타협적으로 일본제국주의에 맞서 싸워온 공로가 있으며, 특히 중일전쟁이 발발한 1937년 이후에 그러했다는 게 박헌영의 생각이었다.— 임경석, 국제선 공산주의 그룹과 박헌영

1940년 2월부터 박헌영은 경성콤그룹 지도자 겸 기관지 '코뮤니스트'의 편집책임을 맡았으며 직접 편집을 지도하였다.
조선총독부 경무국은 경찰청에 명하여 박헌영을 A급 불령선인으로 지정하고 감시를 강화했다. 1940년 가을 창씨개명 하라는 총독부의 명령을 거절했다. 박헌영은 추격을 피해 경성과 인천, 청주 등을 오가면서 일제 경찰과 밀정들의 감시를 피했다.
경성콤그룹이 발행한 '코뮤니스트' 기관지는 함경남도 함흥에서 마산까지 전국에 배포되었다. 이후 1941년 2월까지 청주와 서울, 대전 등의 비밀 아지트로 잠행하면서 지하운동을 벌였다.
이 기간에 박헌영은 아지트에서 함께 숨어있던 정순년(鄭順年)과 부부의 연을 맺었다. 정순년은 그의 동지 정태식의 5촌 조카로 박헌영과 정순년 사이에서는 1941년 3월 아들 박병삼(朴秉三)이 태어났다. 그러나 그가 피신하면서 아들과도 헤어졌고, 정순년은 이순금, 정태식 등의 보호를 받던 중 친정아버지에 의해 강제로 끌려갔다.

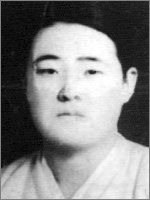
세 번째 부인 정순년, 그러나 그녀는 박헌영의 은신 중 친정아버지에 의해 강제로 개가하게 된다.

정순년의 친정 아버지는 미혼의 딸이 불령선인과의 사이에서 임신한 것에 분노했고, 자신의 사촌동생인 정태식과는 인연을 끊다 시피 했다. 친정부모에 의해 끌려간 정순년은 다시 목수에게 개가하였고, 박병삼은 박헌영의 이복 형 박지영에게 보내졌다가 이순금에게 보내져, 이순금에 의해 양육되었다.

#### 노동자 생활과 지하 은신

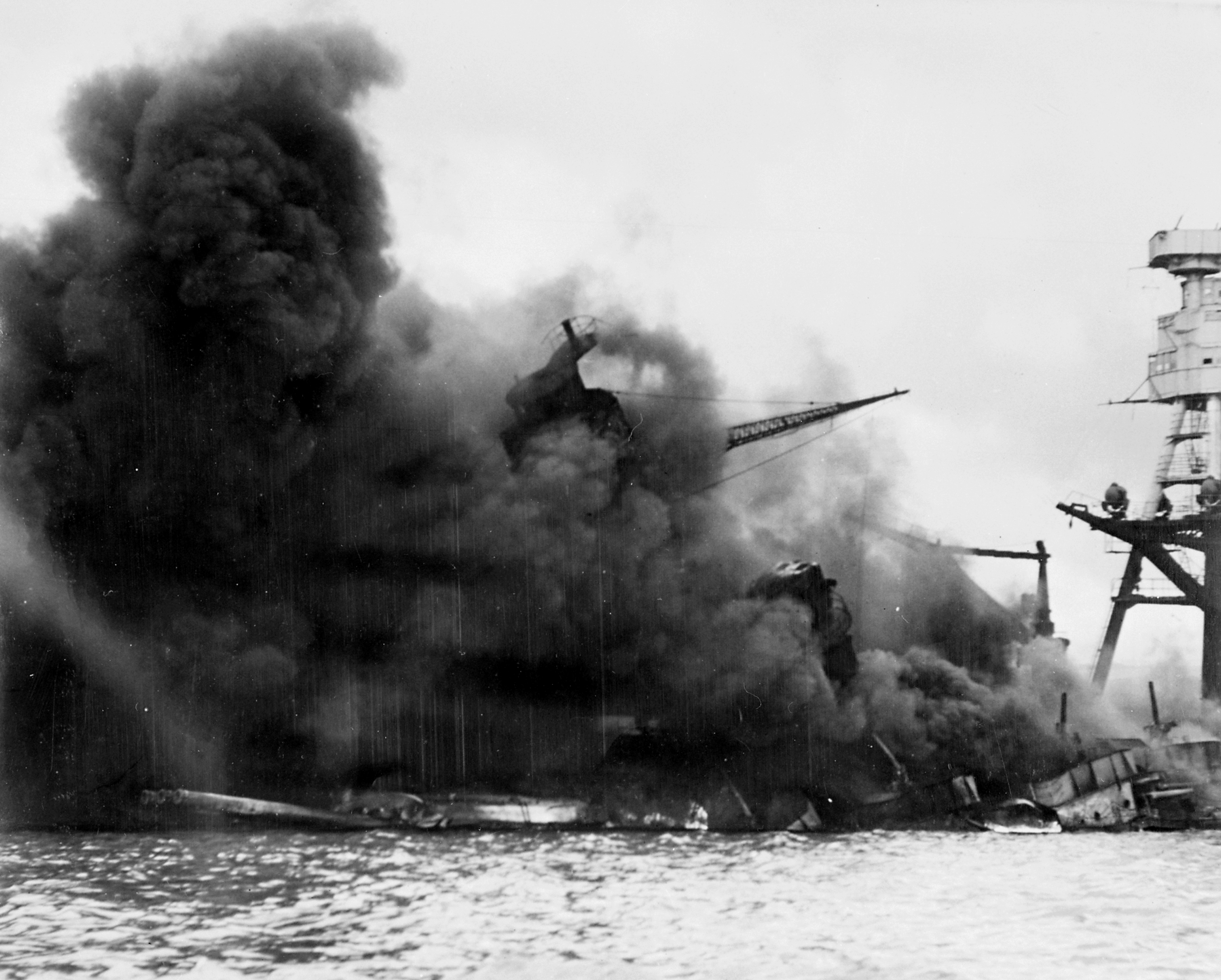
태평양 전쟁

1941년 경성콤그룹이 일제 총독부에 발각되어 검거령이 내려졌을때, 41년 1월 경성콤그룹의 회원인 이관술, 이현상, 김삼룡 등이 조선총독부 경찰에 의해 체포됐고, 박헌영은 서울 아지트를 버리고 대구로 피신했다. "행상인도 되어보고…약사나 심지어 점쟁이 노릇"까지 해가며 검거를 피해 전남 광주로 도피했다. 그는 종연방직공장 변소 청소부로 활동하다 '김성삼'(金成三)이라는 가명으로 벽돌과 기와를 굽는 공장의 인부로 위장 취직한 채 활동하였다. 이순금을 통해 경성 주재 소련영사관과 비밀교신을 주고받았다.
박헌영은 은신하여 전남 지역 극소수 조직원 외의 다른 경성콤그룹 조직원과는 연락이 두절되었다.
| “ | '박헌영이 지방 동지들과 연계를 구축했고 당 재건 준비 사업을 지속적으로 전개했다'고 일부에서 쓰고는 있지만, 이 시기에 뚜렷한 활동을 했다는 자료는 어디에서도 안 나온다. 몇몇 동지들하고 연락하는 정도의 활동이었다. | ” |
|   | — 서중석 |   |

| “ | (해방 직후) 우리는 박헌영 동지가 해외로부터 귀국하기를 바라고 있었습니다. | ” |
|   | — 권오직(조선공산당 중앙 및 도당 대표동지 연석회의 의사록)                |   |

권오직의 발언은 각 지방에서 활동하던 경성콤그룹 조직원들이 모인 광복 후에도 박헌영의 행방을 아무도 몰랐다는 것을 보여준다.

### 해방 정국의 활동

#### 광복 직후

##### 조선공산당 재건 활동과 건국준비위원회 참여

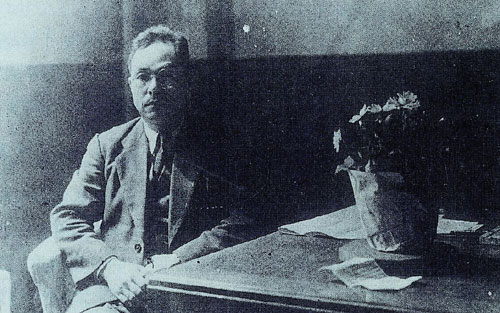
광복 직후 서재에서

1945년 8월 15일 일제의 패전과, 해방의 소식을 듣자 박헌영은 일행과 함께 곧바로 목탄차를 얻어타고 전주에 들려서 막 출감한 김삼룡을 태운뒤 함께 경성부에 도착했다. 광복 직후 그는 소감에서 “아닌 밤중에 찰시루떡 받는 격으로 해방을 맞이했다”라고 밝혔다.
8월 17일에 건준 전남지부의 트럭을 타고 상경했다는 설도 있다. 8월 17일 오전 11시 광주극장에서 전남건국준비위원회가 결성되었다. 이때 건준 전남지부 사무실은 고광표(전남건준 재무부장)가 운영하던 광주 동구 대인동 창평상회였다. 이곳에서 모인 건준간부들은 임시 대표단을 구성, 신임장을 받기 위해 이날 밤 8시쯤 트럭을 타고 급히 서울로 향했다. 이 트럭이 서울로 갈 것이란 소식을 어떻게 알았는지 김성삼(본명 박헌영)이 찾아와 동승했다 한다. 박헌영은 일제의 검거망을 피하기 위해 공산조직인 '경성콤그룹' 조직책의 도움으로 광주 백운동 벽돌공장에서 신분을 완전히 숨긴 채 3년 동안 은신해왔었다.
1945년 8월 15일 밤, 이승엽을 비롯한 서울의 명망있는 사회주의자들이 기독교청년회관(YMCA) 왼편에 있는 장안빌딩에 모여들었다. 다음날 아침 장안빌딩 건물에 조선공산당 현판이 내걸렸다. 8월 18일에는 우미관에서 외곽조직인 공산주의청년동맹을 재건립하며 조직확대를 꾀했으나 박헌영 일파가 이를 인정하지 않고 조선공산당 창당을 선언하자 8월 24일 자진 해체한다.

##### 8월 테제 발표

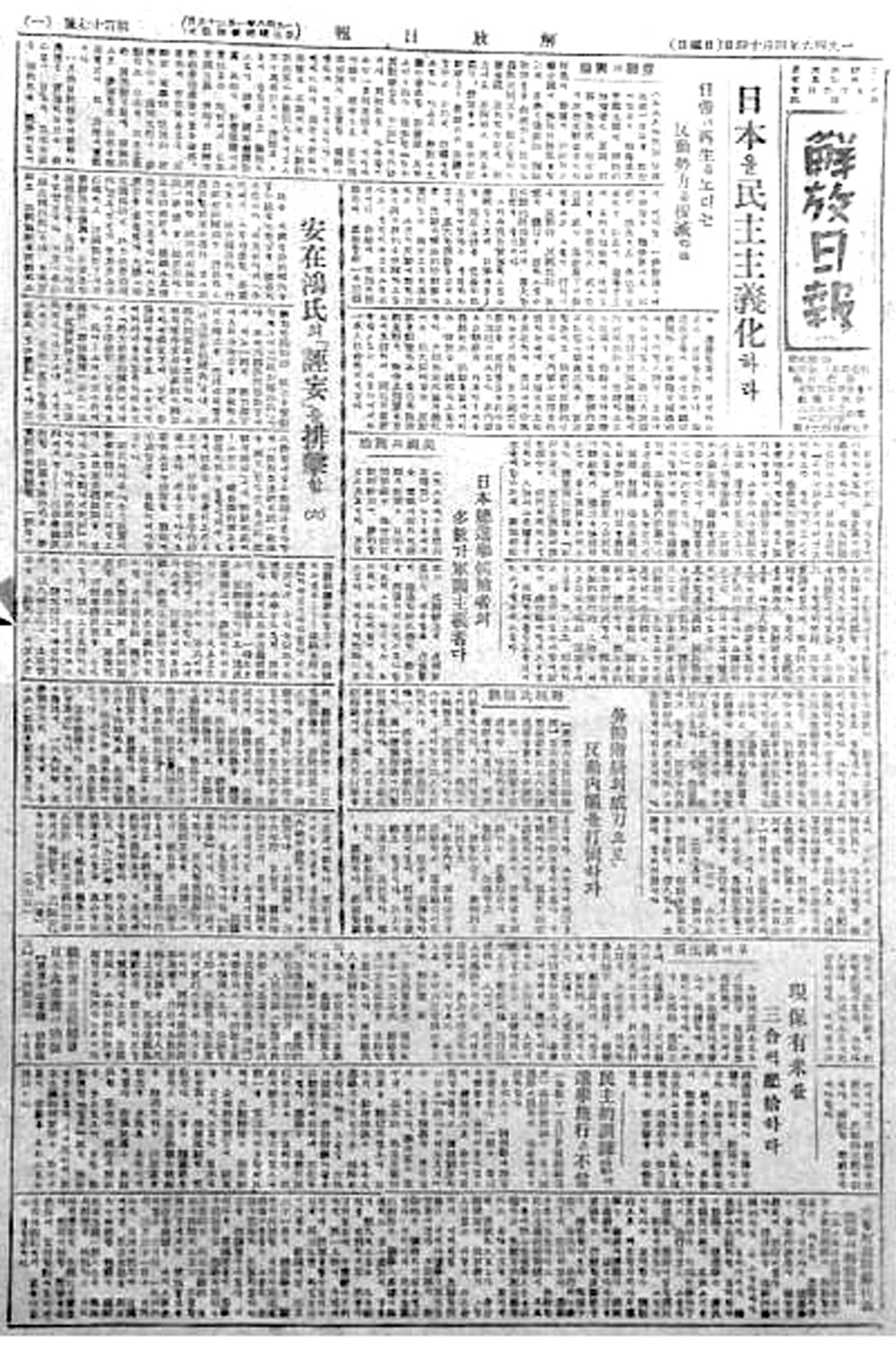
해방일보, 박헌영은 대표이자 필진으로 편집에 참여하였다.

8월 20일 저녁 박헌영은 경성부 종로구 명륜동에서 '8월 테제'를 발표했는데, 일단 봉건적 잔재를 일소하기 위해 자본주의를 수용, 유산계급과의 통일전선을 통해 생산력을 비약적으로 발전시키고 민주주의를 훈련함으로써 장차 사회주의혁명 내지 인민민주주의혁명을 준비한다는 마르크스의 정통이론에 따른다는 것이 주요내용이었다. 이어서 경성콤그룹을 중심으로 조선공산당 재건준비위원회를 발족시켰다.
박헌영은 건준에 참여한다. 당시 조선에서는 소련이 진주할 것을 기정사실화하는 분위기였기 때문에 건준은 사회주의 계열을 더 적극적으로 참여시키려고 노력했다. 여운형은 박헌영을 건준에 참여시키기 위해 노력했다.
건준의 결성 초기부터 사회주의자들이 참여하게 된 것은 여운형•건국동맹과 사회주의자들의 이념적 친화성, 그리고 일제시기 이래 사회주의자들의 친분관계도 바탕이 되었지만, 무엇보다 소련의 서울 진주 소식이 크게 작용했다. 여운홍에 따르면 여운형은 8월 15일 아침에 엔도를 만난 뒤 정백과 함께 돌아와 단독으로 담소를 나누었으여 "소련군이 서울에 진주할 것이기 때문에 사태가 달라졌다"는 입장을 나타냈다. (중략) 이에 여운형과 건준 참여세력들은 사회주의 계열을 적극 참여시켜 소련군의 남한 진주에 대응하는 국가건설을 준비하고자 했던 것이다.— 김무용, 해방 후 조선공산당의 노선과 국가건설 운동, p61

8월 16일 여운형 등이 건국동맹을 건국준비위원회로 개편하자 그 역시 건국준비위원회에 가입하였다. 그러나 건준의 간부직을 맡으라는 요청을 사양하고 평회원으로 있었다. 건준에는 여운형 계열 외에도 안재홍, 김준연 등이 있었는데 김준연은 뒤에 전향선언을 하고 한국민주당으로 건너갔고, 안재홍은 박헌영과 친박헌영 세력을 건준내에서 축출할 것을 수시로 여운형에게 권고하기도 했다.

##### 건준 접수 기도와 실패
박헌영과 여운형은 해방 정국 좌파의 거두로 서로 협력과 경쟁의 애증적 관계를 유지하였다. 특히 공산당을 이끈 박헌영은 중도 좌파의 지도자인 여운형을 발판으로 해서 자신의 세력을 확장시켜 나갔는데 그 전위세력이 공산당 내 소위 ‘재건파’였다. 그런데 재건파, 나아가 공산당이 해방 직후 국내에서 일정한 세력을 형성하는 결정적인 계기는 해방 직후 여운형이 주도한 건국준비위원회를 자신의 세력으로 접수하면서부터다. 이 과정에서 여운형은 재건파에 의해 철저하게 견제당했고 의문의 테러를 당하기도 하였다.
1945년 8월 20일 전후하여 건준 조직에 들어오기 시작한 재건파는 건준을 자파 조직으로 접수해 나갔다. 이 과정에서 여운형에 대한 1차 테러가 발생하는데 그 계기는 일제의 요구로 건준이 치안위원회의 명칭으로 변환된 것을 이유로 재건파가 노골적으로 여운형의 지도력에 반기를 들면서부터다. 박헌영은 이들을 통해 건준의 접수를 계획했지만 안재홍 계열의 맹렬한 반발로 실패하고 만다. 오히려 안재홍은 김병로, 이인, 송진우 계열을 일부 끌어들여 그를 견제하려 하였다.
9월 3일 그는 조선공산당을 재건하고 책임비서가 되었다. 박헌영은 여운형을 만났는데 '건준의 간부들 속에 민족주의자가 너무 많기 때문에 우경화할 위험이 있으니 개조해야 한다'고 주장했다. 이에 여운형은 '이 문제는 혼자 결심할 일이 못되니 토론해야 한다'고 대응하였다. 조선공산당의 장악과 동시에 건국준비위원회에도 사람을 들여보내 건준 조직의 장악을 추진한다. 이 과정에서 박헌영 세력의 건준 장악에 반발한 안재홍, 김병로 등의 반대에 부딪친다. 그들은 박헌영 계열인거나 박헌영과 친분이 있는 건준 간부의 해임 또는 교체를 여운형에게 강하게 요구해왔고, 그들과의 전면전은 불가피하였다. 박헌영은 역으로 안재홍과 김병로가 자파들의 사람들을 건준에 심으려 한다고 항변하였다.

#### 인공 내각 수립

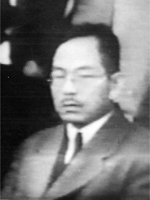
박헌영

박헌영은 조선공산당 재건에서 조봉암을 배제하였는데, 이때 부르주아민주주의 혁명 이론가였다가 전향한 고경흠도 함께 배제하였다. 고경흠은 일제강점기 말기부터 여운형을 추종하였고, 여운형이 죽는 순간까지 그의 비서로 있었다. 또한 박헌영은 1932년 이전부터 조봉암과 사이가 좋지 않았다고 추측된다. 이러한 일련의 갈등에 대해 조선공산당의 원로인 김철수는 박헌영이 개인적 추종자 중심으로 일을 하기 때문이라고 보았다. 김철수는 1932년 옥중의 그에게 전향이라도 해서 살아남으라고 권했다가 그에 의해 심한 비판과 미움을 받게 되었다.
1946년 5월, 조봉암은 박헌영에게 경고하는 공개서한을 보내고 좌익에서 우익으로 사상전향, 공개서한이 언론에 공개하고 조선공산당을 탈당하였다.
1945년 9월 6일 박헌영은 일부 인사들과 함께 건준을 「조선인민공화국」으로 정부화 선언을 하고 내각명단을 기초했는데 초대 주석은 이승만을 지목했다. 이무렵 이때부터 박헌영은 여운형을 경시했는데 두 사람은 계속해서 반목불화하게 된다.
1945년 9월 7일 여운형에게 두 번째 테러가 일어났다. 여운형은 20여 일 간 치료를 받았으며 그가 정치활동에 나서지 못한 동안 인민공화국의 기반은 박헌영에게로 넘어갔다. 이후 여운형에게 여러 수차례의 테러가 있었는데, 극우단체 외에 여운형의 암살 배후로 박헌영을 지적하는 견해가 있다. 9월 11일 조선공산당 재건위원회를 기반으로 조선공산당이 재건됐다. 박헌영은 서열 1위의 조선공산당 중앙위원으로 조선공산당 위원장 겸 총비서에 선출되었다.

#### 신 정부 수립 운동

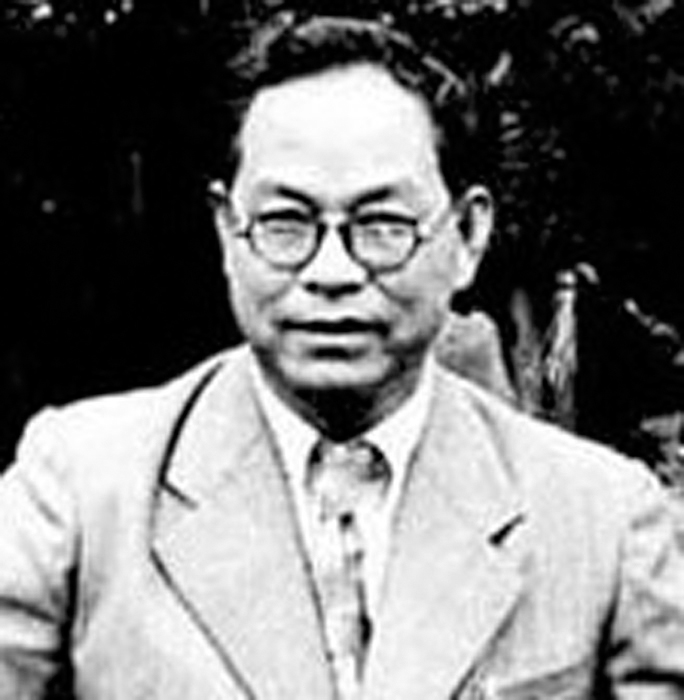
박헌영, 1946년

미군과 소련군의 주둔을 예감한 박헌영은 8월 20일 무렵부터 조속히 새로운 정부의 수립을 위해 움직인다. 좌익세력은 박헌영을 중심으로 조선공산당을 재건하였고,미군의 진주를 고려하여 조급히 인공을 수립하였으며, 민족통일전선을 시도하는 한편 각 부문에서의 대중을 조직하고 각 지역마다 인민위원회를 수립하였던 것이다. 조선공산당의 재건이나 조선인민공화국의 수립에서 박헌영과 여운형이 소련군과 협의를 거치지 않은 것이 분명하다. 그것은 조선공산당 북조선분국의 수립과 북한측의 인공 부인에서 드러난다.
한편 박헌영은 광복 이후에도 그는 반(反) 기독교적 강연을 다녔고, 반 기독교적 견해를 공공연히 드러냈다. 그는 기독교계 인사들과 원수가 되었고, 불교와 유교 등 다른 종교들 역시 인간의 정신을 해치는 유해한 존재로 파악하였다. 특히 유교는 조선왕조 500년을 망친 비인간적인 억압사상이라는 등의 노골적인 비판을 가하였다. 그는 종교계를 완벽히 적으로 돌리게 되었다. 그러나 종교와 신앙활동 자체를 인간의 자립심을 약화시키고 인간의 정신을 좀먹는 유해한 것으로 인식했던 그는 종교계의 공세와 험담을 신경쓰지 않는다.
9월 16일 한민당(韓民黨)의 창당대회에 참석하여 내빈 축사를 하였다. 송진우 등이 조직한 국민대회준비위원회 결성식에도 찾아가 축사를 낭독하였다. 처음에는 한민당 등 우익 단체와도 형식적으로 친하게 지냈지만, 신탁 통치 반대 운동 이후 우익과는 노골적으로 적대적인 관계로 변신한다.
9월 19일 김일성이 소련에서 귀국하였다. 미군이 직접 군정을 실시한 남쪽과 달리 북쪽의 소련은 가급적 김일성을 부각시켜 그를 대리인으로 삼는 데 초점을 맞췄다. 김일성이 새로운 지도부 구성을 주장하는 등 분란을 일으키자 참다못한 박헌영 등은 분파행동이라며 제동을 걸고 나섰다. 소련도 아직 김일성이 나설 때가 아니라는 사실을 알고 있었기에 초기에는 ‘김일성 장군 환영대회’(10월 14일)를 평양에서 여는 등 김일성 얼굴 알리기에 급급했다.

#### 군정 주둔 이후

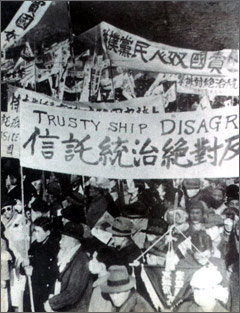
신탁 통치 반대 운동

1945년 10월 8일 박헌영은 개성시에서 김일성과 만났다. 김일성은 소련군 38선 경비사령부에서 이루어진 박헌영과의 비밀회담을 통해 조선공산당 북조선분국의 건설에 합의한 이후 공산당 조직사업에 주력하였다. 이날 회동에서 '당 중앙의 위치를 어디에 둘 것이냐, 북조선 분국을 설치할 것이냐'를 놓고 의견이 갈렸다. 김일성은 소련의 지원을 들어 북조선분국 설치를 주장했으나, 박헌영은 일국일당 원칙을 강조하며 북조선 분국 설치에 반대했다. 그러나 논란 끝에 조선공산당 북조선 분국 설치가 합의됐다. 그의 북조선분국 설치 허락은 정치적 실책의 하나로 지적받기도 한다.
10월 10일 오후 2시 서울 안국동에서 기자회견을 했다. 10월 27일 박헌영은 미 제24군 사령관 존 하지 미국 육군 중장과 회담을 가졌다. 이날 박헌영은 하지에게 "친일파와 민족반역자들을 배제한 상태에서 진보적인 민주주의통일민족국가를 건설하려는 조선공산당의 정치노선이 미국의 이해와도 일치한다"고 주장했다. 그러나 미국과의 우호적인 관계는 신탁통치 반대 사태 이후 악화된다.
박헌영은 스스로 1920년대부터 이미 자신이 급진적이고 과격한 인물이라는 이미지와 편견이 사회적으로 굳어졌음을 스스로 인지하고 있었다. 그러나 자신을 급진적이라거나 과격한 인사로 몰고 가는 것, 또는 무난한 것, 적당한 것을 좋아하는 풍조를 도리어 본심을 숨기는 기만행위로 보고 경멸하였다.

##### 이승만과의 관계

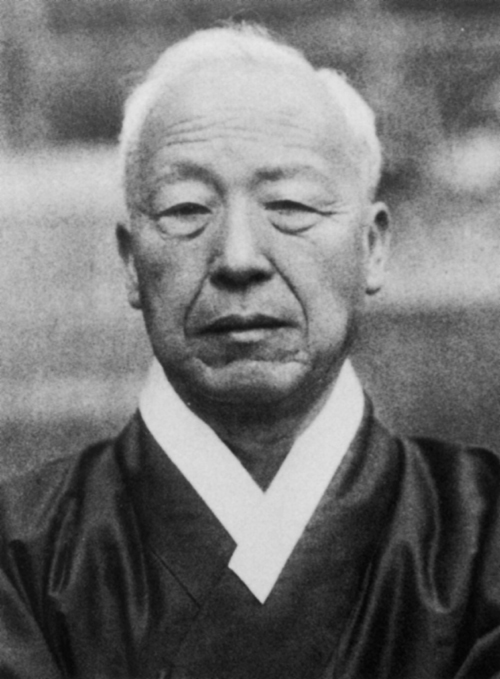
이승만 (1945년 10월)

1945년 10월 이승만이 귀국하자 그는 이승만에게 조선공산당의 영수직을 맡아줄 것을 요청하였으나 거절당했다. 그 후 이승만을 중심으로 한 독립촉성중앙회에 가담했으나 친일파 처리 문제를 놓고 이견을 보이다가 조선공산당을 이끌고 독촉을 탈퇴했다. 45년 10월 29일 박헌영은 이승만을 만났다. 이승만은 공식 석상에서 친일파 즉각 숙청에 반대하고 조선인민공화국 주석직을 거부했다. 이에 대해 박헌영은 친일파 숙청은 미룰 수 없는 문제라고 반박한다.
1946년 이후 좌우대립이 가속화되면서 이승만을 방문할 때 그는 돈암장과 이화장에서 음식을 주면 의심하여 다른 이에게 먼저 먹어보게 하거나, 음식을 기피하였다. 한번은 김원봉과 함께 돈암장을 방문했을 때, 윤치영이 직접 요리를 하여 간을 본 뒤 식사를 대접했으나 박헌영은 이를 먹지 않았다. 이후 1947년 이전까지 종종 마포장과 돈암장을 방문했지만 형식적인 대화만 오고 갔다.

##### 한민당 과의 관계
국내의 우익인사들과는 접촉이 없었고 서로 꺼렸다. 여운형을 일부 승인하던 안재홍이나 김성수 조차도 박헌영을 기피하였다. 광복 직후 박헌영은 우익진영에 친일파 청산에 협조해줄 것을 요청하였으나 묵살당하였다.
1945년 9월 박헌영은 한민당 창당식에 내빈으로 참석하여 내빈 축사를 낭독하기도 하였다. 박헌영은 한국민주당에 친일파 청산에 협력해줄 것을 요청하였으나 한민당은 답변을 거부하였다.
공산당원 일부는 그가 한민당이나 우익과 타협하려는 것이 아니냐며 그의 발목을 잡기도 했다. 그런데 한민당이 친일파 청산에 공식 반대하는 입장을 보였고, 그가 사유재산을 탈취하려는 의도와 정략적 목적으로 친일파 청산을 들먹인다는 한민당원들의 반발까지 겹쳐지며 이후 박헌영과 한민당과의 관계는 자연스럽게 악화되어 갔다. 1945년 12월 이후 한민당의 기관지와 논평, 친한민당계 언론인 동아일보에서 그가 신탁통치에 찬성한다, 소련의 속국이 되기를 희망한다, 소련의 연방이 되기를 희망한다는 발언을 했다는 오보를 내보내면서 한민당과의 관계는 냉각되었다.
비한민당계 우익과도 원만하지 못하였다. 안재홍은 건국준비위원회에 박헌영과 조선공산당원들의 가입이 증가하자, 박헌영과 손잡지 말라고 여운형에게 건의하기도 했다. 그러나 여운형은 박헌영 계열 역시 포용해야 한다는 의사를 피력하였다.

##### 대한민국 임시정부, 김구와의 관계

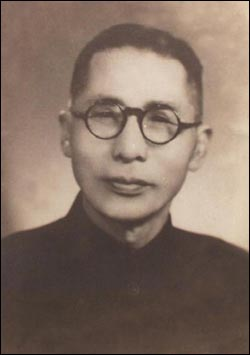
임정 주석 김구

광복 이후 박헌영은 임정에 우호적인 입장이었고, 조선인민공화국의 내각 명단에 이승만, 김구, 김규식, 김성수를 천거하는 것을 묵인했다. 그러나 임정 요인들은 인공 내각 참여를 거부했고, 1945년 11월 23일에 임시정부 주요 요인들이 귀국했을 때 박헌영은 12월 12일자로 발표된 '망명정부에 대하여'라는 제목의 성명에서 임시정부를 '망국정부'라 지칭하고 임시정부요인들을 '망국인사'라 비판하며 그들의 권력욕과 패권주의를 비난한다는 주요내용을 발표했다. 박헌영은 당초 허헌이나 여운형과는 달리 임정 법통도 인정할 수 있다는 견해를 보였지만 임정 요인들의 고압적이고 권위주의적인 태도에 실망하여 임정에 대해 부정적으로 바라보게 된다.
11월 말 그는 임시정부의 법통을 인정할 수 없다고 발표했다. 허헌 역시 상해 임정이 법통을 주장하는 것은 오류라고 지적했고, 여운형 역시 임정을 정부로 인정할 수 없다는 뜻을 밝혔다. 박헌영 역시 대한민국 임시정부는 국외에 체류하던 집단이고 많고 많은 독립운동 단체들 중의 하나이며 따라서 임시정부가 법통이나 정부를 참칭하는 것은 다른 독립운동 단체들을 무시하거나 모욕하는 일방적인 행위라는 것이다. 임시정부의 법통을 인정할 수 없다는 논리를 펼치면서 임정과 우익세력과의 신경전을 펼치게 되었다.
또한 박헌영 등은 친일파의 즉각 숙청론을 주장했으나 친일파 즉각 숙청론에 반해 김구 역시 배제후 건국과 건국 후 배제하는 것은 전후가 결과가 동일하다고 발표함으로써 친일파 청산에 소극적인 입장을 보였다.

##### 김규식과의 관계

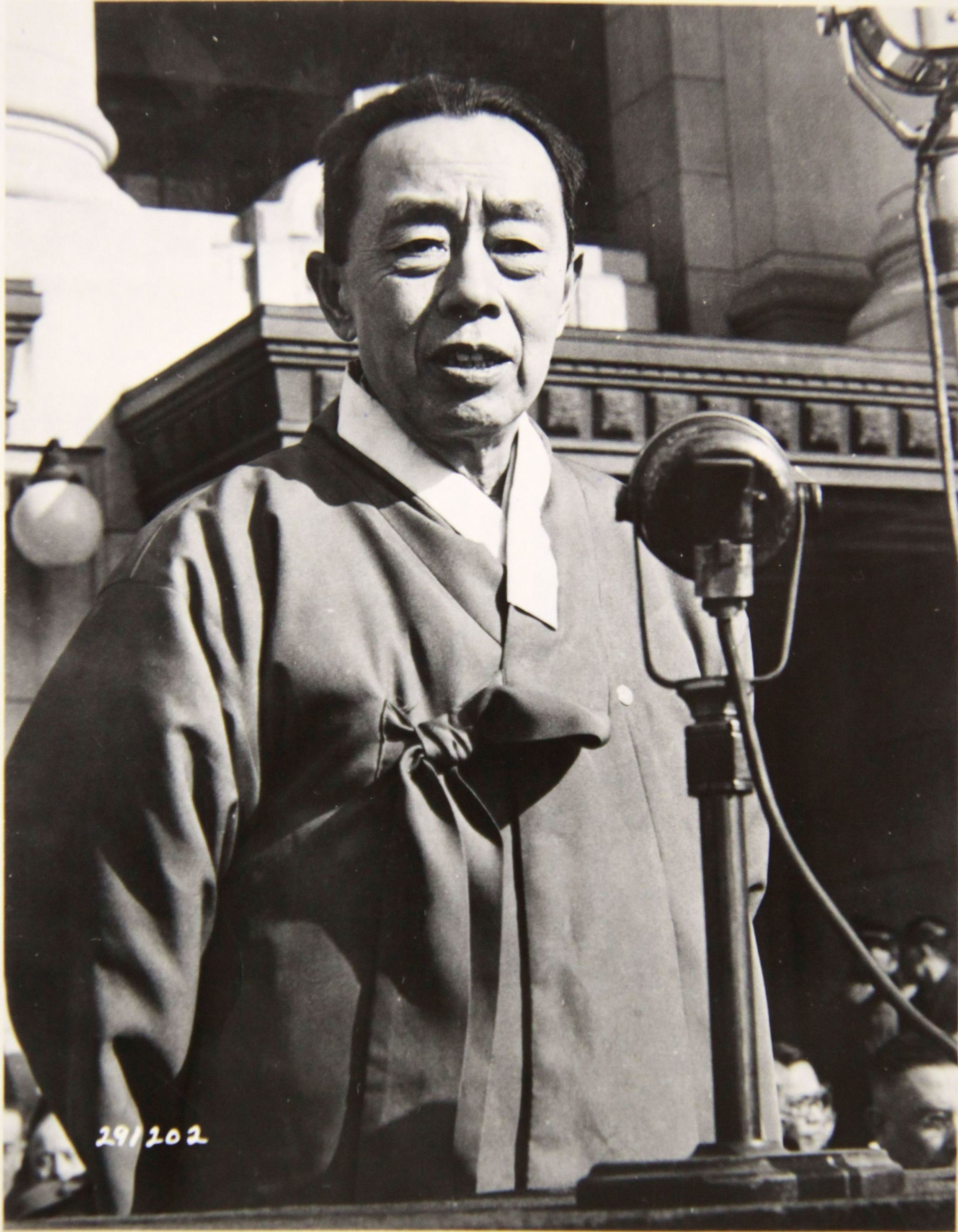
임정 부주석 김규식

상하이에 있을 때부터 알고 지내던 김규식은 박헌영을 대단히 미워하여 귀국 이후 그를 피하였다. 또한 김규식은 공산주의는 인간의 이성을 마비시키는 사상이라는 점과 한국인들은 편협하고 잔인한 인종이라 공산주의는 안 된다고 누누히 반복하였다. 그러자 박헌영은 공산주의가 나쁜 줄 알면서 소련에 있을 때는 왜 소비에트 공산당의 후보당원이 되었느냐며 김규식을 이해관계에 따라 이중적으로 행동하는 인물이라며 조롱했다.
1946년의 박헌영은 조선적십자사(대한적십자사의 전신)의 이사로 참여하였다. 이때 김규식은 박헌영을 미워하여 조선적십자사 이사로 박헌영이 참여하자 김규식은 박헌영이 이사로 있는 곳에서는 일못한다고 항의하기도 했다. 이 말을 들은 박헌영은 크게 불쾌해했다. 박헌영 역시 기독교 신자인 김규식을 대단히 혐오하였고, 이유 없이 공산주의자라는 이유만으로 자신을 미워하는 김규식을 종교 문제를 넘어 인간적으로도 경멸하게 되었다. 박헌영은 김규식이 좌우 합작 운동에 참여한 것의 진심을 의심하기도 했다. 박헌영은 김규식에게도 프락치를 보냈다.
강원룡에 의하면 "김 박사는 이승만 박사보다도 더 철저한 반공주의자였습니다. 김 박사는 내게 ‘한국이 공산국가가 되면 피바다가 된다’며 ‘자네는 공산당이 뭔지 몰라’라고 말씀하시곤 했지요. 미 군정청에서 적십자사 총재를 맡겼는데도 김 박사는 이사 가운데 박헌영(朴憲永)이 들어 있자 ‘그 사람과는 일할 수 없다’며 거절할 정도였습니다." 한다.
뒤에 김규식의 삼청장에 파견된 기자 이본영은 송남헌에 의하면 '일종의 박헌영 프락치'라 증언했다. 민족자주연맹의 비서처장으로 있던 송남헌은 그에게 권태양을 추천했다. 송남헌은 뒤에 '권태양은 내밑에 있던 사람으로 내가 추천해서 썼다', '(권태양은) 성시백의 바로 직계이다. 내가 감쪽같이 속았지, 성시백이 선이라는 것을 전혀 몰랐'다고 진술했다. 박헌영은 김규식에게 권태양 등을 프락치로 보내 일거수일투족을 감시하게 했으나 권태양은 나중에 김일성이 내려보낸 김일성의 대리인 성시백의 직계로 변절한다.

##### 조봉암과의 관계

죽산 조봉암, 1946년 5월의 서신사건 이후 정적이 된다.

1945년 광복 직후 조봉암은 8월 16일 서대문 형무소에서 석방되었다. 여운형이 조봉암을 찾아가 두부를 주고 출소 직후 편의를 봐주었고, 그는 사람을 보내 석방 축하 메시지를 전달했다.
조봉암은 조선공산당 인천지구당 간부, 건국준비위원회 인천지부, 민주주의 민족전선 인천부지부장 등의 책임자 직책을 맡겼다. 그러나 1946년 5월, 조봉암은 그에게 공개서한을 보내고 좌익에서 우익으로 사상전향, 공개서한이 언론에 공개되면서 공산주의와 완전히 결별선언하였다. 조봉암은 원래 공산당에서 출발했지만 광복 후, 박헌영의 노선을 비판하면서 공산당과 결별하게 됐다. 1945년 5월 15일 민전 인천부지부 위원장직을 사퇴하였다.

- 첫째, 인민위원회가 조직이나 운영 면에서 문제가 많다. 현금의 인민위원회는 비공산적 요소가 거의 없어 공산주의자들의 정치구락부에 지나지 않는다.
- 둘째, 민전에 공산당원이 과대히 침투하여 비당 군중의 능동적 행동을 스스로 제약하고 있다.
- 셋째, 모스크바 3상회의 지지투쟁의 방침은 진실로 옳았지만, 기술적으로 졸렬했기 때문에 군중들로부터 배신자로 낙인찍혔다.
- 넷째, 무원칙하다.
- 다섯째, 종파적이다.

한편 조봉암과의 관계는 1932년 이전부터 악화되었다는 주장도 있다. 46년 5월에 있었던 조봉암의 박헌영 공개비판과 탈당 이후 탈당파들이 생겨남으로서 박헌영의 지도력에 타격을 주게 된다.
박헌영은 1940년 이후 활동을 중단한 조봉암을 불신하였고, 공산당 일각에서는 조봉암을 유휴분자라며 비판했다. 조봉암은 공식적으로 활동 중단을 선언한 대신 조선총독부 경찰의 비호를 받기도 했다. 1938년부터 1941년 박헌영은 인천에서 하던 지하활동을 지도했는데, 당시 인천에 살고 있던 조봉암에게 이 사실을 비밀로 하지 않으면 안 되었다. 조봉암은 일본인들의 비호를 받고 있었고 당시 경찰의 보호 하에 있었기 때문이다. 그리고 조봉암은 공산당 활동 중단을 선언하고 활동을 자제해 왔다.
소련에서는 광복 직후 조선공산당으로 복귀한 조봉암에게 '조선 독립 이후 스스로를 공산주의자로 사칭하고 적극적인 활동을 했다. 이를 통해 인천의 조선공산당 인천지구당 조직을 기만하고 조직의 지도자 자리에 오르게 되었다.'고 비난하였다. 조선공산당 중앙당에서는 그에 대한 비판이 나왔고, 조선공산당 중앙위원회는 인천 조직에 '이러한 점을 지적하고, 혁명활동을 포기하고 일제 당국의 비호 하에 있었던 조봉암을 직위해제'하였다.
조봉암이 박헌영과 결별하게 된 원인으로 박헌영이 코민테른의 노선을 그대로 받아들이고 있는 데 대해서 차츰 불만이 쌓였기 때문이라는 분석도 있다. 광복 이후부터 계속 불협화음이 계속되던 박헌영과 조봉암의 관계는 1946년 5월 조봉암이 그에게 보내려던 편지가 공개되면서 결별하게 되었다.

##### 여운형과의 관계

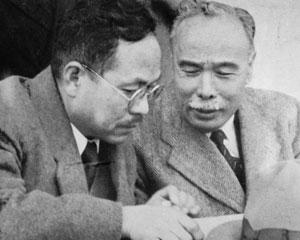
1946년 2월, 박헌영과 여운형. 일생의 동지였다가 좌우합작 문제와 3당합당 문제등으로 서로 앙숙관계가 되어버렸다.

여운형이 좌우합작운동을 추진했을 당시, 초기에 박헌영은 이에 동조하였다.(1946년 4월에 루스벨트 대통령 1주기 추모식 때 참여하기도 하였으며, 여운형 환갑잔치에 참석하기도 했다.) 그러나, 1946년 5월 정판사 위조지폐 사건과 박헌영이 평양을 다녀온 이후 여름무렵부터 좌우합작을 반대하였고, 이 때 여운형과 크게 다투었다고 한다.

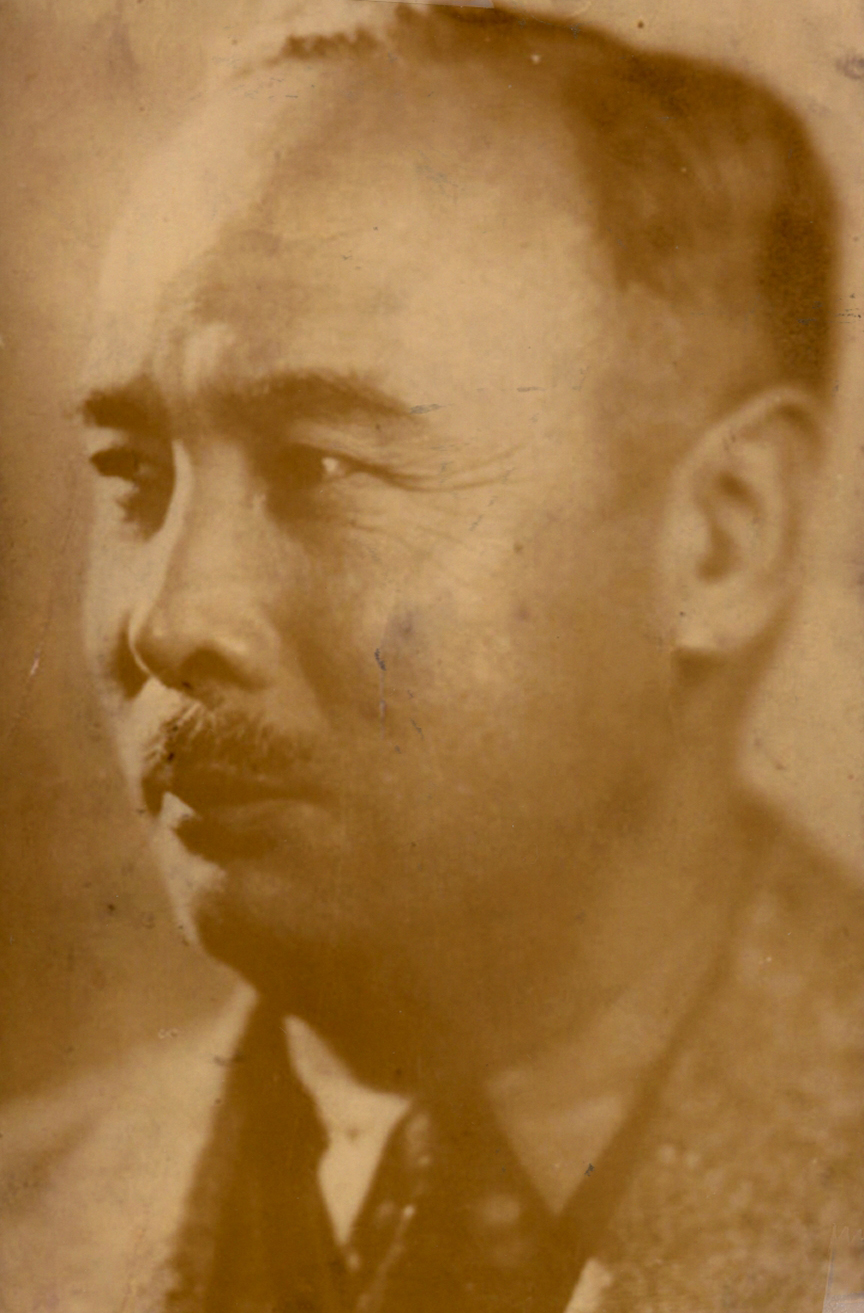
여운형

박헌영과 여운형은 직간접적으로 조선공산당 내지는 남조선노동당의 주도권을 놓고 경쟁관계에 있었다. 박헌영은 여운형을 부정적으로 평가하기도 했다. 박헌영은 김일성에게 서신을 보내“김일성 동지는 여운형을 잘 모른다. 여운형은 대중선동을 좋아하는 야심가이고 철저한 친미주의자며 부르주아 민주주의자다. 여운형이 좌우합작운동을 끄집어내면서 3대 원칙을 제시했는데, 첫 번째로 부르주아 민주주의 공화국을 세운다고 하지 않았느냐. 또 그는 출신 자체가 양반지주 출신이다.” 몰락 양반가의 서자 출신이었던 박헌영은 여운형이 경기 양반가의 적장자라는 점을 들어서 비판했던 것이다. 3당 합당 문제 주도권을 놓고 경쟁하던 박헌영과 여운형의 관계는 악화일로를 치달았다. 말년의 여운형과 이런 적대적 관계로 돌변하면서 남로당계의 급진적 세력 일부는 여운형을 수차례 테러하였고, 대학교수 이정식은 여운홍 등의 증언을 토대로 여운형 암살의 배후로 박헌영을 지목하기도 했다.
반면 여운형은 자신이 '박헌영에게 정치적 강간을 당했다'며 박헌영을 비판하기도 했고, 남로당의 정보 내용을 북한의 김일성과 김두봉에게 수시로 보내기도 했다.
1946년 8월 여운형은 미군정청에 부탁하여 '박헌영을 제거해 달라'는 요청도 하였다.” 여운형이 미 군정에 자신을 제거해달라 고 한 정보를 입수한 박헌영은 분노한다. 한편 박헌영은 여운형 주변에 프락치를 심어 그를 감시하기도 했다. 박헌영 시각으로는 여운형은 이미 사회주의를 포기한 중도개량주의, 사회민주주의자라고 인식을 했다.
1946년 여름, 여운형은 평양에 갔다 오더니 자기의 인민당과 백남운의 신민당과 같이 3당을 합당하자고 공산당의 박헌영에게 제의하였다. 이것은 스탈린과 북한 김일성의 지령이었다. 박헌영은 여운형의 제의에 수용하였지만 여운형 주변에 프락치를 심어두고 감시하였다.
한편 여운형은 "남로당은 극단적으로 좌익이며, 오직 우리 당만이 올바른 노선을 견지하고 있습니다."고 발표했다고 했고, 남로당의 한 간부는 "그러한 식으로 여운형은 반동과 싸우는 것이 아니라 남로당과 투쟁하고 있다. 그는 남로당에 가입해 있는 구 인민당 구성원들과 사회노동당 구성원들을 자기편으로 끌어들이려 노력하고 있다. 그는 문화학생 조직들 속으로도 침투하려고 시도한다" 고 그에게 보고했다.
1947년 3월 16일에 발생한 여운형 가택 폭파사건이 발생했다. 여운형의 동생 여운홍은 배후로 박헌영을 지목하였다. 여운형의 동생 여운홍 증언에 의하면 폭탄테러가 박헌영계 좌파에 의해 일어난 일이라 증언하여 박헌영 일파의 개입을 시사했으며, 이정구, 이상백 등은 이 음모가 남로당의 지시에 따라 일어났다고 증언하였다. 여운형을 납치해 구타한 청년과 학생들 중에는 남로당원이나 박헌영계 조직원들도 있었고, 이런 이유로 박헌영을 배후로 보기도 했다.

#### 조선공산당 북조선분국 설치 과정
1945년 10월 2일부터 김일성이 조공 북조선분국을 설치해달라는 요청을 받았으나 박헌영은 당초 거절하였다. 광복 직후 사상과 이념, 정치적 이해관계와 노선을 달리 하는 수많은 정치세력이 난립하는 가운데 공산주의자들은 주도권 다툼에서 승리한 박헌영의 재건공산당(조선공산당 재건준비위원회)을 중심으로 조선공산당의 간판아래 새로운 질서를 형성해 가고 있었다. 이런 와중에 1945년 9월 소련군정의 강력한 후견을 받는 김일성이 입북해 새로운 정치세력의 한 축을 형성함으로써 기존 정치판도의 지각변동을 예고했다. 김일성은 입북과 함께 각 지방으로 세력을 확장해 나가는 한편 38선 이북지역 공산당 조직을 지도할 새로운 지도부 구성을 주장하였다.
소련군정의 의지를 반영한 김일성의 요구는 때 이른 반대에 부딪쳐 난항을 겪게 된다. 박헌영을 따르는 토착공산주의자들이 『서울에 엄연히 당중앙이 존재하는 상황에서 이북에 새로운 당 지도부를 구성하는 것은 분파행동』이라며 강력히 반발하고 나선 것이다. 결국 이 문제는 당사자인 박헌영과 김일성의 직접 담판을 통해 해결하게 되는데 두 사람은 절충안으로서 『서울의 중앙당에 속하되 북부지역 공산당 조직을 지도할 수 있는 중간기구로서 북조선분국을 설치한다』는데 합의했다. 지루한 격론 끝에 나온 이 합의는 타협안이라고는 하지만 사실상 김일성과 소련군정의 의도가 관철된 것이었다. 이 합의에 따라 1945년 10월 10일부터 평양에서 「조선공산당 서북5도당 책임자 및 열성자대회」가 비공개로 열리고 대회 마지막 날인 10월 13일 당초의 합의대로 조선공산당 북조선분국(북조선분국)이 설립된다. 이로서 박헌영과 김일성의 관계는 당원 대 당수의 관계가 아니라, 동등한 위치로 서열이 조정되버리고 말았다.
북조선분국 창립 대회에서는 분국 지도기관을 선출, 책임비서에 김용범, 제2비서에 국내파의 오기섭과 연안파의 김무정을 각각 선임했다. 또 집행위원회와 각 집행부서장도 선임했는데 김일성은 측근인 안길과 함께 17인 집행위원회의 일원에 포함되는데 그쳤다.
김일성이 어렵사리 분국 설치를 성사시켜 놓고도 정착 책임비서에 오르지 못한 것은 이때까지만 해도 그의 지위가 확고하지 못했다는 것을 말해준다. 김일성이 분국 책임비서에 오른 것은 두 달 뒤 열린 분국 제3차 확대집행위원회에서이다. 김용범이 책임비서로 추대된 것은 광복 전후 평양에서 기반을 닦아 국내파로 분류될 수 있지만 특정 정파에 기울지 않은 데다 소련군정의 의중을 잘 읽고 처신해줄 인물로 인식됐기 때문이다.
조선공산당 북조선분국은 나중에 북조선공산당으로 개칭된 뒤 연안파가 주축이 된 조선신민당과 통합해 북조선노동당(북로당)으로 변신하며, 북로당은 다시 남한내 좌파 3당의 통합정당인 남조선노동당(남로당)과 합당, 조선노동당으로 발전하게 된다. 이후 북한이 내놓고 있는 공식 문헌에 「조선공산당 북조선분국」이라는 명칭은 어디에서도 찾아볼 수 없다. 「북조선공산당 중앙조직위원회」라는 용어가 그것을 대신하고 있을 뿐이다. 이를 두고 '김일성이 과거 「미제 고용간첩」 박헌영의 수하에 있었다는 사실을 드러내고 싶지 않기 때문일 것이다'라는 시각도 있다. 북조선분국의 허용은 그의 정치적 실책의 하나였다는 견해와 소련이 김일성을 선택한 사실상의 김일성의 승리로 보는 시각이 양립한다.

#### 전평 조직에 참여
1945년 11월 5일 '조선노동조합 전국평의회'(약칭 전평·全評)이 출범하였자 명예의장의 한 사람에 추대되었다. 당시 전평에는 금속ㆍ화학ㆍ출판ㆍ섬유ㆍ토건ㆍ피복 등 각계 산업 대표 51명이 참가했다. 결성대회 당시 참여 조합은 1194개, 조합원은 50여만명에 이르렀다고 한다. 집행위원장 허성택(許成澤), 명예의장 박헌영(朴憲永), 김일성(金日成), 레온 쥬오(세계노련 서기장), 모택동(毛澤東) 등이 추대되었다. 특히 전평은 결성대회에서 “조선민족통일전선에 대한 박헌영 동지의 노선을 절대 지지한다”는 등을 결의하기도 했다.
11월 5일과 11월 6일 이틀 동안 서울 중앙극장에서 열린 조선노동조합전국평의회(전평) 결성대회에 조선공산당 당수 자격으로 축사를 보냈다. 박헌영의 축사는 김삼룡이 대독했다. 박헌영은 전평 결성대회 명예의장 가운데 한 사람으로 추대됐고, 11월 6일 조선노동조합전국평의회 명예위원장에 추대되었다. 12월말 김구가 모스크바 3상회담 결과에 반발, 강력한 반탁운동을 추진하자 박헌영도 12월 30일 결성된 신탁통치반대 국민총동원위원회 위원이 되었다. 12월 28일 경교장에서 열린 신탁통치 관련 대책 회의에 참석하였다. 그러나 12월 30일 회의장에 참석하여 미군정과의 충돌은 안 된다고 하던 송진우가 자택에서 암살당하자 그는 암살공포증에 사로잡힌다. 이후 박헌영은 서울 외에도 대전과 대구에 비밀 거처를 마련하고 수시로 거처를 옮겨다녔다.
한국노총에 따르면 1945년 11월 5일 설립된 전평은 간부 대부분이 조선공산당 간부를 겸임하고 있을 정도였으며 좌익의 방침에 따라 신탁통치 찬성, 박헌영(朴憲永) 석방, ‘남조선 정권을 인민위원회로’등의 정치투쟁을 벌였다 한다.

#### 신탁통치 발언 왜곡 사건

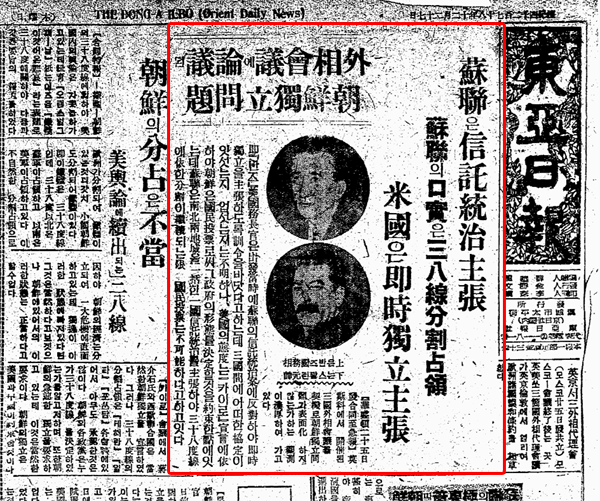
1945년 12월 27일자 동아일보에 실린 1면 기사. 기사 내용에는 '외상회의에 논의된 조선독립문제- 소련은 신탁통치주장, 소련의 구실은 38선 분할 점령, 미국은 즉시독립주장'이라 쓰여있다.

모스크바 3상회의에서 한반도에 대한 신탁통치가 결정되었다고 1945년 12월 27일부터 국내언론에 보도되자, 좌우 가릴 것 없이 대다수 정파가 반탁을 표명하고, 반탁운동이 전국적으로 거세게 일어났다. 조선공산당은 이관술이 존 하지와 대담하여 반탁 입장을 밝혔고, 정태식도 반탁입장을 밝혔다. 박헌영은 소련의 뜻을 파악하려 했으나, 서울의 소련영사 폴리안스키는 본국으로 연말 휴가를 가서 영사관에서도 별 지침을 받지 못하게 되자, 12월 28일 밤 비밀리에 3.8선을 넘어 평양으로 가서 지침을 받고, 신년 행사에 참석한 후 1월 1일 밤 3.8선을 넘어 서울로 귀환했다고 박병엽(朴炳燁)이 증언했다.
그러나 박헌영이 김구와 임정세력이 주도하여 1945년 12월 30일 결성한 「신탁통치반대국민총동원위원회(信託統治反對國民總動員委員會)」에 참여하여 중앙위원(상임위원)이 되었다고 당시 국내 언론이 보도하고 있으므로 박병엽의 후일 증언이 맞는지는 좀 더 확인이 필요하다. 같은 12월 30일에 40여 개의 좌익단체가 모여 「반파쇼공동투쟁위원회 (위원장 홍명희)」 결성대회를 갖고 신탁통치안 철폐요구 성명서를 채택하기도 했다. 이처럼 처음에는 박헌영 뿐만 아니라 좌익단체들도 모두 반탁에 나섰다. 이런 상황이므로 동아일보가 소련이 신탁통치안을 주장했다고 보도한 것이 반탁투쟁을 격화시켰다는 것은 근거없는 주장이다. 신탁통치를 미국, 소련 중 누가 주장했느냐는 문제도 되지 않았고, 신탁통치안 자체를 좌우익 진영 모두 반대했던 것이다.
미군정의 기록에 의하면 하지 사령관이 박헌영을 1946년 1월 1일에 만났을 때는 강경한 반탁 입장이었으나 1월 3일 다시 만났을 때는 입장이 정반대로 바뀌어 있었다고 하였다. 1월 2일 공산당중앙위원회는 모스크바 3상회의 합의사항을 지지(찬탁)하기로 결정하였는데, 책임비서 박헌영이 주도했을 것이다. 1월 3일로 예고되었던 좌익들의 반탁집회는 당일날 현장에서 지도부에 의해 돌연 찬탁집회로 변경되어 일대 혼란이 벌어졌다. 좌파들이 1월 1일까지 반탁입장을 견지하다 1월 2일부터 갑자기 찬탁으로 돌아선 배경에는 소련의 지시가 있었다고 보는 것이 일반적이며, 당시 미군정도 그렇게 보고 있었다.
박헌영은 1월 5일에 내외신 기자회견을 열고 공개적으로 찬탁입장을 밝혔다. 이튿날 국내신문에는 그가 찬탁입장을 밝히고 이승만, 김구 등 반탁세력을 비판한 것으로 보도되었으나 그런 입장은 이미 알려져 있었으므로 큰 문제는 되지 않았다.
1945년 12월말 신탁통치 결정 직후 박헌영은 신탁통치를 반대했다. 1946년 1월 5일 미국 뉴욕타임즈 존스턴 기자 등 내외신 기자단과 인터뷰하였다. 인터뷰에서 박헌영은 현재 한국은 소비에트화할 단계가 아니라고 말하고 미군정이 반탁운동에 라디오 사용을 허락하는 등 반탁운동을 옹호, 고무하고 있다, 인민위원회 등 민주주의 세력을 대량으로 검거한다고 비판하였다. 이어 박헌영은 '소비에트 조선이 언제 될지 모르지만, 가령 된다 해도 소비에트 조선은 언제나 독립국이오.'라고 대답했다. 그러나 존스턴 기자는 이를 교묘하게 짜깁기해서 '박헌영은 조선이 소련의 신탁통치를 반대하지 않는다. 또 조선이 몇 십 년 후에는 소련이 편입된다는 의견을 피력했다.'는 내용의 허위기사를 작성했다.

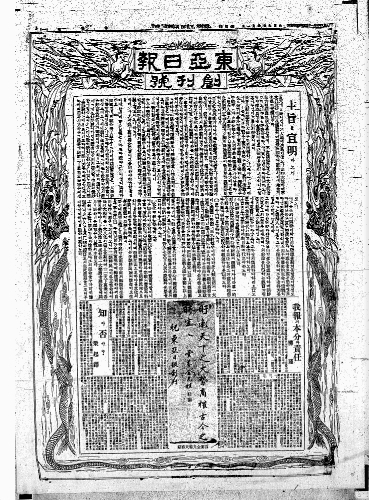
동아일보 창간호

그렇게 되어서 1월 15일 미국 샌프란시스코의 방송에서 '박헌영이 존스턴에게 1국 신탁제를 지지하며, 향후 10~20년 이내에는 소련에 합병되어야 한다.'고 말한 것으로 방송되었다. 미군정은 이를 '보도자료'로 담았고, 한국신문들은 이를 크게 보도하여 파문을 일으켰다. 박헌영은 신탁통치 찬성을 부인성명을 발표하였고, 조선일보는 방송의 보도와 박헌영의 부인 담화를 함께 실었다.
박헌영은 동아일보에 자신이 신탁통치에 찬성한 것처럼 기사를 오보한 것에 대한 정정과 사과를 요구했다. 그러나 동아일보에서는 그가 신탁통치에 찬성했다는 오보에 대한 사과를 거부했다. 한국민주당은 박헌영이 '신탁통치를 찬성했다'는 오보에 이어 그가 '조선이 소련의 속국이 되어야 한다', '조선이 소련 연방의 한 국가가 되어야 한다'는 주장을 했다는 누명을 씌웠다.
1946년 1월 16일자에서 '조선을 소련의 속국으로-상항 방송이 전하는 박헌영의 희망'이라는 기사와, '박헌영의 매국언동, 한민당에서 배격을 결의'라는 기사를 싣고, 17일 크게 지면을 할애하여 '조공 박헌영씨 언동에 큰 파동, 전국적으로 배격운동, 각 정당과 50개 단체 분연 궐기'라고 보도하였다. 1월 18일 동아일보는 이것을 가지고 다시 사설을 썼다. 반탁단체들은 동아일보 보도대로 박헌영 타도를 결의하였고, '매국적징치 긴급단체협의회'를 조직, 결성하였다. 박헌영은 곧 부인담화를 발표하였고, 1월 5일 합동기자회견에 참석했던 외신 기자들이 박헌영의 주장이 옳다는 공동성명서를 냈다. 그러나 존스턴은 다시 자기 주장이 옳다고 말하였고, 동아일보에서는 '뉴욕타임즈에 오보는 없다. 존스턴씨와 박헌영씨의 회담진상 경위'라는 제하로 기사를 보도하였다. 이후 박헌영은 신탁통치에 찬성한 것처럼 알려져 왔고, 반탁단체들의 성토 대상이 되었다.
결국 찬탁론자에다가 친소파로 몰리게 된 박헌영은 1946년 2월 신탁통치 찬성으로 돌아섰다. 그가 찬탁으로 돌아선 배경에는 서울의 소련 부영사 아나톨리 샵신의 조종이 있었다. 서울에서 그는 우익단체들의 테러의 대상이 되기도 했다. 신탁통치는 식민통치의 한 방식이며 이를 찬성하는 자는 반역자이기 때문에 제거해야 한다고 믿은 우익 청년단원들은 찬탁으로 전환한 박헌영, 여운형을 암살의 표적으로 삼았다. 김원봉, 허헌도 표적이 되었고, 그밖에 진영을 넘어 김규식, 안재홍, 배은희, 명제세, 장덕수 등도 암살의 표적이 되었다.
박헌영이 신탁통치에 대한 불가피성을 인정하고 찬탁을 주장하자, 한민당은 그가 본심을 드러낸 것이라며 비난, 공세를 가하였다. 송진우 암살 직후 테러와 암살의 위협을 느낀 그는 여러 곳에 거처를 마련하였고, 청년단체의 위협을 피해 그는 수시로 거처를 옮겨다녀야 했다.

#### 찬탁으로 선회
한편 신탁통치 오보 사건 이후 우파와 친일파들에 의해 매국노로 규정된 박헌영은 수시로 납치, 구타, 테러의 대상이 되었다. 박헌영은 하루에도 여러 번 침실과 거처를 옮겨다녀야 했다.

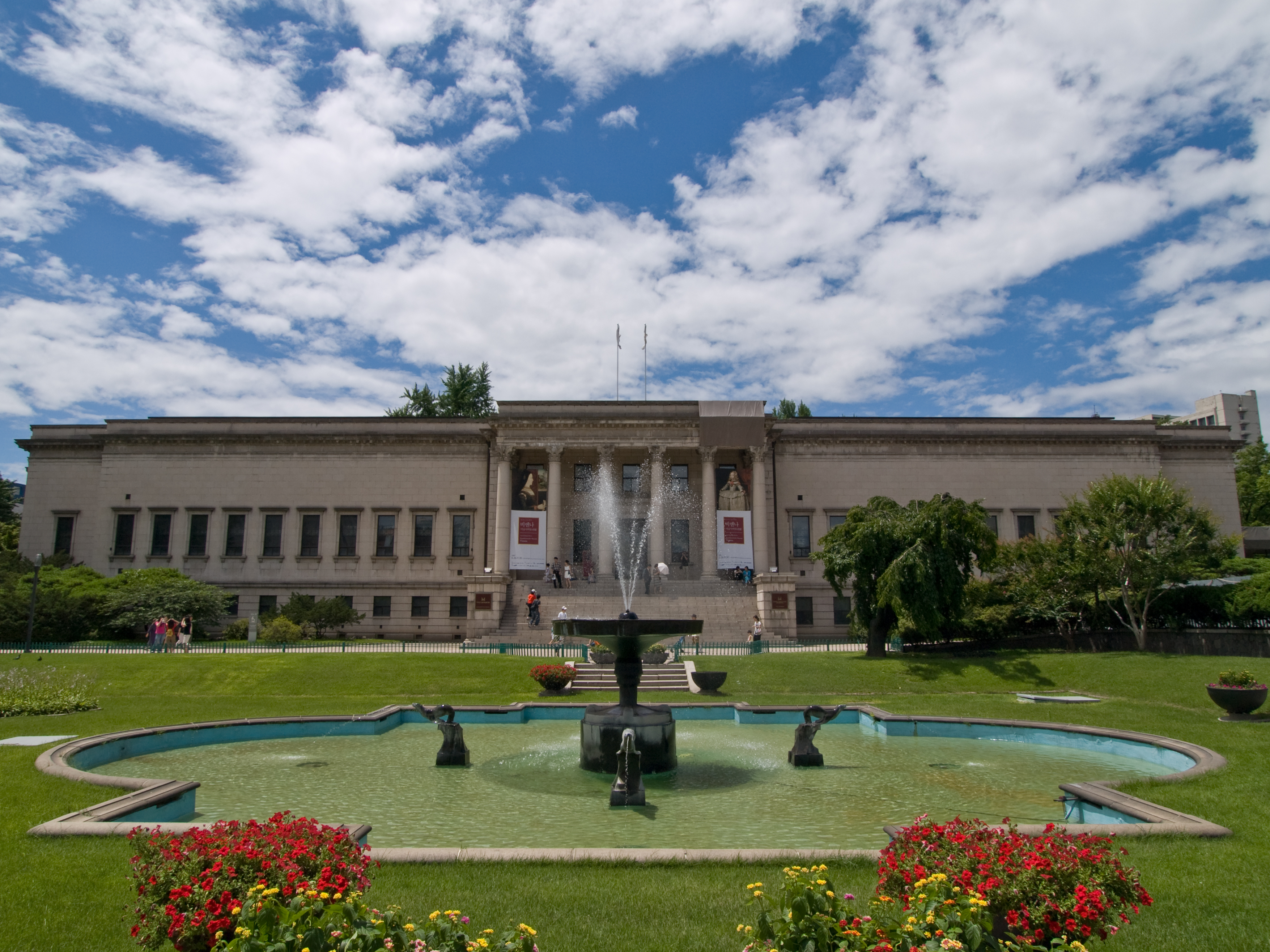
덕수궁 석조전. 이곳에서 미소공위가 개최되어 좌우합작위원회 회담이 열리곤 했었다.

그는 한국의 독립에 있어서 열강 등 외세 강대국의 개입은 부득이한 현실임을 인정했고, 열강들과 외국의 동의를 구하고 정부 수립을 해야 된다고 주장하였다. 1946년 조선공산당을 중심으로 정치활동을 하던 중, 김일성의 북한 권력 장악에 박헌영의 심기는 영 못마땅하였다. 박헌영은 김일성과 소련 점령군이 국내파 공산주의자들을 배격하고, 김일성 빨치산 부대를 중심으로 한반도의 공산혁명을 추진함으로써 많은 잘못이 저질러지고 있다고 보았다. 박헌영의 이런 비판은 스탈린에게까지 보고되었는데, 스탈린은 46년 7월 초 김일성과 박헌영을 극비리에 모스크바로 불러들였다. 연해주군관구 사령관 키릴 메레츠코프 원수가 비밀리에 비행기로 평양으로 와서 두 사람을 태워 모스크바로 데려갔다고 한다. 두 사람을 만난 뒤 스탈린은 김일성을 북한의 최고지도자로 최종 재가하였다. 스탈린은 45년 9월 초 88여단의 김일성을 모스크바로 불러 면접한 후 그를 지도자로 결정하였고, 이 결정을 바꿀 생각이 애초에 없었으므로, 두 사람을 모스크바로 불러 다시 면접한 것은 박헌영의 불만을 달래기 위한 요식 행위에 지나지 않았다. 소련 외무성 측은 박헌영을 북한 지도자로 밀었다고 하는데, 이는 박헌영과 자주 접촉하던 서울의 소련 부영사 아나톨리 샵신의 추천에 따른 것이라 한다. 그러나 소련 군부와 라브렌티 베리야가 수장인 내무인민위원회(NKVD)가 민 김일성이 선택되었다.
2월 한반도에 총선거 시행을 위한 미국, 소련 등의 협력으로 미소공동위원회가 개최된다고 결정되자, 그는 미소공위의 불가피성을 인식하고 미소공위 활동에 찬성하였다. 그러나 미소공위 찬성이 알려지면서 그는 또한번 우익과 친일파들로부터 매국노로 몰려 심한 비판과 질타를 당한다.
46년 2월 16일 한국민주당(韓國民主黨)에서 박헌영 성토대회를 개최하였다. 한국민주당은 본부에서 38단체와 공동으로 매국적 징치(懲治) 긴급협의회를 조직하고, 박헌영을 매국적으로 규정, '매국적 박헌영 일당을 격멸하자'는 국민대회 성토강연회(聲討講演會)를 개최하기로 하고 박헌영 성토문을 발표하였다. 박헌영은 자신은 신탁통치에 찬성한 적이 없다고 반박했으나 변명이라며 매도당했다. 1946년 3월 박헌영은 김재봉의 2주기 추도식을 주관하였다.
3월 7일 소련 군정청 사령관 스티코프가 짠 초안에서 그는 향후 수립될 정부의 부수상으로 지목되기도 했다.

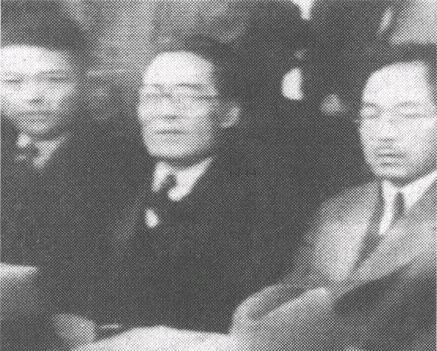
제1차 미소공위 환영 시민대회 집회에서. 왼쪽부터 김원봉, 허헌,박헌영.

3월 20일 서울에서 제1차 미소공동위원회가 개막되자 박헌영은 3월 22일 『해방일보』, 『자유신문』, 『조선인민보』, 『서울신문』 등에 '미소공위에 의해 수립될 임시정부는 민주주의의 원칙을 견지해야 한다'고 발표했다. 4월 2일 밤 38선을 넘어 3일 오후 평양에 도착, 김일성, 소련 군정 인사 등과 회담하고, 4월 6일까지 조선공산당 북조선분국 간부들과 회담한 후 4월 6일 평양을 떠났다.

### 정치 활동

#### 정치 탄압과 테러, 은신
1946년 2월 15일 민주주의민족전선 결성대회장에서 조선공산당 산하 조선청년전위대 대장에서 반공노선으로 전향한 김두한에게 납치될 뻔 되기도 했다. 소련에 유폐되어 있던 주세죽은 재혼한 남편 김단야가 죽은 뒤 혼자 살다가, 해방 직후 남편 박헌영이 해방 정국의 한국에서 영향력 있는 정치인이라는 소식을 접하자 귀국을 희망하였다. 주세죽은 소련 당국에 여러 번 귀국을 허락해줄 것을 청원했으나 거절당했다. 1946년 5월 주세죽은 “고국으로 돌아가 남편을 돕겠다”고 스탈린에게 석방을 청원했으나 소련 당국은 이를 묵살했다. 당시 소련은 박헌영에게 주세죽이 정치범으로 유배되어 있다는 사실을 철저히 비밀로 했고, 박헌영 역시 주세죽이 소련에서 잘 지내는 것 정도로 생각했다.
1946년 5월의 정판사 위조지폐 사건으로 미군정이 공산당을 탄압하자 박헌영은 '신전술'을 채택한다.
조선공산당은 7월 22일 하지에게 장문의 서한을 보내 정판사 위조지폐 사건은 공산당에 대한 가장 악질적인 파괴공작이라고 비판하고, 8개 요구조건을 제시하고, 자위적 수단을 취하겠다는 입장을 밝혔다. 박헌영도 24일 반동테러에 적극적으로 항쟁하며 정판사 위조지폐 사건에 대해 단호한 조치를 취하겠다는 입장을 밝혔다.
(중략)
이 자리에서는 미소공위 휴회 이후의 남한정국, 특히 정판사사건, 이승만의 정읍발언, 좌우합작 문제 등이 전반적으로 토론되었다. (중략) 이는 1946년 중반 남한정세에서 신전술 채택의 중요한 계기가 되었던 정판사 사건 문제나 좌우합작문제가 토론된 것에서도 알 수 있다.

서용규는 이 협의회에서 정판사 사건이 가장 집중적으로 논의되었으나 해결책은 찾지 못하고 나중에 대책회의를 다시 갖기로 하는 선에서 일단락되었다고 한다.

박헌영은 이미 신전술을 구상하여 이를 내부적으로 잠정 결정하고 북한지도부와의 조율을 위해 평양을 방문한 것으로 보인다.
— 김무용, 해방 후 조선공산당의 노선과 국가건설 운동, p151~p156

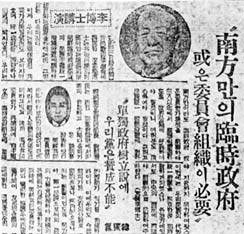
1946년 6월 3일 '남한 단독정부의 수립'을 주장한 이승만의 ‘정읍 발언’을 보도한 서울신문 1면 기사.

6월 3일 이승만이 전북특별자치도 정읍에서 "선거가 가능한 지역에 한해서라도 총선거를 실시하고 정부를 수립해야 된다"는 의견을 피력하자, 그는 이승만이 민족을 분열시키려 한다며 성토하였다. 이어 박헌영은 ‘반동 두목의 고립화만이 공위(共委) 속개, 독립을 촉진’(1946년 6월 13일)을 발표하였다.
1946년 7월초에 박헌영은 김일성과 함께 소련의 모스크바로 가서 스탈린에게 남한 정세에 대한 보고를 한 후 “어려운 여건 속에서 분투하는 그대의 혁명투쟁을 높이 평가 한다”는 격려를 받았다. 7월말 박헌영은 평양을 방문해 김일성과 다섯 번째 회동을 가졌다. 8월 조선인민당 당수 여운형이 조선공산당과 조선신민당 앞으로 3당합당을 제안하는 서한을 보내왔다. 박헌영은 조선공산당 책임비서로서 3당합당 요청을 수락하였다. 1946년 9월초, 박헌영은 소련의 스티코프에게 "사회단체"에 대한 지도요령에 관한 문의를 하고, 그로부터 "테러와 압제에 항의하는 대중적인 시위를 벌이고 항의집회를 개최하라."는 지시를 받고 박헌영에게 2차에 걸쳐 일화 500만 엔을 지원받았다.
7월 22일 모스크바 및 북한 방문에서 돌아왔다. 돌아온 박헌영은 민전 협의회 석상에서 좌우합작 계획에 강력히 반대하였다. 박헌영은 여운형에게 미군정에 놀아나지 말 것과 남북한 좌익세력의 단결에 의해 남한 우익반동을 구축할 것을 역설하였다.
 민전 회의에서 좌우합작에 참여 여부는 표결로 결정되었다. 박헌영은 다수결에서 패배하자 5개항을 지지할 경우 합작을 지지하겠다고 제의했다. 그러나 여운형과 김원봉이 반대하고 나섰다. 이들은 5개항 가운데 토지몰수 조항이나 행정권을 인민위원회에 이양하는 조항, 입법기구 수립 반대 조항은 곧 합작반대로 비춰질 수 있으며 우익 측에서도 도저히 받아들일 수 없는 것이라며 수정을 요구했다. 그러나 7월 27일 박헌영은 일방적으로 좌우합작의 좌측 5원칙을 발표해 버렸다.

#### 월북과 이동, 대구 사태
9월 4일 미군정은 박헌영에 대한 체포령을 내렸다. 10월 박헌영은 10.1사태에 대해 노동자계급은 '조선민주독립을 위한 투쟁의 진정한 영도자이며 끝까지 철저한 반제국주의 투사로서 친일파, 민족반역자 등 극우 반동분자들에 대한 비타협적 투쟁을 전개할 뿐만 아니라 좌우합작운동과 입법기관 참가를 운운하고 인민대중을 속이는 사이비 민주주의 지도자들의 본질을 폭로할줄 알며 그들을 대중으로부터 고립시키며, 인민의 생활개선을 위하여 용감히 싸우며, 또한 지주의 토지를 몰수하여 농민에게 무상 분배하는 토지개혁을 철저히 실시하며, 산업국유화를 주장하여 민주주의 발전에 길을 열어주는 유일한 지도자임을 보이어 주었다.'고 평가하였다.
이후 박헌영은 미 군정에 쫓겨 삼팔선 이북 지역으로 도피하기도 하였으며 기독교를 제국주의의 첨병이자 착취 수단, 세뇌 수단으로 규정하고 공격한 것 역시 기독교인들의 비난의 표적이 되기도 했다. 많은 적을 만든 그는 테러와 암살 위협에 시달렸고, 하루에도 여러번 거처를 옮겨다녔다. 이후 그는 남한 각지에 은신해 있었으며, 당원들의 은신처 제공으로 미군정의 추격을 피해 수시로 거처를 이동, 숨어다녔다. 박갑동은 박헌영의 월북을 김일성의 인질로 표현했다.
조선공산당에서 주도하여 9월 총파업을 전개했을 때, 대구에서는 전평 지도부에서 9월 23일부터 총파업에 돌입, 10월 1일까지 파업과 시위가 계속되었다. 10월 1일 대구지역에서 노동단체들이 모여 메이데이 행사를 개최했다. 박헌영은 경성부로 내려와 경성의 메이데이 행사에 참석, 축사를 낭독했고 타지역의 메이데이 행사에서도 그의 축전이 낭독되었다. 그러나 메이데이 행사는 누군가의 선동에 의해 미군정에 대한 항거와 폭력사태로 변질되어 갔다. 10월 1일 저녁, 대구시청 앞에서 기아 대책 마련을 요구하는 시위 도중 대구 감영 근처에서 경찰의 발포로 민간인 황말용, 김종태 라는 노동자가 총에 맞아 사망하는 사건이 일어났다. 사태가 심각해지자 박헌영은 무력 시위를 중단할 것을 촉구했고, 불필요하게 미군정을 자극해서는 안 된다며 중단을 촉구했지만 사태는 걷잡을 수 없이 확산되었고, 경찰관과 행사 참가자 간의 물리적인 폭력사태로 진행되었다. 박헌영은 즉시 경성부를 떠나 은신하였다.
1946년 11월 우익단체들이 통합하여 서북청년단이 결성되자 이승만·김구·한민당은 함께 서북청년단에 자금을 지원해 주었다는 정보를 입수하고, 우익 정치인들이 테러집단을 후원하는 것을 방치한다며 미군정에 알렸다. 그러나 그의 제보는 묵살당하였다.

#### 남조선로동당 창당
1946년 11월 23일 박헌영은 남조선로동당을 창당, 조직하였다. 1946년 7월, 남북 양쪽에서 좌익세력의 새 판 짜기가 시작됐다. 구 소련 군정의 지시하에 북에서는 북조선공산당과 조선신민당을 합쳐 북조선노동당(북로당)을, 남에서는 조선공산당, 조선인민당, 남조선신민당 등을 한데 모아 남조선노동당(남로당)을 결성하는 작업이 비밀리에 진행된 것이다. 북로당 결성은 순조롭게 진행돼 8월 28일 창당됐지만 남로당은 미 군정의 탄압과 3당간의 이해관계로 우여곡절을 겪었다.
남에서의 합당은 비밀리에 평양과 모스크바를 방문하고 돌아온 박헌영이 인민당 당수 여운형에게 합당문제를 꺼내고, 여운형이 이에 호응하면서 급물살을 탔다. 그러나 3당 합당을 계기로 내연해온 조선공산당 내부의 갈등이 폭발해 반(反)박헌영파와 친(親)박헌영파로 갈라지고 인민당과 신민당도 이에 영향받아 소극적으로 대처하면서 합당은 물건너가는 듯했다. 그러나 어차피 합당은 그들의 의지와는 무관한 일이었다. 결국 소련의 개입으로 1946년 11월 23일부터 이틀간 결성대회가 열렸고 이 자리에서 남로당 출범이 확정됐다. 소련 군정을 등에 업은 박헌영이 승리한 것이다. 그러나 남조선로동당 결성 과정에서 색깔이 선명치 못한 인사들을 끌어들인다는 일부 조선공산당원들의 반발이 있었고 그들은 박헌영과 수시로 갈등하게 된다.
박헌영은 3당 통합을 부정적으로 생각하였다. 1946년 8월 20일 남조선 좌익 3당의 합당 문제와 관련해 박헌영은 북조선 공산당 명의로 좌익 3당 합당에 비판하는 성명서를 발표해 줄 것을 요구하였다. 그러나 거절당하고 만다. 한편 국정원 차장을 지낸 정치학자 서동만은 '북로당 창건을 계기로 박헌영과 김일성의 위상이 변화했다'고 보기도 했다.

#### 스티코프 일기에 나오는 박헌영의 행적
2004년 국사편찬위원회가 간행한 ≪스티코프 일기≫에 의하면 박헌영은 10월 7일 관 속에 들어가 북한으로 탈출했고, 수시로 스티코프에게 행동 지침을 내려줄 것을 요청하고 있다. 그도 김일성 못지 않게 소련의 지시를 따르는 사람인 것이 드러난다.
- 쉬띄꼬프일기 Ⅰ부 1946년 9월 9일

남조선 정세를 검토하고 [남조선 좌파에 대한] 지원 대책을 강구한다.

로동당의 당원 수는 약 40만 명이다.(377,000명) 합당이 임시적인 조치라는 말들이 계속되고 있다. 이론적인 문제들에서 명확하지 못한 점들이 많다.

박헌영은 당이 사회단체들을 어떻게 지도해야 하는지를 묻고 있다.

1946년 9월 8일자 서울의 라디오방송 보도에 의하면 박헌영과 이주하(공산당 제2비서) 및 이강국(남조선민주주의민족전선 사무국장)은 법률의 보호를 받지 못하는 상태가 되었다. (박헌영 등에 대한 체포령을 말함)
- 쉬띄꼬프 일기 Ⅰ부 > 1946년 10월 7일

이그나찌예프가 보고하다. 1946년 10월 6일 박헌영이 남조선을 탈출하여 북조선에 도착했다. 박헌영은 9월 29일부터 산악을 헤매며 방황했는데, 그를 관에 넣어 옮겼다. 박헌영이 휴식을 취하게 하라고 지시를 내리다.
- 쉬띄꼬프 일기 Ⅱ부 > 1946년 12월 25일

박헌영이 김규식에 대해 어떻게 행동해야 하는지 묻고 있다. 그는 이승만과 김구의 정체를 대중 앞에 폭로한 것처럼 김규식의 정체도 폭로해야 한다고 생각하고 있다. 나는 흥분하지 말고 기회를 기다려야 한다고 지시하다. 구체적인 자료를 통해 그의 옳지 못한 결정들을 근거로 폭로해야 한다고 조언하다.

미군정이 기록한 주한미군사에 의하면 해방 전후 시기 서울의 소련 부영사였던 아나톨리 샵신은 박헌영이 자신의 심복(henchman)이라고 말하고 다녔다. 그는 철저히 소련에 종속된 사람이었다.

#### 제1차 전조선 제정당사회단체 대표자 연석회의 참가

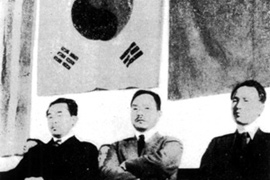
1946년 서울의 조선공산당 창건 21주년 기념행사에 참석한 박헌영(중)과 허헌(왼쪽)

1947년 1월 박헌영은 조선적십자사 이사(理事)에 선출되었다. 박헌영은 각 정당사회단체 대표 자격으로 조선적십자사의 회원으로 가입하였으나, 그의 조선적십자사 가입을 불쾌해 하던 조선적십자사 총재 우사 김규식과 수시로 마찰, 충돌을 빚었다. 강원용에 의하면 김규식은 “나는 박헌영이 이사를 맡은 조직에 앉아서 일 못한다”고까지 말할 정도였다. 1947년 2월 27일 미 군정청 경무국장 명의로 '박헌영 체포 유공자에게 황금 120돈을 수여하겠다'는 현상금이 내걸렸다. 박헌영은 미군정과 우익단체, 친일파의 공격을 피해 각처로 숨어다녔고, 3월 21일 작성된 미군 정보문서에는 만일 총선거가 바로 실시된다면 공산당 지도자 박헌영이 새 정부의 대통령에 당선될 가능성이 높다고 예상했다. 그 뒤 박헌영은 이승만의 남한 단독정부 수립에 강하게 반발했고, 1947년 10월경 3.8선을 넘어 북한으로 건너갔다. 이후 황해남도 해주 등지에 이동, 체류하며 남한의 남로당을 서신과 통신으로 지휘하기도 하였다. 1948년 2월 평양으로 가 국기를 태극기에서 인공기로 교체하는 교체식에 참석하였다.

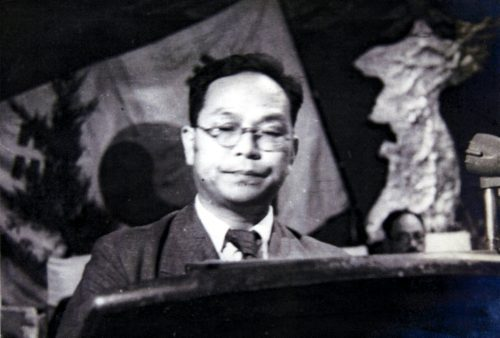
1948년 4월 5일 남북연석회의에서 로동당 부위원장 자격으로 축사를 낭독하는 박헌영

1948년 4월의 남북협상에 참가하였다. 남북협상이 개최되자 평양에 체류하며 협상에 참여하였고, 북행길을 방문한 인사 중 김규식을 직접 방문하기도 했다.
남북협상 당시 소위원회 회의에서 박헌영은 미국을 '제국주의'로 5.10 단독총선거 참가자를 '망국노, 반동분자' 등으로 과격한 언어를 구사하며 비판하자, 협상에 참가했던 여운홍은 박헌영의 발언에 격분하여 '이북에 사는 사람들에게는 이 결정서가 좋을지 모르지만, 우리 다시 돌아가야 하는 사람들에게는 안되겠으니 어구 수정이라도 하라.'고 항의하였다. 그러자, 박헌영은 '왈거왈부하지 말고 민주주의적으로 가부를 결정하자.'고 했다. 초안은 만장일치로 통과되었고 다시 반대발언을 했다가는 서울에 돌아갈수 없다는 공포감을 느끼게 되자 여운홍은 일체의 발언을 중지하고 표결 등에서도 기권하였다.
5월 남북협상이 종결된 후, 박헌영은 다시 남한으로 내려오지 않았다. 그가 남북협상 후 북한에 잔류한 것은 그의 정치행보 중 최악의 실수로 보는 시각도 있다. 그 뒤 박헌영은 김일성과 함께 소련으로 소환되어 스탈린을 만났으나, 스탈린은 일찌감치 위성국가의 지도자로 김일성을 점지했다. 스탈린은 박헌영의 민족주의적 성향을 꺼렸던 것이다. 해방정국 초기까지만 해도 당수였던 박헌영과 북조선분국의 비서였던 김일성의 관계는 스탈린의 선택으로 역전되었다. 이를 두고 명지대학교 이지수 교수는 스탈린이 국내파 공산주의자 박헌영 대신 김일성을 북한 지도자로 택한 것은 KGB 라인의 승리이기도 하다고 봤다.
그 뒤 남조선노동당과 북조선노동당이 통합될 무렵 당대 당 통합에 의해 그의 지위는 김일성의 아래로 격하당하였다. 박헌영은 1948년 9월 남조선노동당 당수의 자격으로 북한 정권수립에 참여하였다.
한편 남북협상을 계기로 월북한 이후 그는 해주 또는 평양에서 사자를 보내 남조선로동당을 지도하였다. 그러나 이승만은 미국에서 독립운동을 하던 1930년대부터 스탈린을 비판했고, 박헌영을 스탈린의 앞잡이로 봤기 때문에 미군 고문관들을 활용해 남로당을 탄압했다. 한편 그는 이현상을 지리산으로 투입한다.

#### 2차 연석회의와 북조선 단정 참여

##### 2차 전조선 제정당사회단체 대표자 연석회의 참가

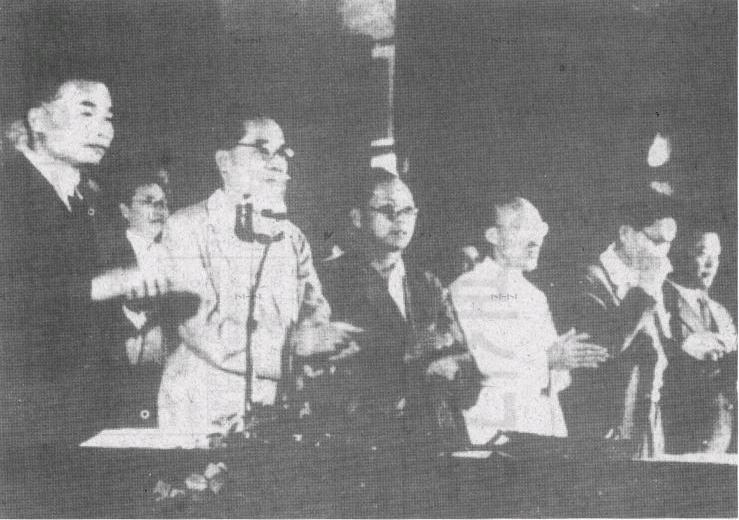
1948년 8월, 황해도 해주에서 열린 '인민대표자대회'. 왼쪽부터 백남운, 허헌,박헌영, 홍명희.

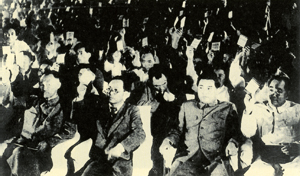
1948년 9월 최고인민회의장에서

1차 연석회의에 참석한 후 박헌영은 귀환하지 않고, 서신을 통해 남반부에 단독정부 수립에 참여하지 말 것을 촉구하였다. 1948년 여름 그는 황해도 해주에 거처를 마련하였다. 이때 음악가 김순남은 박헌영을 따라 1948년 여름 해주에 정착한 후, 평양음악학교 교수이자 최고인민회의 대의원이며 헌법위원, 역사연구보존위원이 되었다.
48년 7월 2일부터 7월 5일까지 열린 제2차 남북 지도자회의(제2차 전조선 제정당 사회단체 대표자 연석회의) 본회의에 참석했다. 이어서 예비회담에서 김일성, 박헌영, 홍명희, 리영 등 4명에 의해 의제에 관해 보고했다. 먼저 보고에 나선 박헌영은 남한 단선과 국회에 대한 부정과 비난을 퍼부었다. 그리고 남한 민중들의 단선단정 반대투쟁을 자세히 소개했다. 그는 특히 1차 남북협상에 참여했던 우익과 중간파들에 대해, 이들이 단선단정 반대 투쟁에서 '커다란 사업'을 진행시켰다고 추켜세웠다. 그 실례로 4월 남북 전조선 지도자 연석회의 직후에 결성된 '남조선단선반대투쟁 전국위원회'가 여러 개의 성명서를 발표한 사실을 들었다. 박헌영은 정세 보고에 이어 향후 대책으로 전조선 최고인민회의 창립을 제의했다. 그는 특히 1차 지도자협의회에서 합의된 전조선 정치회의를 개최할 수 없게 된 것은 미군이 철군하지 않고 대한민국 정부를 수립하고 있기 때문이라고 주장했다. 이어 그는 남북 상황을 고려한 각기 다른 선거 방법도 제시했다.

##### 북한 단독 정부 수립
1948년 8월초 박헌영은 단독정부 수립에 반대한다는 뜻을 서신을 통해 서울로 보내왔다. 8월 21일 황해남도 해주에서 열린 남조선 인민대표자대회에 참석하였다. 남조선 인민대표자대회에서 박헌영은 남조선 최고인민회의 대의원(서울 영등포구 선거구)으로 선출되었다. 8월 25일 남·북조선로동당 연합중앙위원회를 결성하고 연합중위 중앙위원회 위원 겸 제2비서로 선출됐고, 9월 2일 평양에서 개최된 조선민주주의인민공화국 최고인민회의 제1차 회의에 참석했다.
북한 정권 출범은 시종 소련군정이 주도했다. 공산당과 신민당을 통합해 노동당을 만들도록 했고, 북한 헌법 제정도 감독했다. 결국 소련의 북한 단정 수립 의지가 확고해지자 박헌영은 소련의 지시에 따른다. 그해 9월 2일 김일성과 박헌영이 제출한 내각과 최고인민회의 의장단 명단을 보고는 소련측에서 "남조선 대표를 늘리라"고 지시하는 바람에 인선이 갑자기 바뀌었다. '조선민주주의인민공화국'이라는 명칭도 소련군정 정치사령관 레베데프 장군이 제안한 것이었다.
1948년 9월 2일 조선민주주의인민공화국 최고인민회의가 설치되자 최고인민회의 제1기 대의원의 한 사람에 선출되었다.
1948년 9월 9일 북한 정권 수립에 참여하여, 박헌영은 공화국 내각 부수상 겸 외무상(外務相)에 선출되었다. 한편 그의 월북으로 대한민국에 있던 남조선로동당은 이승만의 단정 수립을 반대하는 과정에서 전멸, 산악화되었다가 궤멸당했다. 박헌영은 이승만의 단독 정부 수립을 분열행위로 간주하고 강하게 비난하였다. 1950년 남조선로동당과 북조선로동당이 통합되자 조선노동당 중앙위원회 부위원장이 됐다.

##### 단독정부 수립 이후

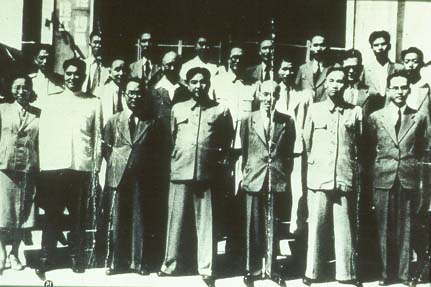
1948년 9월. 조선민주주의인민공화국 초대 내각, 박헌영 (앞줄 왼쪽에서 세 번째)

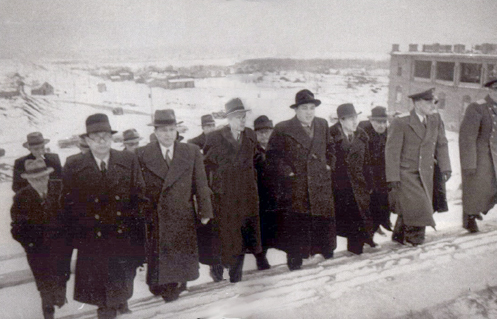
1949년 3월, 평양에서 (왼쪽 안경 쓰고 정면을 주시하는 이가 박헌영)

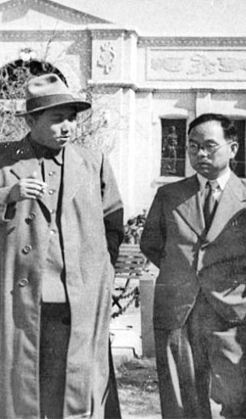
김일성과 이야기하고 있는 박헌영

박헌영과 김일성을 대표로 한 북한 초대 각료들은 1949년 2월 소련을 방문, 경제와 문화 분야 전반의 협력관계를 구축한다. 부수상 홍명희 박헌영, 문화선전상 허정숙 등이 포함됐다. 일행은 차이콥스키음악당에서 소련국립무용단의 공연을 보고 그날 밤에는 박헌영의 장녀가 추는 몽고식 무용을 즐기기도 했다. 김일성과 박헌영의 최고 밀월기라고 할 만했다.
1949년 3월 김일성과 소련 최고인민회의를 참관하고 돌아왔다. 8월 12일, 스티코프 북한 주재 소련대사를 면담한 김일성과 박헌영은 대한민국이 조국통일민주주의전선의 평화적 통일안을 거부하고 있으므로 북한은 대남공격을 준비할 수밖에 없으며 그렇게 되면 대한민국에서는 이승만 정권에 대한 대규모 민중봉기가 분명히 뒤따를 것이라고 언급했다. 김일성과 박헌영은 만약 대남공격을 하지 않는다면 인민들은 이를 이해하지 못할 것이라고 강조했다. 그들은, 이승만 대통령이 많은 '친북인사’들을 투옥시켰지만 북한은 아직도 대한민국에서의 봉기를 조직할 능력을 갖추고 있다고 생각했다. 1949년 9월경 박헌영은 평양시에서 윤레나와 재혼했다. 이때 본부인 주세죽과의 사이에서 얻은 딸 박 비비안나가 일시적으로 북한에 체류중인 그를 찾아오기도 했다. 윤레나에게서 딸 나타샤와 아들 세르게이가 태어났다. 박헌영은 1949년 재혼 이후 주세죽과의 관계를 완전히 정리했다. 9월 30일 중화인민공화국이 선포되자 그해 10월 4일 박헌영 외무상 명의의 전문을 중국측에 보내 중국과 외교관계를 수립하고 대사를 교환하기로 결정했다고 통보하였다. 1950년 5월 박헌영은 김일성 등과 함께 중국의 베이징을 방문하고 돌아왔다.

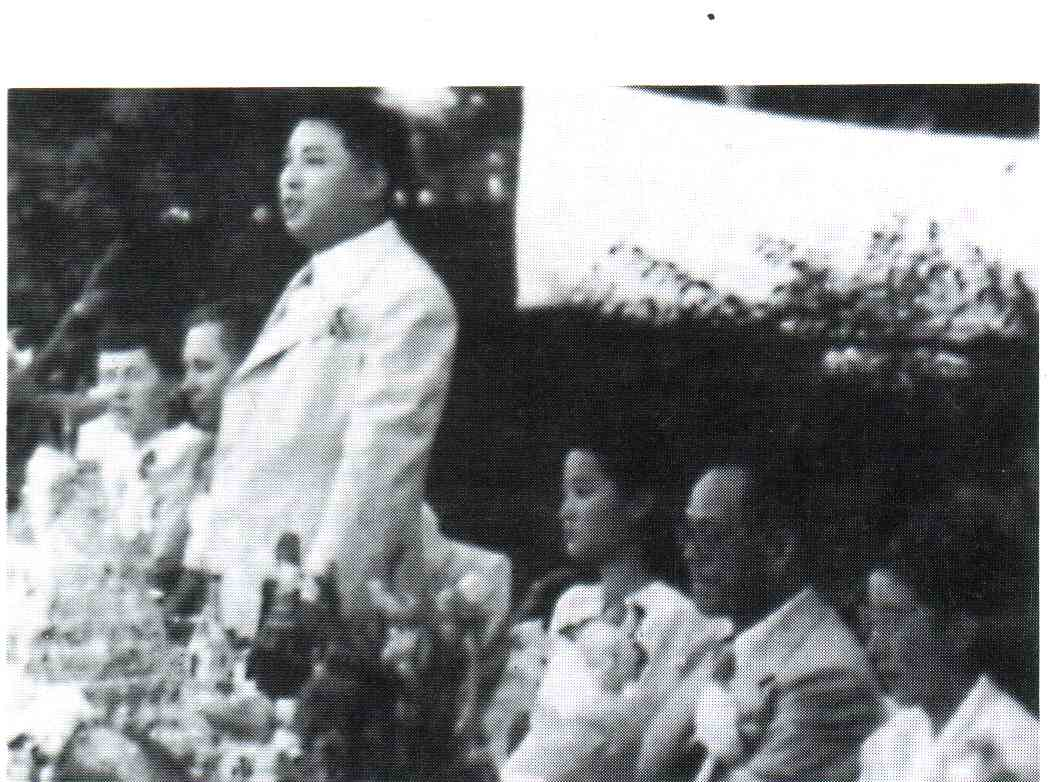
1949년 윤레나와 재혼 (좌로부터 스티코프, 김일성, 윤레나, 박헌영, 허정숙.
박헌영 선생 결혼 기념(앨범) 미국 국립문서기록관리청 : 6.25 당시 노획 문서

1950년 한국 전쟁 직전 그는 김일성에게 '조선인민군을 남한으로 내려보내면 남한 내에 있는 남로당원 20만 명이 이에 호응할 것.'이라는 주장을 하기도 했다고 한다. 한편, 김일성의 남침을 반대하였다는 설도 있다. 1950년 6월 26일 인민공화국 군사위원회 위원에 선임되었다. 한국 전쟁 중에도 인민군 중장 자격으로 전쟁에 참여하였다. 그 뒤 전쟁의 운용을 놓고 김일성과 마찰을 빚기도 했다. 전쟁에서 후퇴할 때 '산으로 들어가 유격작전을 하자.'는 김일성의 주장에 철수론을 주장하며 반대하였다. 한편, 남한에 남아있던 남로당계와의 연결이 차단되는 것은 그에게 정치적 몰락을 의미했다.

##### 중국과의 외교 체결
1949년 10월 4일 중화인민공화국과의 수교 체결을 시작하였다. 10월 4일 박헌영 외무상 명의로 ‘양국 간 우호를 위해 중화인민공화국과 외교관계를 수립하기로 결정했다’는 전문을 저우언라이(周恩來) 당시 정무원 총리 겸 외교부장에게 보냈다. 중국은 10월 6일 저우 언라이 정무원 총리 겸 외교부장 명의로 ‘조선민주주의인민공화국과의 즉각적인 외교관계 수립을 환영한다’는 답신을 박 외무상에게 보냄으로써 이날로 양국 간 외교관계가 수립됐다.
그는 중국과 북한의 정식 외교 관계를 체결하였다. 그는 최고인민회의 대의원인 이주연(李周淵)을 초대 주중국 대사로 천거하였다. 1950년 1월 북한은 최고인민회의 대의원인 이주연을 초대 중국대사로 임명했으며 이 대사는 1월 28일 베이징에 부재 중이던 마오쩌둥(毛澤東) 주석 대신 류사오치(劉少奇) 부주석에게 신임장을 제정했다.

#### 무장 봉기 기도
한편 대한민국에 정치적 배경을 두었던 박헌영은 1950년 한국 전쟁 직전 국지도발전을 기도하였다. 1950년 1월 12일 워싱턴에서 국무장관 딘 애치슨은 미국의 아시아 방어선에서 한국을 제외한다는 일명 ’애치슨 선언’을 발표했고 소련은 이를 한반도에서 어떤 무력도발이 있더라도 미국은 가만히 있을 것이라는 뜻으로 받아들였다. 박헌영은 이를 절호의 기회라고 전망하였다.
박헌영이 6·25 전쟁 직전, 남로당 정치공작원을 남한에 내려보내 봉기를 일으키려 한 흔적은 곳곳에서 발견된다. 남로당원 출신으로 전향한 뒤 '남로당 연구'를 낸 고 김남식은 "박헌영·이승엽이 월북한 뒤 북한에 심복들을 불러들였고, 1950년 6월 초순 이들을 남한의 각 도에 파견했다"고 썼다. 서울·충남·전남·전북 등에 5~10명씩, 주로 해상을 이용해 침투한 이들의 목적은 '당 조직을 수습하여 인민군 남침 때 군중을 호응·궐기시키며 인민군 강점 지역에서 당 복구를 위한 것'이었다. 서울에는 6월 10일 이승엽의 지령에 의해 이중업과 안영달이 파견됐고, 충남에는 남로당 중앙간부 출신인 이주상과 충남도당 위원장을 지낸 여운철 등 5~6명이 서해안으로 상륙, 대전에 잠복했다.
이들 가운데 전남 영광 지역에 침투한 정치공작원의 최후는 영광 지역의 6·25전쟁 체험을 현장조사한 윤정란 전 국가보훈처 연구관에 의해 알려졌다. 윤 박사에 따르면, 6·25전쟁 발발 사흘 전인 22일 밤 무장 정치공작원 32명이 발동선을 타고 전남 영광 해안에 상륙했다. 주민들은 이들을 보자마자 경찰지서에 신고했고, 군경 합동작전으로 전원이 몰살당했다. 남한에서 민중봉기가 일어나지 않은 것에 대해 강규형은 '6·25가 일어났을 때 박헌영이 장담한 '민중봉기'가 일어나지 않은 것은 농지개혁 덕이 컸다'고 보기도 한다.

#### 소련의 남침 승인 획득
1950년 4월 김일성과 박헌영은 모스크바 비밀 회담에서 북한의 선제 남침에 대한 스탈린의 동의를 얻어내는 데 성공했다. 스탈린은 이때 “전격전을 수행하고 공격세부계획 수립에 만전을 기하라”고 지시했다. 5월 13일, 김일성과 박헌영이 베이징에 도착하여 마오쩌둥과 면담하고 스탈린이 모스크바 회담 때 ‘현 국제환경은 과거와는 다르므로 북한이 행동을 개시할 수 있으나 최종결정은 마오쩌둥과의 협의를 통해 이뤄야한다’고 했음을 설명하고, 마오쩌둥과 만나 남침 계획에 대한 동의를 얻어낸다. 5월 29일에는 강건 조선인민군 총참모장과 바실리에프 소련 군사고문단장 사이에 ‘선제타격작전계획’이 완성되고 6월 16일 스티코프를 통해 스탈린의 최종 동의가 떨어졌다.
1950년 4월 소련의 전쟁 허가를 요청하기 위해 김일성은 박헌영과 함께 모스크바를 방문했다. 박헌영은 이때 ’북조선에서 첫 신호’를 보내면 남조선 인민들이 집단적으로 봉기할 것이라고 장담했다. 미국의 저널리스트 데이비드 핼버스탬은 이를 두고 “결국 그는 자신의 인기가 얼마나 높은지, 그에 반해 이승만은 얼마나 형편없는지, 그리고 남조선 인민들이 얼마나 그의 침공을 손꼽아 기다리는지를 터무니없이 부풀리며 남침을 부채질한 측근들에게 둘러싸여 있던 셈”이라고 비판한다.
김일성과 박헌영은 남침 계획을 세워놓고 모스크바로 스탈린을 찾아간다. 스탈린이 처음에는 주저하다가 결국 승인을 하게 된 것은 김일성과 박헌영의 논리에 설득당했기 때문이다. 당시 두 사람은 “미국은 한국전쟁에 절대 개입을 하지 않을 것이다. 중국 내전에 미국이 개입하지 않은 것이 이를 증명한다”는 논리를 폈다. 결국 스탈린은 김일성의 전쟁 계획을 승인하며 무기를 지원하게 된다. 1950년 5월 14일 모택동은 김일성-박헌영과 만나 전쟁은 '이제 전쟁은 공동 과제'라고 발언하였다.
박헌영은 김일성의 전면 남침안에는 반대했다. 박헌영은 김일성의 전면남침안에 반대하면서 그 대안으로 옹진반도 점령 이후 남조선과의 협상을 시도하자고 하였다. 그에 의하면 황해도의 남쪽 끝인 옹진반도를 점령해 대한민국의 민심을 흔들어 놓으면 대한민국 정부는 궁지에 빠져 북한이 제의하는 협상에 응하게 될것이고 그렇게 되면 북한은 유리한 입장에 서서 평화통일을 성취하게 된다고 제의하였다. 그러나 그의 제의는 묵살당했다. 후일 김일성은 박헌영에게 책임을 전적으로 뒤집어 씌웠다. "박헌영 도당은 1949년 여름에 '조국이 불원간 통일된다'는 거짓풍설을 퍼뜨리면서 당원들과 유격대들을 원쑤들의 총부리 앞에 내몰았다. (당 력사연구소,"조선로동당 력사교재", 조선로동당 출판사, 1964, 240쪽)."는 것이다.

#### 한국 전쟁

##### 개전 직후
인민군이 서울로 들어온 6월 28일 박헌영은 방송연설을 했다.
| “ | 이와 같은 엄숙한 시기에 왜 남조선 인민들은 모두 떨치고 일어나지 않고 있습니까. 무엇을 주저하고 계십니까. 모든 인민들은 하나같이 일어나 전인민적, 구국적 정의의 전쟁에 적극적으로 참여하지 않으면 안 됩니다. | ” |
|   | — 1950년 6월 28일자 인터뷰 |   |

6월 28일 일행을 따라 서울에 내려와 집무를 보기 시작하였다.
7월 2일 박헌영은 인민공화국 외무상 명의로 미국군의 한국전쟁 참전을 비난하는 성명을 발표했다. 인천상륙작전 이후 조선인민군의 패주가 계속되자 박헌영은 인민군내 당과 정치 사상 사업을 총 책임지는 부서 신설을 추진했고, 1950년 9월, 인민군 총정치국이 신설되고 인민군 총정치국장에 임명되었다. 1950년 9월, 조선 인민군이 패주하자 박헌영은 김일성과 각각 조선인민군 총정치국장과 최고사령관의 명의로 인민군에게 현지사수를 명령하였으나, 인민군의 패주는 계속되었다. 인민군의 사기가 저하되면서 인민군의 패주와 탈영은 계속되었다. 이에 북한은 당-정치-사상사업을 총책임지는 총정치국을 창설하여 사태를 타개하려고 하였는데, 박헌영이 총정치국장을 맡았다. 10월 15일에는 늦어지는 중국의 참전 문제로 직접 북경으로가서 마오쩌둥, 저우언라이, 고강을 만나 참전문제를 해결하였다.

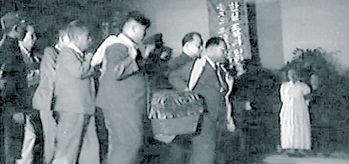
1950년 강건의 영구를 메고 가는 김일성과 박헌영

1950년 11월 강건이 전쟁 중 전사하자 박헌영은 김일성 등과 직접 강건의 장례식을 주관하고 시신을 운구하였다. 11월 26일 박헌영은 공화국 외무상 명의로 UN 총회 의장과 안전보장이사회 의장 앞으로 성명서를 보내 미군의 학살 만행을 UN이 중지시킬 책임이 있다고 경고했다. 1951년 5월 8일 박헌영은 외무상 명의로 UN 총회 의장과 안전보장이사회 의장에게 성명을 보내 미군이 조선에서 세균전 무기를 사용하고 있다며 규탄했다.

##### 한국 전쟁 기간 중

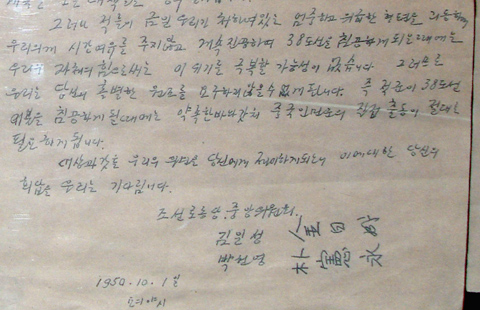
1950년 10월 1일 김일성과 공동 명의로 스탈린에게 발송된 편지

구소련 비밀문서에 따르면 김일성과 박헌영은 전쟁의 세부계획이 최종 결정될 때까지 늘 행동을 함께 했다. 스탈린으로부터 전쟁을 승인받은 1950년 3월 30일부터 4월 25일까지 모스크바 방문 때도 김일성과 박헌영은 함께 했다. 이 방문에서 김일성과 박헌영은 스탈린을 면담하고 자세한 전쟁계획을 시달받았다.
한국전쟁 기간 중 대한민국에 남아 있던 그의 친척들은 수난을 당했다. 그들은 박헌영의 월북으로 월북자의 친척이라 하여 처형당하거나 보도연맹에 강제로 가입되었다가 사살되었다. 그의 이복 형 박지영은 1950년 의문의 실종을 당하였고, 조카뻘 되는 일족 중 박병일은 공산당의 부역자로 몰려 처형당하였다. 그의 부모와 조부모의 묘는 파헤쳐지는 수난을 겪다가 뒤에 화장되었다. 아들 박병삼(승려로 출가 후 원경으로 개명)은 그의 월북 후 박지영에 의해 양육되다가 산사의 승려에게 맡겨져 죽음을 피하였다.
그해 10월 중국을 방문하고 돌아온 박헌영은 중국군의 참전소식을 전하였다. 중공의 참전 소식을 박헌영이 전하자 김일성은 눈물을 흘리며 기뻐했다 한다. 얼마 뒤 김일성 앞에 나타난 팽덕회가 차가운 표정으로 단호히 말했다. "이것은 나와 맥아더의 전쟁이오. 귀하가 끼어들 여지는… 없소!"라고 했다.
1952년 1월, 중국의 펑더화이를 찾아 면담하였다. 펑더화이와의 면담에서 박헌영은 '더이상 전쟁을 원하지 않는다.'는 견해를 밝혔다. 만일, 소련과 중국이 전쟁을 계속할 생각이라면 노동당 중앙위원회는 그 어떤 곤란도 극복하고 현재 입장을 사수하겠다고 밝혔다. 그러나, 곧이어 박헌영은 펑더화이로부터 당시 군사적 상황이 중공군에게 유리하다는 설명을 듣고 나서, 자신의 방문은 개인적인 차원의 방문이며 노동당 중앙위원회나 북한 정부의 공식 입장은 아니라고 밝혔다. 김원봉, 조소앙, 안재홍 등의 반전 중립화 운동에는 동조하지 않았지만, 전쟁으로 물자와 인명 살상의 피해가 계속 발생하는 점을 들어 그는 김일성에게 전쟁을 중단할 것을 촉구했다. 그러나 받아들여지지 않았다. 2월초 박헌영은 다시한번 전쟁을 중단할 것을 촉구했지만 거절당했다.
2월 22일 박헌영은 "미국이 한국전쟁에서 세균전을 감행하는 잔인 무도한 범죄를 저지르고 있음을 세계만방의 인민들에게 알린다" 고 말하면서 유엔에 강력한 항의를 제기하고, 미국은 1952년 1월 28일부터 세균을 가진 대량의 곤충을 북한상공에 비행기로 살포하고 있다고 폭로했다. 이틀 뒤 중국의 주은래 수상은 북한의 주장을 옹호하면서 미국을 비난했고, 3월 8일 그는 미국의 비행기가 2월29일 이래 중국의 화북과 동북부에서 세균전을 수행하고 있다고 발표했다. 5월 미군과 UN의 개입으로 전세가 복잡해지는 가운데 후퇴를 주장하는 김일성과 유격전을 계속 진행해야 한다는 박헌영 간의 의사충돌이 발생하기도 했다.
한편 한국 전쟁에서의 패전을 예상했던 박헌영은 후처 윤레나를 소련으로 보냈는데, 1952년 윤레나는 모스크바에 머물며 둘째 세르게이를 낳았다.

### 김일성과의 갈등
1950년 9월 미군의 폭격으로 사망한 강건 총참모장의 장례식에 참여하였다. 그는 직접 관을 메고 장지로 향했다. 1950년 9월 15일 더글러스 맥아더의 인천상륙작전으로 전세(戰勢)가 역전되면서 김일성과 박헌영 사이에 갈등이 불거졌다. 둘의 갈등은 주로 전쟁을 수행하는 작전에 대한 견해 차이였다. 유엔군이 38선을 넘어 북진해온다는 소식이 들리던 10월 8일 평양 모란봉 지하 김일성 집무실을 방문한 중국대사 예지량의 목격담에 따르면 박헌영은 "즉각 군대를 철수해야 한다"고 주장했고, 김일성은 "남조선 산속으로 들어가 유격전을 벌여야 한다"고 언성을 높였다. 유엔군은 10월 19일 평양을 점령했다.
1950년 10월 1일 조선노동당 중앙위원회 명의로 모택동에게 군사지원을 요청한 편지가 발송되었다. 편지는 공동 명의였으며 김일성과 박헌영이 나란히 서명했다.
김일성과 박헌영의 갈등은 1950년 11월 7일 전화(戰禍)를 피해 압록강 연안 만포진에 설치되어 있던 임시 소련 대사관에서 열린 볼셰비키혁명 기념행사에서 폭발했다. 김일성은 전쟁이 열세로 몰리게 된 것에 대한 책임 공방을 벌이다가 박헌영에게 대리석으로 만든 잉크병을 집어던졌다. 두 사람 모두 취한 상태였고, 서로 막말을 할 정도로 분위기가 험악했다. 전 동독 주재 북한대사이고, 당시 외무성 부상이던 박길용의 증언이다. 먼저 김일성이 소리쳤다. "당신이 들고 일어난다고 했던 빨치산들은 다 어디 간거야?" 박헌영이 "아니 어째서 낙동강에 군대를 죄다 내려보냈나"라고 반박하자 김일성은 흥분해 소리쳤다. "야, 이 자식아! 전쟁이 잘못되면 나뿐 아니라 너도 책임이 있어!"
출신 배경이 너무 달랐던 김일성과 박헌영은 1948년 9월 북한 정권을 구성할 때부터 갈등의 소지를 안고 있었다. 박헌영은 8·15 광복 당시 조선 공산주의 운동의 중심이었다. 다른 공산주의자들도 일제 말기까지 국내에서 항일투쟁을 지속했던 박헌영이 광복 이후 조선공산당의 헤게모니를 잡는 것이 당연하다고 생각할 정도였다. 반면 소련군 장교 출신인 김일성은 정체에 대한 시비가 분분했지만 북한에 진주한 소련군의 강력한 지원을 받으며 박헌영을 제치고 북한 권력의 1인자 자리에 올랐다. 나이가 김일성보다 12살 많은 박헌영은 김일성이 1935년 중국공산당에 입당하기 10년 전인 1925년 조선공산당 창당을 주도했다. 공산주의 활동 경력에서 대선배였던 박헌영에게 김일성은 소련을 배경으로 호가호위(狐假虎威)하는 풋내기로 비쳤을 것이다. 신복룡 교수는 김일성과 박헌영의 대립도 노선 차이보다는 주도권 다툼의 성격이 강했다고 설명한다.

### 말년

#### 투옥과 수감

시인 겸 작가 림화, 정치적으로 그를 지지했던 림화 역시 반당종파분자로 몰려 사형당한다.

1952년 8월 3일 리승엽을 비롯한 13명이 '북한 정권 전복 음모와 반국가적 간첩테러, 선전·선동행위에 대한 사건'의 연루자로 지목되어 피체되었다. 1952년 9월 4일 옛 소련 모스크바의 크렘린궁에서 소련의 이오시프 스탈린 주재로 펑더화이(彭德懷) 중공 인민지원군 총사령관, 김일성 북한 인민군 최고사령관이 긴급회의를 열었다. 몰로토프, 말렌코프, 미코얀, 불가닌 등 옛 소련 공산당 수뇌부가 모두 배석했고 중공에서는 저우언라이(周恩來) 외교부장이, 북한에서는 박헌영 노동당 중앙위원회 부위원장이 배석하였다. 그해 10월 귀국 직후 박헌영도 그들이 체포당하면서 그들의 '반란'에 대한 후원자로 몰리면서 가택 연금당하였다.
한국전쟁 휴전 직전인 1953년 3월 '미제의 스파이', '반당 종파분자' 등의 죄목으로 몰려 체포되었다. 3월 31일 김일성은 평양 주재 소련 대사를 통해 박헌영과 그 추종자들이 당내에서 종파를 조직하고 정보를 미국에 빼돌렸으며 한국전쟁의 패배의 원인을 제공했다고 주장했다. 그러나, 체포된 직후 박헌영은 자신에게 뒤집어씌워진 혐의를 모두 부인했다. 그는 자기비판을 하지 않았고, 자신에게 주어진 질문에만 답변하였다고 한다. 1953년 3월 그는 체포당하면서 당에서 제명당하고 부총리 겸 외무상의 직위에서도 해임당하였다. 이후 평안북도 철산군(鐵山郡)의 정치수용소에 감금되어 고문을 당하였다.
1955년 12월 15일, 북한 최고재판소에서 재판을 받았다. 재판명은 '피소자 박헌영의 북한정권 전복음모, 반국가적 간첩테러 및 선전·선동행위에 대한 사건'이었다. 여기서 북한 최고 재판소에서는 박헌영을 일방적으로 '미제의 간첩'이라고 몰아붙힌다. 박헌영은 안경을 벗어 시멘트 바닥으로 내집어던지면서 '그래, 네 말대로 스파이였으니 멋대로 해라!'라며 강하게 격노한다.

#### 재판과 숙청

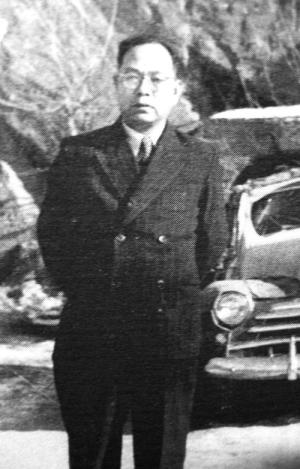
숙청되기 얼마전에 찍은 사진.

재판에 증인으로 출석한 남로당계 당원들은 등은 그가 남한에 있을 때 실제로 미국을 도왔다는 불리한 증언을 하였다. 55년 12월 15일에 열린 조선민주주의인민공화국 최고재판소 특별재판에서 박헌영은 사형 및 전재산 몰수형을 선고받았다. 형문 과정에서 그는 '그렇다'라고 대답하지 않고 '그렇겠지'라고 대답했다 한다. 재판장에서 박헌영은 공식적으로 다음과 같이 마지막 발언을 하였다고 한다.

위키문헌에 이 글과
관련된 원문이 있습니다.
박헌영 1955년 12월 재판
나는 이 자리에 오기 훨씬 전부터 살아나갈 수 없는 신세임을 느끼고 있었다. (중략) 너희들의 주장대로 나는 미제의 간첩이었다. 그러나 너희들이 주장하는 미제 간첩과 내가 주장하는 미제 간첩은 엄격히 다르다. 나는 남조선에 있을 때, 아니 그 훨씬 전부터 미국 사람들과 교분이 있었다. 그 교분은 조국의 해방과 독립 통일을 위한 차원이지 결코 간첩행위가 아니다. (중략) 그대들 말대로 내가 미국의 스파이였다고 하자. 모든 것은 내가 주도했을 뿐 남로당 간부들은 전혀 책임이 없다. 그들은 모두 조국의 해방과 통일, 사회주의 혁명과업을 위해 밤낮으로 일해온 정직한 애국자들이다. 나에게 떨어진 죄의 대가가 어떤 것이든 간에 달게 받겠으니 죄 없는 남로당 간부들을 용서해달라. 거듭부탁한다.

이 마지막 공식적 발언을 두고 친북적인 증언자들은 이 발언을 '박헌영이 비굴하게 살려달라는 식으로 이야기를 했다.'고 평가한다. 재판이 끝난 직후, 증인으로 있던 이강국등 남로당계열 출신들은 즉결 처형당했다. 권오직은 농장으로 추방되었다. 당시 최고재판소 재판장에 이었던 최용건은 박헌영에게 사형선고를 내리게 된다. 재판은 5시간 동안 진행되어 밤 10시에 끝났다고 한다. 재판이 끝난 뒤 김일성계열의 갑산파계열은 기세등등한 표정으로 만족한 모습을 지었으나, 소련파와 연안파계열 간부들은 침통한 표정으로 굳게 입을 다물고 침울한 표정을 지으면서 재판정에서 퇴장했다고 한다.
한편 그를 따르던 이들 중 박영발 등은 '자신이 미제 간첩 박헌영의 주선으로 모스크바 유학을 다녀온 것을 반성한다.'는 내용의 자기비판을 한 뒤 제 지구당 부위원장직을 사임했다.

#### 수감과 처형
남한에서 어려움을 겪으며 남로당을 이끌다가 월북한 박헌영 남로당 당수는 북한에서 특별재판부(재판장 최용건)에 의해“피소자 박헌영은 1946년 9월5일 서울의 반도호텔 건물에서 하지와 밀회하고 그로부터 '입북하여 북조선 로동당과 북조선정권을 틀어쥐기 위한 활동을 하라'는 지령과 함께… 하지와 밀약한 대로 리강국과 공모하여 미군정을 반대하는 ‘민전’ 명의의 성명을 발표시키고 그에 근거하여 꾸며진 체포령을 구실로 하여 1946년 10월 초순 북반부에 잠입했다.…”는 이유로 1955년 12월15일 박헌영 부수상 겸 외무상에게 사형을 선고했다.
함북 화성 16호 수용소에 수감되었다. 탈북자들의 증언에 의하면 인민무력부장을 지내다 숙청된 김창봉이나 남로당 박헌영을 비롯한 고위 간부들이 화성 수용소에 수감됐다가 생을 마감했다고 알려져 있다 한다.
박헌영 재판이 끝난 후 남로당계열 인사들은 즉결처형당했으나 박헌영은 함부로 손을 댈 수가 없었다. 북한이 그를 '미제 간첩'으로 확정판결을 하고 국제적으로 발표까지 했음에도, 그가 정확히 어떤 간첩행위를 했는가에 대한 구체적인 증거를 제시하지 못했기 때문이었다. 더구나 소련과 중국에서 박헌영을 살리기 위한 작업이 이루어졌었는데, 소련은 소련 대사 이바노프를 수차례 김일성을 방문해 '박헌영을 죽이지 말고 소련으로 보내달라.'고 요청했다. 소련대사 V.I. Ivanov의 일기에 나오는 1956년 4월 19일 김일성과 나눈 대화록에는 박헌영에 대한 재판은 끝났지만 아직 처형 당하지는 않은 것으로 되어 있다. 마오쩌둥은 박헌영을 중화인민공화국으로 망명시킬 방도를 찾아볼려고 강구했었다.
스탈린 사후, 사회주의권의 최고지도자로 급부상한 마오쩌둥이 박헌영을 구하라고 지시했다는 소식은 곧 북한의 연안파 세력들을 고무시켰다. 남로당계열 대숙청 이후 나날이 강화되는 김일성 독재체제에 밀려 언제 숙청될까 불안해하던 연안파 세력들은 김일성을 축출하기로 모의했다.
이들은 1956년 2월 흐루쇼프의 스탈린 비판으로 촉발된 연안파 등의 반(反) 김일성 축출기도를 시도했으나 김일성계의 반격으로 무산되고 모의가 실패하자마자 연안파 등은 중국으로 달아나거나 숙청되었다. 김일성은 박헌영이 연안파 세력과 손을 잡을 가능성을 염두에 두었다. 귀국하자마자 김일성은 방학세를 찾아가 '그 리론가 어떻게 됐어? 증거는 찾았어?'라고 물었고 나중에는 "증거고 뭐고 필요없다! 오늘 밤 이내로 즉시 목을 따버려!"라면서 그의 수하 방학세와 김영철을 시켜 그를 '처형하라.'고 지시하였다 고 한다.
1956년 12월 15일, 평양 변방 야산 기슭에서 처형당했다고 전해진다. 처형 시점은 12월 15일과 12월 19일로 불확실하다. 그리고 7월 19일에 처형당했다는 견해도 있는데 이는 박헌영을 처형할 때 방학세 일행과 같이 차를 타고 간 박길룡의 증언이다. 또한 처형연도도 1956년설, 1955년설, 1958년설 등이 있어 구체적인 처형시점은 확실히 밝혀지지 않았으며 처형지점도 확인된 바 없다. 김일성이 서둘러 처형을 지시한 까닭은 아마도 '8월 종파'와 박헌영 세력의 제휴를 우려했기 때문이었다. 중화인민공화국의 마오쩌둥과 저우 언라이가 그를 구원하려고 보낸 사람의 존재가 발각되면서 처형을 앞당기게 했다. 남조선로동당원의 미국과의 접촉 증거는 없으며 일설에는 한국 전쟁의 책임을 김일성이 떠넘긴 것이라고 한다.

### 8월 재판 직후
1956년 9월 18일 베이징에서 소련 부수상 미코얀과 마오쩌둥이 만난다. 연안파와 소련파가 '반 김일성 연합'을 만들어 김일성을 권좌에서 끌어내리려는 궁정쿠데타인 ’8월 종파사건’으로 주모자들이 철저하게 숙청당한 뒤 대책을 논의하기 위해서였다.
| “ | 김일성에게 어떤 이유로든 박헌영을 죽여서는 안 된다고 했다. 박헌영이 남로당의 영수임을 고려해야 하고 많은 사람을 죽인 베리야(러시아의 정치가 겸 비밀경찰국장)가 아니며 일개 문인일뿐이다. | ” |
|   | — 마오쩌둥 |   |

| “ | 박헌영은 지식인이며 사람을 위협한 적이 없고 조선로동당 창시자 중 한 명이다. 처형을 반대하는 소련공산당의 의견을 평양 주재 KGB 고문을 통해 건의 형식으로 전달했는데 잘못됐다. 소련공산당 중앙위 명의로 정식 통보를 했어야 했다. | ” |
|   | — 미코얀 |   |

마오쩌둥은 미코얀을 만난 뒤 1시간 20분 뒤에는 중국공산당 제8차 대회 축하사절로 와 있던 북한 부총리 최용건 등 조선로동당 대표단도 만났다.
| “ | 최근 당신들은 최창익, 박창옥 부수상과 여러 명의 중앙위원을 제명처분했다. 윤공흠, 서휘, 리필규, 김강이 중국으로 도피해왔고 소련대사 리상조와 교통부장도 돌아가려 하지 않는다. 인민들은 매우 힘든 생활을 하고 있다. 과거에는 남조선 인민의 지도자로 절대 죽여서는 안 되는 박헌영도 죽였다. 당신들은 그가 미국의 간첩이라고 하는데 미국은 그가 간첩인지도 모르고 있다. 마구잡이로 살인을 하면 이로울 게 없다. | ” |
|   | — 마오쩌둥 |   |

마오쩌둥은 처음부터 대표단을 매섭게 몰아붙였다. 북한 전문가인 백학순 세종연구소 수석연구위원이 해방후 65년에 걸친 북한권력을 집중 분석한 책 ’북한 권력의 역사’에서 공개한 ’8월 종파사건’후 미코얀과 마오쩌둥의 대화, 마오쩌둥과 북한 부총리 최용건의 대화에 의하면 마오쩌둥도 그가 미국간첩은 아니라고 인식했다 한다.

### 사후
북한에서는 미국의 선교사 언더우드와 만났다는 점을 근거를 들어 '미국의 앞잡이'로 몰렸으며, 남한에서는 '골수 빨갱이'로 몰려 부정적인 평가가 주를 이루었다. 또한 문중의 족보에서조차 그의 이름은 지워졌다. 그러나, 그가 북측의 주장대로 미국의 간첩이었다는 구체적인 증거는 없다.
그의 이복형 박지영은 1950년 한국 전쟁 중 실종되었고, 북한에 남겨진 그의 세 번째 부인 윤레나와 딸 나타샤, 세르게이 등은 생사여부가 확인되지 않고 있다. 막내아들은 남한에서 출가하여 승려가 되었다. 대한민국에 있던 그의 친척들 중 사촌형 건영의 아들 박병일 등이 한국 전쟁 중 끌려가 처형당하였고 일족들은 뿔뿔이 흩어졌다. 그의 선조들의 묘소는 수난을 당했고, 충청남도 예산군에는 그의 가장 가까운 선조로 그의 5대조의 묘소만이 남아 있다.
그의 딸 박 비비안나는 소련에서 무용수로 활동했다. 그러나 박헌영의 처형 직후 정치범의 딸이라는 이유로 당으로부터 불이익을 받아왔고, 생전에 본 유일한 사위인 빅토르 마르코프에게는 박 비비안나와의 이혼이 강요되었다. 그러나 빅토르 마르코프는 비비안나와 이혼하지 않았다.
한편, 북한에서는 김일성이 주체사상을 창시하면서 한국 전쟁의 패배 원인을 전부 박헌영에게 떠넘겼다. 한국 전쟁의 패배로 김일성은 궁지에 몰렸으며, 전쟁에 실패한 책임을 부총리인 박헌영에게 전가시켰 던 것이다. 1980년대 초반 이후 대한민국에서는 박헌영 재평가와 복권노력이 추진되었으나 정권에 의해 무산되었다. 1983년 전직 남로당원 박갑동에 의해 그의 전기가 편찬되었으나 전두환 정부의 검열로 절판되었다. 후에 역사학자 박명림은 그의 죽음에 대해 '북한 현대사 최대의 의혹'이라 평하기도 했다. 1986년에는 강철서신 등에 '미제의 스파이 박헌영으로부터 우리는 무엇을 배울 것인가'라는 비판이 제기되기도 했다.
2005년 8월 박헌영의 동료인 김단야 등이 건국훈장을 받았고, 2007년 8월에는 본처 주세죽과 라이벌인 여운형이 건국훈장을 각각 수훈함으로써 박헌영에게도 건국훈장 수훈 노력도 추진되었으나 사회주의자 라는 것과 조선민주주의인민공화국 자발적 월북자이고, 남북 협상 이후 남한으로 내려오지 않은 점, 북한에서 장관급 이상의 고위직을 역임하였다 하여 박헌영의 건국훈장 서훈은 무산되었다. 2000년대 이후 재평가 여론이 나오면서 박헌영 전기와 일대기, 평전등 다시 쏟아져나오고 있다. 그가 일제강점기 당시의 항일활동에 대해 독립운동으로 인정하지 않는 시각도 있다. 이는 그가 건설하려던 것이 순수 조선의 독립이 아니라 공산주의사회 건설이 목표였기 때문이라는 것이다. 그러나 하지만 사회주의자냐 아니냐의 문제가 독립운동가의 평가에 영향을 미칠 만한 근거가 되느냐, 그리고 사회주의자면 독립운동자체도 낮게 평가받아야만 하는 필연적 논리가 성립되느냐는 문제자체가 근본적으로 제기될 수 있다.
2006년 8월 14일 주간조선은 정치학자 14명을 대상으로 대한민국 건국의 주역들에 관한 설문조사를 했다. '이승만과 김구를 제외하고 대한민국 건국에 이바지한 사람을 추천해 달라'는 질문을 공통적으로 던졌다. 이때 박헌영도 한표를 받았다 한다. 이때 김규식과 여운형이 각각 6회씩, 김성수 4회, 조만식 조병옥 신익희 송진우가 각각 3회씩 추천되었다. 이 밖에 조소앙 조봉암 이시영 이범석 장택상 임영신 장덕수(2회씩), 안재홍 김창숙 이철승 유진오 박헌영 조병옥 조규식(1회씩)이 각각 추천을 받았다.

## 저작
- 《현 정세와 우리의 임무》 (1947년)
- 〈역사상으로 본 기독교의 내면〉 (1927년)

## 연보

### 학력
- 1900년 충청남도 예산군에서 몰락 양반 박현주와 소실 이씨의 아들로 출생
- YMCA 학당에 입학, 교회에 다니면서 영어를 배움
- YMCA 학당 졸업
- 1919년 3월 1일3.1만세운동에 참가
- 1919년 경성고등보통학교 졸업
- 1919년 중국 망명

### 일제강점기 당시 공산주의 운동
- 1921년 이르쿠츠크파 고려공산당 상하이지부 입당, 고려공산청년동맹 책임비서
- 1922년 1월 모스크바 코민테른의 극동인민대표자회의에 참가
- 1923년 4월 국내에서 공산당 조직을 결성하려다가 체포됨
- 1924년 출옥.
- 1924년 8월 김단야, 이승엽 등과 함께 조선일보에 입사, 사회부 기자로 활동. 10월 필화사건으로 해직됨
- 1925년 4월 18일 조선공산당 창립에 참가. 이후 해방까지 지하활동. : 이때 측면 조직인 고려공산청년동맹의 책임비서를 역임하였다. 그는 일본 유학생들이 결성한 사회주의 단체중 하나인 '화요회'의 일원이었다. 잠시 동아일보와 조선일보에서 기자로 활동.
- 1925년 10월 반기독교 대회의 연사로 참가. 기독교인이 일경에 밀고하여 실패하고 해산됨.
- 1925년 말 제1차 조선공산당 사건(신의주사건)으로 투옥되었다가 상해의 여운형에게 보내려던 보고서가 발각된 것이 빌미가 돼 조선공산당 조직이 드러나면서 다른 간부들 다수 구속.[21]
- 1927년 7월 제4차 조선공산당 사건으로 당수 차금봉을 비롯한 공산당 지도부가 체포·구속된 뒤, 조선공산당을 지도하였다.
- 1928년 정신이상자를 가장해 병보석으로 풀려난 뒤 12월 임신한 아내 주세죽을 데리고 열차로 모스크바로 탈출하였다. 탈출한 뒤에 그의 탈출사실이 알려짐.
- 딸 박 비비안나 출산, 딸은 그 뒤 고아원에 맡겨진다.
- 1928년 11월 모스크바의 국제레닌대학교에서 교육을 받음.
- 1929년 모스크바 동방노력자대학 2년 과정 입학.
- 1931년 2년과정을 마치자 코민테른은 박에게 상해로 가서 국내의 조선공산당을 지도하라는 지시를 내렸다.
- 상하이에 거점을 확보하고 잡지 「콤뮤니스트」를 만들어 국내로 밀반입시켰다가 발각됨.
- 1934년 12월 경성지방법원은 박헌영에게 징역 6년형을 선고했다.
- 1932년 조선공산당을 재건하기 위해 국내에 잠입하였다가 1933년 다시 체포되었다.
- 1939년 9월 출옥하여 1940년 2월부터 경성 콤그룹에 들어가 활동.
- 1942년 12월 일본 경찰이 검거망을 좁혀오자 광주로 피신해 김성삼(金成三)이라는 가명으로 벽돌,기와 생산 공장 인부로 취직해 일하고 있었다.
- 벽돌, 기와 공장의 인부로 위장한 채 은신.

### 광복 이후 남한에서의 정치활동
- 1945년 8월 15일 8.15 해방이 되자 '위대한 박헌영선생이여 빨리 나오시라'는 격문이 돌았다. 일부에서는 박헌영이 자작으로 붙였다고 하나 확실하지 않다.
- 박헌영은 8월 17일 벽돌공장을 그만두고 서울로 돌아와, 8월 20일 명륜동에서 '조선공산당 재건준비위원회'를 열고 '8월 테제'를 발표하였다. 박헌영은 장안파에서는 홍남표, 노동우, 최원택을, 여운형파에서는 이강국과 최용달 등을 자기 진영으로 끌어냈으며, 건준에서 다수의 장안파를 제거하고 자신의 영향력을 강화하였다. 장안파는 박헌영의 공세에 속수무책으로 무너져 결국 1945년 8월 24일 해제되고 말았다. 박헌영은 9월 3일 조선공산당을 재건하고 책임비서가 되었다.[211]
- 1945년 9월 20일 박헌영은 '현 정세와 우리의 임무'란 테제를 통해 혁명노선을 표명하고 있었다.[212]
- 1945년 10월 이승만이 귀국하자 독립촉성중앙회에 참가.
- 1945년 10월 8, 9일에 박헌영은 38도선 개성에서 김일성과 회담하여 조선공산당 북조선분국 설치를 협의.
- 1945년 11월 친일청산 문제를 놓고 이승만과 갈등, 독립촉성중앙회를 탈퇴.
- 1945년 12월 1일 임정 요인 환국을 축하하는 서울운동장 환영식에 참석하였다.
- 1945년 12월 30일 김구와 임정세력이 주도하여 결성한 「신탁통치반대 국민총동원 위원회(信託統治反對 國民總動員 委員會)」에 참여하여 중앙위원(상임위원)이 되었다.[118]
- 1946년 1월 5일 조선공산당 당수로서, 내외신 기자회견을 통해 모스크바 삼상회의의 결정 내용을 지지하며 조선은 현재 민주주의 변혁 과정에 있다고 말했는데, 이 내용은 다음날 조선인민보 등에 보도되었다.
- 1946년 2월 15일 여운형, 이승엽, 김원봉 등과 함께 민주주의민족족의 공동의장단 의장으로 추대되었다.[213]
- 이승만이 공산주의에 대한 비난, 독설을 계속하자 그는 이승만을 향해 "독재적인 것을 배격하고 진정한 민주주의 원칙을 세우자"고 주장하였다.[214]

### 광복 이후 활동
- 1945년 12월 신탁통치반대운동에 참가, 그러나 스탈린의 연락을 받은 뒤 반탁에서 찬탁으로 돌변
- 1946년 1월 5일 《뉴욕 타임즈》지 존스턴 기자 등 내외신 기자단과 회견[215]
- 1946년 1월 15일 소련의 1국신탁제를 찬성하며 10~20년 내에 소비에트 연방에 병합될 것이라는 기사가 샌프란시스코 방송을 통해 보도됨, 박헌영은 즉시 반박 성명을 냈다.[215]
- 1946년 1월 16일 조선일보는 조선을 속국으로-박헌영의 희망이라는 방송과, 박헌영의 매국언동 한민당이 배격이라는 기사를 내보내다. 박헌영은 부인담화를 했고, 1월 5일 기자회견에 참여했던 기자들의 증언으로 일단락되는 듯 했다.[215]
- 1946년 7월 소련에서 소환.[21]
- 1946년 9월 4일 남로당구성위원회에 참가
- 1946년 10월 11일 영구차를 타고 관 속에 숨어 월북.
- 1946년 12월 남조선로동당 조직, 초대 부위원장이 됨.
- 1947년 1월 조선적십자사 이사

### 북한에서의 활동과 숙청
- 1948년 9월 남조선로동당 당수 자격을 지닌 채 북한 내각부총리 겸 외무장관이 됨
- 1949년 6월경 평양에서 윤레나와 재혼, 김일성 등의 내빈들의 축하를 받음.
- 1949년 2월 ∼ 1950년 김일성을 수행하여 스탈린 2회 방문, 마오쩌둥 1회 방문[21]
- 1950년 4월 남북노동당의 합당으로 조선로동당 중앙위원회 부위원장에 선출됨.
- 1950년 4월 김일성과 모스크바에 감, 스탈린과 모스크바 비밀 회담을 하고 돌아왔다.
- 1950년 5월 제50회 생일을 기념해서 조선로동당, 정부 기관, 사회단체 등에서 축사를 보냈다.
- 1950년 5월 27일 조선민주주의인민공화국 국기훈장 제1급
- 1950년 6월 북한 군사위원회 위원
- 1950년 6월 10일 박헌영의 강력한 요구에 따라 조선민주주의인민공화국은 남조선로동당 지도자였던 김삼룡과 이주하를 민족주의자인 고당 조만식과 38선에서 교환하자고 제안했다. 6월 16일 이승만은 북에서 먼저 보내라는 요구를 했고, 6월 18일 북한은 동시교환을 주장했다. 한동안 "먼저 보내라", "아니다, 동시에 교환하자"는 공방이 되풀이되다가 성사되지 않았다.[216]
- 1950년 7월 2일 박헌영은 외무상 명의로 미국군의 한국전쟁 참전을 비난하는 성명을 발표했다.
- 1950년 10월 조선인민군 총정치국장
- 1951년 2월 조선인민군 창건 3주년 기념 평양시 경축대회에 참석, 연설하였다.
- 1952년 4월 김일성의 40회 생일을 맞이하여 공개적으로 경애하는 수령 김일성의 만수무강을 축원[176]
- 1953년 8월 3일 김일성에 의한 남로당파 숙청작업으로 체포
- 1953년말 주세죽이 모스크바에서 사망했다는 소식을 접하였다.
- 1955년 또는 1956년 12월 5일 사형.[217]

## 사상과 신념

### 6.25 전쟁 당시 남한 인민의 봉기설
박헌영은 1950년 5월 17일 평양 모란봉 극장에서 열린 북한 당(黨)·정(政) 간부와 인민군 주요 지휘관 연석회의에서도 "인민군이 서울만 점령하면 남로당원이 들고 일어나 남조선 전 지역을 해방시킬 것이다. 인민군의 진격은 해방된 지역을 향한 승리의 행진이 될 것"이라고 장담했다. 그는 남한 지역의 남로당원이 대구사태와 제주 4.3 사태로 상당부분 타격을 입고, 지리산과 태백산 등으로 잠입했으며, 식량난과 질병, 기근 등으로 대부분 전멸한 것에 대한 정확한 정보를 얻지 못하고 있었다.
이승만 정부는 1949년 말이 되면 4·3 사건과 여순 반란에 뒤이은 빨치산들의 유격전을 거의 진압하고, 전향한 좌익들은 '보도연맹'으로 묶어냈다. 무엇보다 박헌영이 내려보낸 정치공작원과 무장게릴라들이 더 이상 남한에서 발붙일 여지가 없을 만큼 남한의 민심이 돌아서버렸다. 김광운 국사편찬위원회 연구관은 "20만 남로당원 봉기설은 박헌영이 조선노동당에서 자기 세력을 과시하기 위한 것으로, 현실과는 거리가 멀었다"고 밝혔다.

### 토지 분배관
지주 가문의 서자였지만 그는 토지는 실제 농사를 짓는 농민들에게 분배되어야 한다고 봤다.

### 종교관
마르크스-레닌주의에 심취한 그는 늘 종교는 인간의 정신을 좀먹는 아편이라는 말을 반복해서 하곤 했다. 특히 기독교는 종교 중에서도 가장 사악한 종교라고 평했다. 그에 의하면 기독교는 '봉건 사회에서는 제후의 이익을, 자본주의 사회에 와서는 자본가 계급의 이익을 옹호하는 도구'이자 억압과 차별의 수단으로, 야만인 미개의 나라에 파견되어 이교도들에게 복음을 전파한다는 이유'로 학살과 폭력을 정당화하는 잔인한 종교이자 사상이었다.

### 맹목적 반미주의에 대한 반대
그는 미국이나 일본이 자국의 이익을 위해 약소국을 괴롭힌다고 보면서도 이는 미국, 일본만이 아니라 다른 강대국에서도 보편적으로 나타나는 현상이라고 파악하였다. 1945년 광복 직후부터 해방정국에서의 반미주의적인 감정에 대해 맹목적인 반미 감정은 옳지 못하다며 자제를 촉구하기도 했다. 박헌영은 공산주의자로서는 드물게 제2차 세계 대전에서의 미국의 역할을 높이 평가했고 해방된 조선의 건설에 있어서도 많은 기대를 갖기도 했다. 당시 평양에서는 국제공산주의의 돌격대장을 자칭하는 자들이 있었고, 또 당시 스탈린은 한국의 공산주의자들을 오로지 반미 투쟁의 도구로만 이용하려고 했다.
박헌영이 평양에 가면 반미투쟁을 강화하도록 강요했으며 그때마다 박헌영은 이남의 인민들이 보는 미국은 이북측에서 보는 것과는 달리 일방적인 침략자들이 아니고 해방자라고 보는 사람들이 많기 때문에 너무 심한 반미투쟁을 전개하면 당은 고립되고 만다.고 주장하여 자기 뜻을 밝히기도 했다. 한편으로 그는 미국이 특별히 사악한 집단은 아니며 강대국이 약소국을 괴롭히는 것은 어느 나라든 마찬가지라고도 항변하기도 했다. 미국을 옹호한다거나 친미주의자라는 비판을 받으면서도 그는 이러한 소신을 굽히지 않았다.
경성으로 돌아오면 그는 자신의 측근들에게만 '이것은 사실 모 방면에서 요구하는 것이니, 어느 정도 하지 않으면 안되겠다'고 자신의 고충을 털어놓기도 했다. 후일 박갑동은 '박헌영이 아니고 다른 공산주의자가 그의 위치에 있었다면 이남에서의 반미 투쟁은 더 극렬했을 것'이라고 내다보기도 했다. 박헌영은 늘 제2차 세계 대전에서 일본 제국주의와 독일의 나치를 패퇴시키는데 기여한 미국의 성과를 무시할 수 없으며 맹목적인 반미주의는 옳지 못하다고며 과도한 반미 투쟁은 삼가고 미국을 객관적이고 냉정하게 바라볼 것을 설득하였다.

### 프락치 활용
그는 한때의 동지였던 여운형과의 관계가 악화되면서 여운형의 주변에 프락치를 심어두고 감시하였다.
김규식의 주변에도 프락치를 심어두었다. 그가 심어둔 프락치 중 권태양은 김규식의 비서로 채용되어 삼청장의 핵심부로 진출하였으며 이들은 삼청장과 김규식 주변의 정보를 빼내 그에게 전달하였는데, 그가 김규식에게 보냈던 프락치 중 권태양은 노선을 변경하여 성시백의 공작원이 되었다. 성시백은 김일성의 부하였다.

### 한국 전쟁 시 세균전 의혹 제기
한국 전쟁 중 그는 미국이 생화학 무기를 사용한다고 주장했다. 1950년 10월 박헌영은 UN에 보내는 메시지를 통해 미국이 세균전을 감행하고, 화학 무기를 사용한다고 주장했다. 1952년 2월 22일에도 박헌영은 미국의 세균전 감행 주장을 제기하며 유엔에 강력한 항의를 전달 하고, 미국은 1952년 1월 28일부터 세균을 가진 대량의 곤충을 북한상공에 비행기로 살포한 다고 주장했다.

## 박헌영 재판의 의미
1955년 12월 15일 평양에서는 김일성의 가장 강력한 정치적 라이벌이자 한국공산주의운동을 대표하는 인물인 박헌영에 대한 재판이 있었다. 광복 직후부터 내연되기 시작한 김일성-박헌영 간의 알력과 경쟁은 6·25전쟁을 거치면서 권력투쟁으로 비화되었다. 재판에서 박헌영은 사형을 언도 받았으며, 판결문은 "미제국주의 고용간첩 박헌영 리승엽 도당의 조선민주주의인민공화국 정권 전복음모와 간첩사건 공판문헌"이라는 이름으로 남아 있다.
공판문헌은 박헌영이 일찍이 1919년 경 미국인 선교사 언더우드와의 친교를 통하여 숭미사상을 품게 되었고 1925년 2월 초순 일제경찰에 체포되자 변절하여 일제의 주구로서 조선혁명운동탄압에 복무하였으며 1939년 10월 언더우드와 결탁하여 조선의 자주독립과 민주화를 반대하는 반역의 길에 들어섰다고 질타하고 있다. 또한 전쟁기간인 1951년 9월 초순 당과 정부를 전복할 무장폭동을 단행할 것을 토의하고 1952년 9월에는 무장폭동으로 당과 정부를 정복할 음모를 꾸몄다고 주장하고 있다. 전쟁 직후 박헌영에 대한 재판은 김일성의 정치적 승리를 알리는 상징적 사건으로 기록된다.

## 논란과 의혹

### 수령 무오류론의 희생양

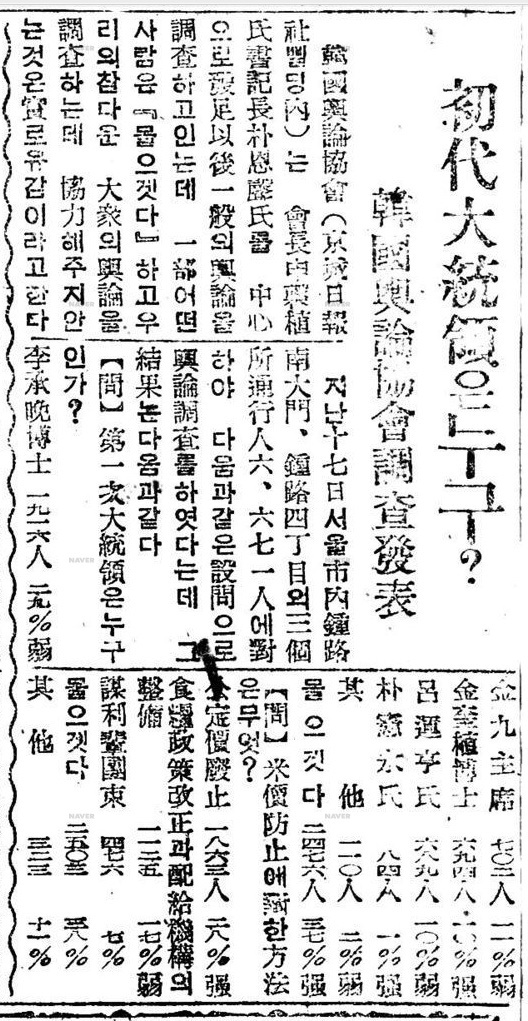
한국여론협회에서 1946년 7월 조사 발표한 초대 대통령 예상 후보 지지율 (1946-07-23 동아일보) : 이승만 1916표 (29%), 김구 702표 (11%), 김규식 694표 (10%), 여운형 689표 (10%), 박헌영 84표 (1%), 기타 110표 (2%)

정치학자 최장집은 박헌영을 정치적 희생양으로 봤다. 박헌영은 북조선 수령 무오류론의 희생양이라는 것이다. 김일성 유일체제하에서 독자적인 한국형의 사회주의체제가 자리잡게 된 것이다. 1952년 12월 5차전원회의를 계기로 박헌영, 이승엽을 비롯한 남로당계의 제거를 통하여 휴전이 후 제기 될 수밖에 없는 전쟁책임을 물어 가장 강력한 남로당세력을 최종적으로 숙청함으로써 김일성 리더쉽의 불가오류를 확인하고 유일체제를 강화하는 길로 나갔다. 최장집은 박헌영의 숙청을 북조선의 김일성 독재 체제가 확립된 시점으로 간주했다.

### 박헌영 대통령 유력자설
1947년의 미군정은 당시 사태를 그대로 방관했을 경우 박헌영이 대통령에 당선된다고 전망하였다. 1947년 당시 미군정 내의 보고서들은 남한에서 토지문제, 보통선거, 주 40시간 노동, 남녀평등 등 좌익이 강조해 온 것을 우익은 제의하지 못했다고 지적하였다. 몇 개의 보고는 총선을 실시하면 박헌영이 대통령에 뽑힐 지도 모른다고 전망했다고 한다.
1947년 3월 21일에 작성된 미군 정보문서는 지금 만일 남한 총선거가 실시된다면 공산당 지도자인 박헌영이 대통령에 당선될 가능성이 있다고 전망하였다. 이는 그대로 미국 국무성에 보내는 정보문서인 G-2 Periodic Report. No. 485(1947.03.21)을 통해 미국 정부로 보고되었다.
그러나 미군이 만일의 가능성까지 고려한 보고서에 어떻게 기록했느냐와는 달리 실제의 대통령 예상후보 여론조사에서는 박헌영은 이승만과 비교가 되지도 않았던 것이 사실이다.
소련의 정보 기록에 의하면 미군정청 홍보처가 1947년 5월 서울에 거주하는 1,000명을 대상으로 시행한 대통령 예상후보에 대한 여론조사 지지율은 다음과 같다.

이승만 43.9%, 김규식 18.5%, 여운형 17.5%, 김구 15.2%, 허헌 1.3%, 조소앙 1.3%, 김원봉 0.9%, 김성수 0.7%, 박헌영 0.4%
주한미군사는 1946년 이른 봄에 이미 남한 공산주의자들 사이에서도 김일성의 영향력이 박헌영을 넘어섰다고 기록하고 있다. 소련의 뜻이라면 맹종하는 남한 공산주의자들에게 소련의 뜻이 박헌영 아닌 김일성에 있다는 것이 잘 알려진 때문일 것이다. 박헌영의 대통령 당선 가능성은 막연한 상정일 뿐, 실현 가능성은 거의 없었다.

### 한국전쟁 책임 공방론
북한과 친북성향의 학자들은 6·25 전쟁의 책임을 일방적으로 박헌영에게 몰고 있다. 그들은 한국 전쟁의 원인을 김일성도 아니고 스탈린도 아닌, 공산당을 배신한 박헌영의 사주 때문에 발생한 전쟁이며, 미국과 이승만의 보도연맹 집단살해 공작 때문이라고 한다. 북한 및 친북한계의 다른 비판으로는 김일성과는 상관 없이 그가 일방적으로 스탈린, 마오쩌둥과 짜고 한국 전쟁을 기획했다는 설과 그가 김일성에게 전쟁을 하자고 했다는 비판을 한다. 그러나, 6.25 전쟁은 박헌영의 일방적인 책임이라고 볼 기준은 명확하지 않다.
서울주변에 거점을 형성한 그가 미군정의 혹독한 탄압을 견디지 못하고 남북협상을 계기로 월북했을 때 그는 정치적 망명객의 입장이었는데, 그는 6·25전쟁을 통해 반전을 노렸으나 '휴전'으로 세력만회에 실패하면서 '휴전'의 공은 김일성에게 그 과는 박헌영에게 돌아갔다. 한편 그가 한국 전쟁을 실행하면 20만 명의 남로당 파르티잔들이 북한 인민군을 지원할 것이라고 했다는 주장도 있다.

#### 한국 전쟁 책임에 대한 반론
북한에서는 그가 공산당을 배신하고 한국 전쟁을 기획했다, 김일성과는 상관 없이 그가 일방적으로 스탈린, 마오쩌둥과 짜고 한국 전쟁을 기획했다는 설과 그가 김일성에게 전쟁을 하자고 했다, 그가 남한으로 내려가면 20만 명의 남로당빨치산들이 호응하여 통일을 이룰 것이라고 속였다고 비난한다. 김일성은 1954년 12월 23일 조선인민군 군·정 간부회의에서 "박헌영의 거짓말에 속았다"고 비난했다. 김일성은 "남조선에 당원이 20만은 고사하고 1000명만 있어서 부산쯤에서 파업을 하였더라면 미국놈이 발을 붙이지 못하였을 것입니다. 남반부의 군중적 기초가 튼튼하고 혁명세력이 강하였더라면 미국놈들은 우리에게 덤벼들지도 못하였을 것입니다."라고 했다.
박헌영은 1952년 1월과 2월 두 차례에 걸쳐 김일성에게 전쟁에서 인명살상과 물자피해를 들어 승산이 없음을 말하고 전쟁을 중단하자고 한 것도 박헌영이었다.
그러나 박헌영은 공산당을 배신했다는 근거는 없으며, 한국 전쟁 내내 미국의 침략을 규탄하였고, 미국이 DDT를 뿌렸다는 의혹을 국제사회에 제기하기도 했다. 1952년 1월에는 중국의 펑더화이와의 면담에서 박헌영은 '더이상 전쟁을 원하지 않는다.'는 견해를 밝 히기도 했다. 또한 박헌영이 전쟁을 하자고 하여 김일성이 순순히 복종하고 전쟁을 할 단계는 아니었으며, 남로당 빨치산이 호응한다는 발언을 했다 하여 6.25 전쟁의 책임을 전적으로 박헌영에게 있다고 보기도 어렵다.
박헌영은 1950년 5월 17일 평양 모란봉 극장에서 열린 북한 당(黨)·정(政) 간부와 인민군 주요 지휘관 연석회의에서도 "인민군이 서울만 점령하면 남로당원이 들고 일어나 남조선 전 지역을 해방시킬 것이다. 인민군의 진격은 해방된 지역을 향한 승리의 행진이 될 것"이라고 장담했다. 그러나 김일성이 박헌영의 '남로당 20만 봉기설'을 믿고 전쟁을 일으킨 것은 아니다. 구소련 문서에 나타나듯 김일성은 스탈린과 모택동의 지원을 믿었을 뿐이다.

### 한국 전쟁 동조 논란
1949년 8월 12일과 8월 14일 스티코프와 김일성·박헌영의 대화 기록을 보면 이미 두 사람은 전쟁에 대해 의견 일치를 본 것으로 나타난다. 당시 여름휴가를 떠나기 직전 이들을 만난 스티코프는 "두 사람이 무력 남침의 필요성을 제기했다"고 보고했다. 스티코프는 이날 만찬에서 있었던 김일성·박헌영과의 대화를 스탈린에게 보고했고, 이들의 대화록은 1995년 공개된 구(舊)소련 비밀문서에 담겨 있다.

### 미국 간첩 의혹
소련의 KGB요원을 지낸 이노겐치 김은 '박헌영 사건이 터지자 북한에 들어가 진상을 조사하였고, 박헌영의 미국 간첩 혐의의 증거가 불충분하여 처형을 막았다'고 증언하였다. 박길룡 등은 1953년 소비에트 연방의 이오시프 스탈린이 사망하고 스탈린 격하운동이 벌어지자 북한에서도 국내파 등이 중심이 돼 김일성이 동유럽을 방문한 사이 김일성 축출을 시도했는데 실패로 끝나고 급거 귀국한 김일성이 ‘그 리론가 어떻게 됐어’라며 그날 처형토록 지시했다’고 증언하였다고 한다. 소련파였던 박영빈은 박헌영으로부터 미국의 간첩입을 시인하는 증언을 들은적이 없다고 말하였다.
북한에서 검사로 일하다가 남파되어 장기수로 복역했던 김중종은 공판을 직접 참관했다고 증언하였다. 김중종에 의하면 문제가 된 것은 박헌영의 집 지하실에 있던 무전기로서 이는 한국전쟁 기간 동안 미국과 직접 접촉했던 증거라고 증언하였다.
미 군정기 당시부터 미국의 간첩이었다는 비판도 있다. 1945년 9월 미군이 38선 이남을 점령하자 박헌영은 서울의 전 반도호텔에서 미군 주둔 사령관 하지를 만나 조선공산당이 미군정책에 순응하고 미군정의 포고와 제반 법규를 준수하겠다는 밀약을 하였다. 이듬해 2월에는 같은 장소에서 하지와 언더우드를 함께 만났으며 이 때 간첩선이 언더우드에서 하지로 정식 인계되었다. 하지는 이 자리에서 박헌영에게 조선공산당 안에서 확고부동한 지위를 차지할 것, 중요한 공산당활동을 사전에 통보할 것, 공산당 안에서 분열사상을 조성할 것, 공산당을 합법적, 타협적 방법으로 친미 방향으로 인도할 것, 미군정 앞에서 폭동, 파업 등 투쟁을 하지 못하도록 할 것, 간첩 비밀을 엄수할 것 등 새로운 지령을 주었다. 또 이 자리에서 박헌영은 조선공산당의 전반적 조직 체계와 활동 정형, 당의 지도를 받는 대중단체의 조직체계와 간부명단, 민전정책에 대한 자료를 제공하였다. 그 이후 3월과 5월에도 하지에게 조선공산당 장성정형과 미소공동위원회에 대한 당의 태도와 협의대상 문제에 관한 자료를 제공하였다. 46년 3월 하지는 박헌영에게 이승엽과 조일명을 당의 중요 지위에 배치하고 간첩활동을 보장하도록 지령을 주었고 이에 따라 박헌영은 리승엽을 조선공산당 경기도당위원장에서 당중앙위원회 정치위원으로 등용하고 그에게 '우익 정당 프락치' 사업을 맡겼으며, 조일명을 당기관지 해방일보의 주필로 등용하였다. 이승엽과 조일명은 당 내부에서 수많은 비밀자료를 미군정에 넘겨주었다는 것이다.
1945년 9월에 수립된 조선인민공화국 내각에서 이승만, 김구, 김규식, 김성수 등 우익인사를 입각시키고 조선공산당과 민주주의민족전선으로 하여금 이를 지지하도록 한 것도 미국 간첩 의혹으로 지적되었다. 그가 참여한 조선인민공화국은 미국을 '해방자', '원조자'로 규정한 친미부르주아공화국이며 이에 많은 대중들이 소수특권계급을 위한 우경투항주의 주장을 묵살하였고 박헌영의 '조선인민공화국' 내각의 실패는 당연하다는 것이다.
북한과 주사파적 성향,친북성향의 학자들과 논객들은 박헌영을 '미국의 스파이'라 주장하고 있다. 그들의 주장에 의하면 6.25 남침의 책임을 일방적으로 박헌영의 남로당 무장봉기 실책이라고 주장하고 있다. 북한의 김일성은 잘못이 없으며, 박헌영의 배신과 함께 박헌영과 미국의 밀약설을 주장하고 있으며, 인민군 패전의 책임 모두를 박헌영의 책임이라고 하여, 미국의 스파이, 반당 종파분자 등으로 처형했고 주장한다. 그러나, 북한과 친북세력의 주장처럼 박헌영이 미국의 간첩이거나 미국 혹은 친미 인사와 사전모의·교신했다는 등의 객관적 증거는 없다.

#### 미국 간첩설에 대한 반론
북한에서는 박헌영이 미국의 간첩이라고 주장했으나 구체적인 물증은 없다. 북에 의하면 그가 '여자 시론'이라는 잡지의 편집원으로 취직했을 때 선교사 언더우드, 잡지 '여자 시론'의 주간인 차미리사와 교류한 것을 근거로 들었으나 언더우드나 차미리사와 가깝게 지냈다는 것이 미국 간첩이라는 물증이 되지는 않는다.
미 군정기 당시 하지나 언더우드와 밀약을 하고 공산당의 자료와 정보를 넘겼다는 북측의 견해 역시 근거가 희박하다. 박헌영이 미국의 지령을 받고 언더우드를 통해 하지를 소개받고 그의 지령을 받았다면 1947년 이후 남로당이 불법단체로 규정되지 않았을 것이고 그의 월북도 없었을 것이다. 그가 하지나 언더우드에게 조선공산당의 기밀을 넘겼다는 북측의 의견 역시 설득력이 떨어진다. 1947년 이후로 수시로 미군정은 남로당을 내사했고, 조선정판사 사건을 계기로 공개적으로 남조선로동당과 박헌영의 혜화동 가택을 수사했다. 박헌영과 공산당원들은 미군정과 미국 CIC방첩대를 피해 수시로 당의 주요 기밀문서를 옮기기까지 했다.
조선인민공화국 내각에서 이승만, 김구, 김규식, 김성수 등 우익인사를 입각시키고 조선공산당과 민주주의민족전선으로 하여금 이를 지지하게 한 것을 미국 간첩이라 볼 근거는 되지 않는다. 박헌영은 1945년 8월 20일 조선공산당 재건위원회 활동에서 '8월 테제'선언을 선언했었는데, 8월 테제의 주요내용대로 민족주의 우익과도 통일전선을 펴야한다고 주장한것대로 내각명단을 기초한 것이다.
당시 이승만은 여운형과 여운홍, 허헌 조차도 대표자로 취임해줄 것을 요청하였고, 허헌 등은 인공 내각의 주석에 취임해줄 것을 정식으로 요청하기도 했다. 조선인민공화국의 실패를 소수특권계급을 위한 우경투항주의 주장을 묵살하였고 박헌영의 '조선인민공화국' 내각의 실패는 당연하다는 북측의 주장 역시 설득력이 떨어지며 인공 내각의 실패는 1945년 10월 미군정 주둔 이후, 미군정과 하지 사령관은 미군정만이 한반도의 유일한 합법정부라는 포고를 하면서 인공 내각을 부정하였고, 인공 내각의 견제를 위해 상하이 임시정부에 우호적인 태도와 정부 호칭 사용을 허락하는 등의 견제정책을 취함으로 자연스럽게 몰락하였다.
소설가 이병주는 미국간첩설을 비판하였다. 그에 의하면 '김일성 일당은 박헌영 일당을 미국의 스파이라고 몰아 처단했다. 박헌영 일당이 미국의 스파이였다는 것이 사실이라면 남로당과 남로당의 지휘를 받은 빨치산은 스파이에 의해 놀아난 집단이 된다. 박헌영 일당이 아무리 허울 좋은 주장을 내건다 해도 미국의 스파이인 공산주의자를 민족이 용납할 까닭이 없다. 그런데 김일성이 박헌영 일당의 죄를 그렇게 조작했다면 이것 역시 용납할 수 없다. 그런 가공한 짓을 예사로 하는 김일성 일당은 분명 범죄집단이다.'라며 비판하였다.

### 신탁통치 찬성에 대한 반론
박헌영은 김구와 임정세력이 주도하여 1945년 12월 30일 결성한 「신탁통치반대 국민총동원 위원회(信託統治反對 國民總動員 委員會)」에 참여하여 중앙위원(상임위원)이 되었으므로 처음에 반탁의 입장이었다는 것은 별로 논란할 여지도 없다. 이후 찬탁으로 돌아선 것은 사실이고, 동아일보 등 언론이나 한민당이 그가 찬탁한다고 모함해서 할 수 없이 찬탁으로 돌아섰다고 보기는 어렵고, 소련의 강력한 지시가 있었을 것은 분명하다. 소련은 평양의 조만식이 끝까지 소련의 찬탁 요구를 거절하자 친일파 누명을 씌워 1946년 1월 5일에 연금해 버렸다. 신탁통치 찬반 논란에서 박헌영은 자신의 처음 소신을 꺾고 소련의 요구에 순응하는 길로 갔으며, 그는 항상 소련에 종속적인 태도를 취했던 것은 도처에서 드러난다.
1945년 12월 27일 모스크바 삼상회의 결과 신탁통치를 찬성했다는 주장은 동아일보의 오보와 미국인 기자 존스턴의 날조에 의한 것으로 확인되었다. 46년 1월의 인터뷰에서 박헌영은 현재 한국은 소비에트화할 단계가 아니라고 구체적으로 언급하고 있다. 또한 발언 도중 '소비에트 조선이 언제 될지 모르지만, 가령 된다 해도 소비에트 조선은 언제나 독립국이오.'라고 소련 편입에 부정적인 시각을 드러냈다. 박헌영은 또한 45년 12월 30일에 결성된 신탁통치반대 국민총동원위원회에 참여했고, 조선공산당 공식 성명을 통해 반탁의사를 표명했다. 그러나 존스턴 기자는 '박헌영은 조선의 소련의 신탁통치를 반대하지 않는다. 또 조선이 몇 십 년 후에는 소련이 편입된다는 의견을 피력했다.'는 내용의 허위기사를 작성, 발표했다.
그렇게 되어서 1월 15일 미국 샌프란시스코의 방송에서 '박헌영이 존스턴에게 1국 신탁제를 지지하며, 향후 10~20년 이내에는 소련에 합병되어야 한다.'고 말한 것으로 방송되었다. 미군정은 이를 '보도자료'로 내보내 파문이 커졌다. 박헌영은 신탁통치 찬성을 부인성명을 발표하였고, 조선일보는 방송의 보도와 박헌영의 부인 담화를 함께 실었다.
그러나 동아일보는 1946년 1월 16일자에서 '조선을 소련의 속국으로-상항 방송이 전하는 박헌영의 희망'이라는 기사와, '박헌영의 매국언동, 한민당에서 배격을 결의'라는 기사를 싣고, 1월 17일 '조공 박헌영씨 언동에 큰 파동, 전국적으로 배격운동, 각 정당과 50개 단체 분연 궐기'라고 보도하였다. 1월 18일 동아일보는 이것을 가지고 다시 사설을 썼다. 존스턴 미국 기자와 동아일보의 오보에 이어 우익 언론에서 계속 박헌영의 신탁통치 찬성 기사를 내보내자 박헌영은 공식적으로 부인 성명서를 발표했다.
박헌영이 신탁통치에 찬성했다는 것의 거짓인 것은 그가 부인성명을 내자 1월 5일 합동기자회견에 참석했던 외신 기자들이 박헌영의 주장이 옳다는 공동성명서를 냈다.는 점이다. 그러나 존스턴은 다시 자기 주장이 옳다고 말하였고, 동아일보에서는 '뉴욕타임즈에 오보는 없다. 존스턴씨와 박헌영씨의 회담진상 경위'라는 제하로 기사를 보도하였다. 그러나 존스턴은 자신의 주장이 옳다는 것을 입증하는 반론을 제시하지 않고 출국하였고 박헌영은 찬탁론자로 몰리게 되었다. 박헌영이 찬탁으로 돌아선 것은 1946년 2월로 소련의 신탁통치 찬성 의사와 미소에 의한 신탁통치가 불가피하다는 것을 인식하게 된 이후였다.

### 여운형 암살 배후 의혹
2007년에 이정식교수는 '당의 주도권을 놓고 여운형과 다투던 남로당의 박헌영계열이 암살했다.'는 주장을 제기했다.
여운형이 암살당한 뒤 2개월 뒤, 존 하지 사령관은 서울을 방문한 미국 육군차관 드레이퍼에게 보호하기를 6월 말까지 북한 공산당은 여운형을 '미군정과 연탁한 배반자'라고 맹공격하였는데, 그가 죽은 후에는 그를 추도하겠다는 등 야단을 부렸다고 한다. 1945년 5월 여운형이 근로인민당을 만들어 좌우 합작에 반대하는 남로당과 갈라서자, 한 남로당 간부는 소련에 보낸 보고서에서 "여운형은 반동과 싸우는 것이 아니라 남로당과 투쟁하고 있다"고 비난할 정도로 그를 눈엣가시로 여겼다.
미 군정은 남로당과 결별한 여운형을 공산 세력에 역공을 가하는 카드로 활용하려 했다. 암살 당일 여운형은 미 군정이 제의한 민정장관 자리를 받아들일 예정이었다. 공산 진영이 '장식용 황금 도끼'라고 조롱했던 여운형이 그들의 심장을 겨누는 비수로 변할 우려도 함께 갖고 있었다.
여운형의 동생 여운홍도 박헌영을 여운형 암살의 유력 용의자 중의 한사람으로 지목하기도 했다. 또한 여운형의 딸 여연구 역시 박헌영의 부하들의 개입 의혹을 제기한 바 있다. 여운홍은 해방 정국에서 좌파에 의한 테러도 있었다고 증언했다. 여운홍은 후일 여운형의 암살과 관련, 좌파에 의한 테러를 지적하기도 했고, 여운형의 둘째딸 여연구는 부친을 암살한 것이 종파분자들이라고 증언하였다. 여기서 종파분자는 박헌영 계열을 가리킨다. 이정식 교수는 이를 근거로 남로당 계열 등 박헌영계열이 암살했을 것이라는 추정을 하고 있다.
그러나, 박헌영은 정치테러를 할만한 실력 행사 능력을 가지지 못했고, 1946년 5월 정판사 위조지폐 사건 이후 체포령이 내려저 9월 총파업 시기 비밀리 월북해 북한 단독정부를 수립하는 데에 박차를 가하고 있었기 때문에 남한 상황을 신경 쓸 겨를이 없었다. 한 연구자에 따르면 “여운형 암살 당시 여연구는 모스크바 유학 중이라 국내 사정을 잘 알지 못했다”며 “당시 수사당국은 좌파 한지근이 범인이라고 밝혔으나 이를 믿는 사람은 아무도 없었다”고 말했다. 따라서, 박헌영의 소행이었다고 보기에는 무리가 있다.
반면에 김일성에 의해 암살당했다는 주장도 있다. 남로당 지하총책 박갑동의 증언에 의하면 여운형과 김일성은 공산당의 주도권 확보를 위해 공동의 적인 박헌영을 타도할 목적으로 손을 잡았는데, 기대와는 달리 여운형의 역량이 박헌영의 절반에도 미치지 못하자 이에 실망한 김일성이 여운형에게 자금지원을 중단했다 한다. 이에 여운형이 김일성을 비난하자 모의내용이 탄로날 것을 우려한 김일성이 여운형을 제거했다는 것이다. 박갑동에 의하면 김일성은 월남한 반공청년으로 위장한 한지근을 남파시켜 자연스럽게 우익청년조직인 백의사에 접근토록 하여 여운형을 암살하였다는 것이다. 체포된 한지근은 개성형무소에서 복역하던 중 한국전쟁때 남하한 인민군에 의해 사살되었다고 한다. 박갑동은 '이러한 근거들은 미국자료에 의하면 여운형의 진짜 암살자는 김일성이라는 것을 암시하는 부분이 나와있다'고 기술했다. 그러나 그는 자신이 말한 "미국 자료"를 밝히지 않았으며, 어떤 연구자도 이자료를 찾아내지 못했다. 국사편찬위원회로 활동하고 있는 정병준 교수는 "어떤 자료에도 미군정이 여운형 암살에 조직적으로 개입했었다는 정후는 보이지 않는다."라고 썼다. 동아일보 사장인 김학준은 '여운형과 김일성의 관계에 미뤄, 김일성이 여운형을 암살했다는 박갑동의 주장은 받아들이기 어렵다."고 썼다.

## 신념
- 인민의 고무래 : 평등하고 자유로워서 행복한 불을 지펴야 되는 인민의 아궁이를 꽉 막고 있는 세력의 잿더미를 긁어내는 고무래가 되겠다.[242]

## 상훈
- 조선민주주의인민공화국 국기훈장 제1급(1950년 5월 27일)

## 가족 관계
박헌영의 자녀 중 성년까지 생존한 자녀는 딸 박 비비안나와 아들 박병삼(법명은 원경)이 있다. 그 밖에 그의 가까운 친척은 대부분 무후이고, 5촌 조카 박병일(한국 전쟁 중 사망)이 양자를 들여 후사를 잇고 있다. 충청남도 예산에 그의 5대조의 묘가 소재해 있다.
- 할아버지 : 박홍원(朴弘遠, 1839년 1월 18일 ~ ?, 기일은 3월 6일, 신라 박제상의 54대손)[244]
- 할머니 : 전주이씨(全州李氏, 1838년 7월 7일 ~ 1893년 4월 25일, 이일석(李逸錫)의 딸)
  - 백부 : 박현정(朴鉉定, 1858년 9월 27일 ~ 1933년 11월 18일)
    - 사촌형 : 박건영(朴健永, 1890년 12월 9일 ~ 1955년 3월 25일)
      - 조카 : 박병일(朴秉一, ? ~ 1950년?)

  - 숙부 : 박현세(朴鉉世, 1872년 1월 18일 ~ 1919년 10월 9일)
    - 사촌동생 : 박자영(朴滋永, 1916년 7월 24일 ~ 1950년 8월 25일)
    - 사촌누이 : 4명

  - 고모 : 박씨(朴氏)
  - 고모부 : 신석종(申錫鍾)
- 아버지 : 박현주(朴鉉柱, 1867년 7월 7일 ~ 1934년)
- 어머니 : 탐진최씨(耽津崔氏, 1872년 - 1912년 3월 21일[245][246]), 아버지 박현주의 본처, 최철원(崔喆源)의 딸
  - 이복형 : 박지영(朴芝永, 1891년? 8월 3일 ~ 1946년?)
  - 이복형수 : 장기례(張基禮, 1891년 3월 19일 ~ ?)
    - 조카 : 박병석(朴秉奭, 1922년 ~ ?)
    - 조카며느리 : 이경용

  - 이복누이 : 박신기(朴新基, 1905년 12월 8일 ~ ?)
- 서모 : 이름 미상
  - 이복누이 : 박간난(朴干難, 1912년 2월 10일 ~ 1913년 5월 29일[247])
- 어머니 : 이학규(李學圭, 소실, 1867년 12월 10일 ~ 1943년, 34세 되던 1899년에 박현주의 소실이 되었다.)
  - 주세죽(朱世竹, 1901년 6월 2일 ~ 1953년), 김단야와 재혼
    - 딸 : 박 비비안나(본명 박영, 1928년 ~ 2013년), 발레리나·대학교수
    - 사위 : 빅토르 마르코프(? - 2003년)

  - 정순년(鄭順年, 1922년 ~ 2004년 12월 15일)
    - 아들 : 박병삼 (법명:원경, 1941년 ~ 2021년, 승려)

  - 윤레나(1920년경 ~ ?, 생사불명)
    - 딸 : 박 나타샤(朴Наташа, 생사불명)
    - 아들 : 박 세르게이(朴Серге́й, 1952년 - 생사불명)

  - 누이 : 미상, 아버지가 다른 누이(, 생몰년 미상)
- 진외증조부 : 이일석(李逸錫)

## 평가
박헌영·남로당 노선에 대한 총체적인 평가에서 두 개의 경향성이 존재한다. 그 하나는 좌경적·모험주의적 지도에 대한 비판 견해이며 다른 하나는 이들의 주체적인 측면보다는 당시 남한 사회가 처하고 있었던 객관적 상황 특히 미·소의 규정성을 중시하는 견해이다. 그러나 실제로 밝혀야 할것은 구체적 사실에 근거한 객관적 상황의 규정성과 주체적 대응의 상호관계 속에서 양자의 비중 정도를 명확히 하는 것일 것이다. 박헌영·남로당노선에 대한 평가의 두 경향성을 대표적으로 보여주는 논문으로는 이미숙, '박헌영·남로당에 대한 비판을 비판한다'("역사비평"제5호, 역사문제연구소,1989 여름)와 정병준,'박헌영·남로당노선 무엇이 문제인가'가 있다.
1945년 10월 10일부터 11월 9일까지 선구회(先毆會)라는 단체에서 가장 뛰어난 지도자를 지목하는 설문조사 결과에 16%가 박헌영을 지목하였다. 그 뒤 11월 선구회에서 다시 대통령에 적합한 인물을 설문조사했을 때는 1957명 중에 한표도 받지 못하였다. 한편 최고의 혁명가를 꼽는 설문에서는 978명 중 168표를 얻어 3위였다. 1946년 7월 조선 여론협회가 서울에서 누가 초대대통령에 적합한가를 조사한 설문결과에는 84표를 얻었다. 1948년 6월 23일 조선여론협회에서 다시 조사한 결과(누가 초대대통령이 되기를 바라는가?)에서는 62표를 얻었다. 1946년 당시 미군정은 사회주의 계열을 탄압하지 않을 경우 박헌영이 한국의 초대 대통령이 될 우려가 있다는 보고를 하기도 했다.
서울의 소련 부영사였던 아나톨리 샵신이 믿는 한국인 친구에게 자신이 조선공산당을 통제하고 있으며 박헌영은 자신의 심복부하(henchman)라는 사실을 밝혔다고 한다. 그가 소련의 지시를 받고 반탁에서 찬탁으로 돌아섰다든가, 수시로 스티코프에게 행동 지침을 내려줄 것을 요청한다든가, 스탈린의 북한지도자 결정을 얻기 위해 노력했다든가 하는 행보를 보면 철저히 소련의 의사에 종속된 사람으로, 공산주의자는 소련을 조국으로 생각하는 사람이라는 이승만의 비판이 타당한 면이 있다.
박헌영의 최후가 사실상 김일성이 북조선에 독재정권을 건립했다는 상징적인 의미가 되었다는 시각도 있다. 박헌영은 1955년 12월 5일 반당(反黨)·종파분자·간첩방조·정부전복 음모 등의 죄목으로 김일성에게 죽임을 당했다. 이는 북한에서 마르크스-레닌주의에 입각한 정통 공산주의가 막을 내리고, 광신적 개인숭배에 입각한 사이비 공산주의가 승리함으로써 봉건세습 전체주의가 권력의 역사를 이어가게 된 계기가 됐다.는 시각도 있다.
최장집에 의하면 그와 다른 독립운동가들의 갈등은 혁명 세력의 통합성을 저해했다고 평하기도 했다.
반면에 민족해방투쟁세력의 고립·분산적 활동은 해방 후 특히 남한에서 혁명지도부의 통합성을 약화시키는 요인이 되었다. 예컨대 남한에서 좌익세력과 중경 임시정부세력 사이의 대립,1946년 신전술 전후의 여운형세력과 박헌영세력의 분열 등은 이를 보여준다. 한편 지주, 일부 한인 자본가 등의 지배계급과 친일경찰을 비롯한 친일파·민족반역자들은 해방 후에 민중들의 혁명적 진출에 직면하여 반혁명세력이 되었고, 이들은 미군정이라는 외세의 지원과 일제가 남겨 놓은 강력한 관료체제를 이용하여 민중들의 도전을 물리적으로 진압하게 된다.
최장집은 박헌영과 김일성이 국제정세를 이해하는 시각이 편협하였다며 이 점을 공통점으로 지적했다. 국제정치와 전후 국가체계의 성격을 이해하는 시야의 협애함이라는 면에서 김일성과 박헌영은 약점을 공유하고 있었다 한다. 이들이 세계정치의 주변지역에서 투쟁하던 민족해방운동에서 벗어나자마자, 국제정치적 변화에 대응하는 학습기간이 주어지지도 않는 상태에서 세계에서 가장 강력한 미국과 세계정치의 중심에서 직접 대면하지 않을 수 없었던 것은 그들 스스로에게나 한민족 전체에게 비극이 아닐 수 없었다는 것이다.

### 긍정적 평가
박헌영은 솔직하고, 자신의 생각을 지킨 사람이라는 평가가 있다. 또한 직선적이었으며, 꾸밈이 없고, 대학교 교수와 같은 풍모를 지녔다는 평가가 있다. 주로 선생님, 지식인의 스타일이었으며 이성적이고 논리적이며 담담했다 한다. 박헌영의 비서이자 조선공산당, 남조선로동당의 간부를 역임한 박갑동에 의하면 '박헌영과 직접 이야기를 나눠보면 그의 말은 대학교 교수의 강의와 같이 담담하며 직선적이었다. 그러나 그의 쏘는 듯한 안광과 단단한 입술에서 튀어나오는 한마디 한마디는 확고하고 꾸밈이 없는 듯했다.'고 평하였다. 그는 약속을 지켰으며 지킬 수 없는 말을 늘어놓는 것은 좋지 않다고 생각하였다. 또한 그의 말에는 실천이 따르는 것만 같았다는 평가도 있다.
미국을 맹목적으로 배척하자는 의견에 맞서 미국과의 외교론을 펼친 점도 긍정적으로 평가된다. 또한 박헌영이 합리적이고 냉철한 시각을 가졌기에 해방정국에서 유혈사태를 최대한 막거나 방지할 수 있었다는 시각도 있다. '박헌영이 아니고 다른 공산주의자가 그의 위치에 있었더라면 이남에서의 반미 투쟁은 더욱 극렬했을 것이다.'라는 시각과 '만약 박헌영이 소련의 지시대로 모두 움직였다면 남쪽에서는 날마다 유혈사태가 끊이지 않았으리라 믿어진다.'는 평가도 있다.

#### 원칙주의자
박헌영에 대해 처음부터 쉽게 접근하기 어려운 인간이라는 견해가 있다. 그러나 한번 자신의 사람이라고 판단된다면 그는 자신의 간담까지 드러낼만큼 솔직했다고 한다.
박헌영은 고집스럽고 편협하다는 비판을 받기도 하지만, 그러한 성정덕분에 맑스주의 역사학자 에릭 홉스봄처럼 신념을 굽히지 않는 원칙주의자로 살았다. 그 예로 조선총독부와 일제의 무자비한 탄압에도 변절하지 않고 지조를 지킨 것을 높이 평가하기도 한다. 그러나 그가 실제로 재판중 공황상태에 의한 광인이 되었다는 의견도 있다. 비운의 혁명가라는 평가가 있으며 이론가라는 평가도 있다.
오슬로 대학교 교수 박노자는 박헌영이 스탈린주의적 도그마에 빠져 있긴 해도 근본적으로 온화한 성격에 열성적 노동계급 혁명가였다는 평가를 내렸다. 한국의 대학교 교수 최규진은 그가 빼어난 이론가이며 이론이 굳센 사람이라고 평가하였다.

#### 남북의 외면과 평가절하
조선민주주의인민공화국에서는 김일성의 경쟁자로서 제대로 된 평가를 내리지 않고 있고, 대한민국에서는 월북인사이며 사회주의자라는 이유로 제대로 된 평가를 받지 못하고 있다. 실제로, 남한과 북한 그 어느곳에서도 박헌영에 대해 기념하는 어떤 묘소도 기념비도 없다. 그는 일제강점기 중 독립 운동과 민족 해방을 위해 몸을 바쳤으나 남·북한 모두에서 버림 받은 것이다.

### 부정적 평가
비타협적이며 편협하다, 포용력이 부족하다는 비판이 주로 존재한다. 조선공산당에서 출당되었던 조봉암은 그가 편협하고, 종파적이라고 비판했다. 그러나 조봉암의 비판에는 1920년대 후반부터 사이가 좋지 않았다는 점을 감안해야 한다는 주장이 있다.
김구와 비교해서 김구가 자주독립적인 반면 그는 외세의존적이라는 비판도 있다. 김구는 보다 적극적이었다. 반탁운동의 의미는 자주독립에 관한 논쟁에서 우파가 좌파에 승리를 거뒀다는 데 있다. 반면 박헌영은 소련의 지령을 따른 북한노선을 추종해 찬탁에 나섰다가 남한 대중의 지지를 상실했다. 자주독립보다 사회주의 노선을 따른 결과였다
또한 고집스럽고 괴팍스러운 인간이라는 평가도 있다. 일에 있어서 철저히 자기 사람으로 생각되는 사람들만 썼기 때문에 편협적인 점, 선동력과 포용력등 대중적인 정치가로서는 부적격하다는 부정적인 평가도 있다. 그밖에 쇼맨십이 부족하다는 비판도 있다.
남한에서는 남한을 적화하려던 인물이라는 평가가 있다. 또한 한국 전쟁의 원흉 중의 한사람이라는 비판도 있다. 일부에서는 인민군이 남진하면 20만 명의 남로당원이 호응할 것이라는 그의 주장을 근거삼기도 한다 그의 이념에 대해서도 편협하고 종파적인 교조주의적이라는 비판도 있다. 어떻게든 남한 체제에 적응하지 않고 월북하여 몰락을 자처했다는 비판도 있다. 반면, 북조선에서는 김일성과의 정치적 대립구도에서 밀려나 숙청되어, '미국의 스파이', '반당종파분자'라는 죄가 아직도 풀리지 않고 있으며, 부정적인 평가가 주를 이루고 있다.
북한과 함께 라는 환상에 빠져 있었다는 비판도 있다. 남로당의 박헌영은 말할 것도 없고 소위 좌우합작노선의 여운형·김규식도 ‘북한과 함께’였으며 김구 또한 결국은 북한을 찾아가는 무리수를 범했다는 것이다.

#### 군사력 외면에 대한 시각
박정희는 그가 무력의 필요성을 인식하지 못했다고 지적했다. 박정희에 의하면 박헌영은 빨치산 출신인 김일성과는 달리 군대의 중요성에 대한 인식이 부족했던 것 같습니다. 육사 3기생부터 군내당을 건설하기로 한 것 같은데 지휘체계의 혼선이 컸습니다. 여수 14연대 반란사건도 중앙당의 이재복이 지시해서 발생한 것이 아니고 도당이 관리하던 하사관들이 멋대로 주동하여 일으킨 것입니다 라고 하였다.

## 인물평
박갑동은 그를 '단단한 표범과 같은 인상을 지닌 사람'이라고 평하였다. 박갑동은 '그와 처음 악수를 하며 느낀 인상은 '표범과 같이 단단하고 민첩한 사람'이라는 그런 것이었다. 싸늘하게 웃는 풍이 쉽게 범접하기 어려운 대상 같았다. 솔직히 말해 나는 그와 직접 가까이 접촉할 때까지 박헌영이라는 사람은 공산주의 투쟁 밖에는 모르는 편협하고 무서운 사람인 줄만 알았다.'는 것이다. 박헌영은 풍골이 뛰어나게 잘생긴 영웅형은 아니며, 또 순간적으로 대중을 감동시키는 웅변가도 아니며 초면인 사람을 한번 만나 자기 편으로 만드는 그런 매력적인 힘을 갖고 있지도 않았다. 또한 그는 과장된 행동과 과잉 반응을 거부했고, 이는 정치인으로서는 다소 치명적이었다. 그러나 박헌영은 자신의 사람이라 생각되는 사람에게는 세심하게 배려하며 생일과 가족들의 행사까지 사소한 것도 기억하고 챙겨주기도 했다.
또한 '종종 그의 곁에서 이야기하는 것을 들어보니 폭넓고 상식이 풍부하며 일반에 알려진 것같이 그렇게 괴팍스런 인간이 아닌 것을 알게 되었다. 어떤 때에 그는 해방 전에 지하로 도피생활을 할 때 자신이 손수 끓여 먹던 찌개 이야기를 구수하게 늘어놓아 주위 사람들이 입맛을 다시게 한 일이 있다.'고 한다. 을유문화사 창업주 정진숙에 의하면 이상백을 통해 만난 박헌영은 '시골 샌님' 같았다고 회상하였다.
그러나 박헌영도 자신이 한번에 쉽게 사람을 끌어들이거나 매혹적이지 못한 것을 스스로 인식하고 있었다. 박갑동에 의하면 '박헌영의 풍모에서 풍기는 단단하고 차가운 인상이 다소 대중 정치가로서는 결정적인 마이너스가 된 것을 자신도 알고 있는 듯 했다.'고 진술하였다.

## 유흥과 놀이의 문외한
박헌영은 유흥과 놀이에 대해서는 문외한이었고, 이런 점은 정치적으로나 인간적으로 취약점으로 작용하였다. 김일성은 소련 대사관을 자주 찾아가 함께 술도 마시고, 당구도 즐긴 반면 박헌영은 아무것도 하지 않았다. 게다가 박헌영은 남한에 오래 머물러 있었다. 이 점도 소련이 그 대신 김일성을 선택하는 요인이 됐다.
스티코프 당시 연해주 군관구 정치위원이 보낸 보고서에는 김일성은 "골수부터 뼛속까지 소비에트 사람이며, 자식들이 우리나라(소련)에서 태어난 빨치산"이라고 적혀 있다. 스티코프에 의하면 당시 박헌영과 같은 남로당 지도자들은 남한에 머물러 있었기 때문에 소련군 관계자들의 신뢰를 받지 못했던 반면, 김일성은 당시 자신의 관저 바로 길 건너편에 있는 소련 대사관에 자주 놀러와 술을 함께 마시고 당구를 즐겼다는 것이다. 박헌영이 노래, 당구, 유흥 등을 전혀 즐기지 못한 점 역시 취약점이 되었다. 김일성은 소련군을 찾아가 함께 술도 마시고, 노래도 부르고, 당구도 쳤다. 그러나 김일성의 교육 정도가 낮은 것이 문제가 돼 소련 군정은 재소 한인들을 불러 김일성에게 당과 정부 운용 방침을 교육시켰다.

## 김규식과의 비교
경남대학교 역사학과 교수 심지연은 김규식과 박헌영의 퇴장을 비교하였다. 김규식과 박헌영은 이론가, 합리주의자, 냉철하다, 샌님과 같다는 공통된 이미지를 지녔다. 그러나 김규식과 박헌영은 1945년 이후 서로를 적대시했다. 심지연 교수에 의하면 한 인물에 대한 평가기준으로 시대정신이 대두되고, 많은 사람들이 아쉬워하는 ‘아름다운 퇴장’과 개인의 파멸은 물론 사회적 지탄의 대상이 되는 ‘볼썽사나운 퇴장’으로 나뉘는 것이다.
그에 의하면 역사적으로 볼 때 김규식(金奎植)은 전자요, 박헌영(朴憲永)은 후자다. 김규식은 해방정국에서 정치세력의 통합을 모색하기 위해 좌우(左右)합작을 시도했고 민족의 통일을 이루기 위해 남북협상을 추진했다. 국내외의 역학(力學)관계상 합작이나 통일을 실현하는 것이 지난한 것임을 알고 있었음에도 불구하고 이를 추구하는 것이 시대정신에 부합되었기 때문이다. 그러나 정국이 자신의 의도와 다른 방향으로 전개되자 김규식은 주변의 강력한 만류에도 불구하고 정계를 떠났다.
이와 정반대의 길을 걸은 인물이 박헌영이다. 시대가 바뀌었음에도 불구하고 ‘공산당 재건’을 기치로 내걸고 일제 시대의 비밀주의를 답습하는가 하면, 젊고 유능한 새 인물을 기용하는 대신 소수의 파벌 위주로 당을 운영했다. 좌우합작을 파탄시켰고, 좌익진영의 통합을 위해 물러나야 했을 때 오히려 전면에 나섰다. 당내에서 비판이 일자 ‘정당방위의 역공세’라는 논리를 펴며 총파업과 항쟁을 주도했다. 이처럼 독선적이고 모험주의적인 전략·전술로 일관하는 바람에 박헌영 자신은 말할 것도 없고 그의 노선을 따랐던 수많은 조직과 조직원들이 파멸하는 사태를 빚고 말았다.
심지연은 김규식은 시대 정신에 부합하려 노력한 반면 박헌영은 독선적이고 모험주의적인 전략, 전술로 일관하였음을 양자의 차이점으로 지적했다.

## 기타
1919년 상하이에 도착하기 이전까지는 교회에 출석하였으나, 고려공산당에 입당하고 공산주의자가 되면서는 반기독교적인 입장에 섰다. 이후 그는 기독교 선교사들이 교육, 의료시설, 구호 사업 등을 빌미로 조선인에게 기독교를 선교하는 것을 보고 기독교는 제국주의의 침략의 도구, 제국주의의 아편으로 규정하였다.
그가 폭력혁명을 신봉하지는 않았으나 과격적이고 폭력적인 인물로 규정되었다는 견해도 있다. 1945년 9월에는 한민당 창당대회에 참여하여 창당축하 인사와 함께 축사를 낭독하기도 하였고, 소련의 지시를 받기 이전에는 좌우합작운동에 대해서도 반대하지도 않았다. 조선인민공화국 내각 조직 시에는 김성수, 김구 등 우익인사들의 입각에 찬성하였으며, 이승만이 독립촉성중앙회를 결성했을 때 참여하기도 했다.
친일파 청산 문제를 놓고 친일파 청산을 꺼리는 이승만과 김구의 묻지마식 단결에 반발하여 독립촉성회를 탈퇴한 것이 박헌영의 일방적인 책임으로 보기는 어렵다. 그런반면 남노당의 구성원들의 대부분은 우익 단체들과 맞찬가지로 친일 경력의 지식인들로 채워졌다고 하는데 이는 친일파를 엄청 싫어하는 박헌영의 성향으로봤을 때 모함으로 보여진다. 1947년 1월부터는 대한적십자사의 전신인 조선적십자사의 이사로도 활동하였다. 그러나 그가 이사로 선출되자 조선적십자사 총재 김규식은 반발했고, 수시로 그와 마찰하였다. 김규식은 그를 혐오하였다고 한다.
이승만의 돈암장을 찾았을 때 이승만의 비서였던 윤치영은 직접 간을 봐서 식사를 차려왔다. 김원봉은 윤치영이 해온 식사를 단숨에 해치웠지만 박헌영은 음식에 독이 들었을 것이라면서 끝까지 음식을 입에 대지 않았다.

### 조선공산당 재건 노력과 좌절
일제에 의한 다섯 번에 걸친 조선공산당 탄압 이후 당이 해체되면서, 그는 조선공산당 재건 운동을 추진했다. 1945년 8월 광복 직후 조선공산당을 재건하였다. 그러나 소련과 중화인민공화국의 지원에 힘입은 김일성이 조선공산당 북조선분국을 세웠다. 1945년 10월 조선공산당 북조선분국 설치를 놓고 김일성이 분국 설치 허용을 요청하였으나 박헌영은 당의 본부는 수도에 둔다는 점과 일국일당주의 원칙을 들어 반대하였으나 소련, 중국 측의 압력으로 허용하였다.
그 뒤 김일성은 북조선분국을 당수인 박헌영의 상의 없이 북조선로동당으로 승격시켰다. 그 뒤 1946년 김일성은 박헌영에게 당대 당의 통합으로 합당을 요구하자 그는 어쩔수 없이 승복하여 조선로동당을 창건하면서 그가 조직한 공산당은 와해되었다.

### 언론인 경력
1919년 잡지 여자 시론에서 기자로 단기간 근무하였고, 1924년~25년 동아일보와 조선일보의 사회부 기자로 활약했다. 코민테른의 지시로 조선공산당 재건 준비사업을 위해 상하이로 파견된 1932년 1월부터 1933년 7월까지는 김단야와 함께 코민테른 동양비서부 조선위원회 기관지 '콤무니스트'지를 발행했다.
언론인으로서의 경력을 갖고 있었던 박헌영은 조선공산당의 기관지인 해방일보의 발간과 감수 등에 직접 관여하였다.

## 일화
왜소한 체구에 근육이 적은 체형이었으며 술과 담배는 일절 입에 대지 않았다고 한다. 신장은 161cm로 작은 체격이었으나, 고집이 강하고 굳건한 마음을 가졌다고 한다.
취미로는 요리하는걸 좋아했었고 솜씨도 뛰어났다고 알려져 있으며, 독서를 좋아하였다. 기억력이 비상했다고도 한다.
이론가이자 치밀한 성격이었다고 한다. 체육 보다는 독서와 명상을 즐겨했는데 이때문에 김일성은 그를 리론가라고 농을 하였다고 한다. 그러나 정적으로 돌변한 뒤에 리론가라는 칭호는 (사변적인 지식인이라는)경멸적인 의미로 많이 활용되었다. 또한 미국 유학을 꿈꾸고 영어 공부를 하였으나 학비를 마련할 수가 없어서 미국유학의 꿈은 이루지 못했다. 그러나 영어는 유창하게 구사할 수 있었고, 기초적인 수준의 일본어와 러시아 어를 구사하여 별도의 통역 없이도 직접 외신 기자들과 대화할 수 있었다고 한다. 1920년대 이후의 국내외 공산주의 서신이나 이론을 직접 작성한 것이 아니라는 비판이 제기되기도 하였으나, 그는 이론적 지식이 해박한 편이었고 1945년의 8월 테제 등은 박헌영이 직접 작성했던 것이었다.
해방 직후의 한 여론 조사에서 박헌영은 여론 조사에서 대통령감 1위로 뽑혔다. 여운형이 2위고 3위는 이관술이다. 이승만과 김구는 그 한참 아래에 있었다. 그러나 당시의 대다수 여론조사에서는 이승만이 압도적 1위였고, 박헌영은 김구, 여운형보다도 상당히 아래였으며, 이름도 못 올리는 경우도 있었다.
김일성은 박헌영이 자신의 죄를 시인하지 않자 발가벗긴후 셰퍼드 우리에 던져넣어 개에게 물어뜯기게 하였다고 한다.
이에 박헌영은 모든 것을 포기하고 자신의 죄를 시인하고 재판에서도 자신의 죄를 부인하지 않았다고 한다.

## 같이 보기
| - 3·1 만세 운동 - 고려공산당 - 고려공산청년회 - 조선 공산주의 운동 - 건국준비위원회 - 눈물젖은 두만강 - 조선공산당 - 남조선로동당 - 김단야 - 주세죽 - 임원근 - 김약수 - 조봉암 - 여운형 - 김만겸 - 이동휘 - 이현상 - 김립 | - 경성고등보통학교 - 경성 콤그룹 - 민주주의민족전선 - 조선인민공화국 - ML당 - 김일성 - 박창옥 - 김구 - 김규식 - 김원봉 - 맑스주의 - 대구사태 - 제주 4·3 사태 - 이강국 - 이순금 - 조일명 - 최창익 - 한인사회당 - 카를 마르크스 | - 한국 전쟁 - 8월 종파 사건 - 여수 순천 사건 - 조선적십자사 - 반기독교주의 - 김일성 - 김만겸 - 블라디미르 레닌 - 맑스주의 - 여운홍 - 허헌 - 허정 - 리승엽 - 임화 - 허가이 - 이승만 - 이범석 - 장택상 - 장건상 | - 무신론 - 유물론 - 변증법 - 이오시프 스탈린 - 아나톨리 샵신 - 니키타 흐루쇼프 - 테렌티 스티코프 - 마오쩌둥 - 박정희 - 백남운 - 김달삼 - 이회창 - 이동휘 - 김두한 |

## 박헌영을 다룬 작품
- 홍성민 - 1981년 (제1공화국) MBC 드라마
- 임혁 - 1985년 (새벽) KBS 드라마
- 임혁 - 1987년 (환멸을 찾아서) KBS 드라마
- 김인태 - 1990년 (여명의 그날) KBS 드라마
- 임병기 - 2003년 (야인시대) SBS 드라마
- 김효원 - 2006년 (서울 1945) KBS 드라마

## 참고 자료
- F. 샤브시나 꿀리꼬바(1906~1998), 《(역사인물 회고) 소련의 여류 역사학자가 만난 박헌영》 서울 : 역사비평사, 1994
- 박헌영 선생 결혼 기념(앨범) (National Archives and Records Administration, 1950) : 6.25 당시 미군 노획 문서
- 박헌영에 대한 평정서 해외사료총서 6권 (국사편찬위원회, 2003년 12월 30일) : 러시아연방국방성중앙문서보관소 소련군정문서, 남조선 정세 보고서 1946～1947 > Ⅱ.러시아연방국방성 중앙문서보관소 문서군 172, 목록 614631, 문서철 17 > 2. 박헌영에 대한 평정서
- 안재성, 《박헌영 평전》 (실천문학사, 2009)
- 이정박헌영전집편집위원회, 《이정 박헌영 전집》, 전9권(이정박헌영전집편집위원회, 역사비평사, 2004.04.15)
- 내일을 여는 역사 17호(편집부 지음, 서해문집 펴냄, 2007년) 296~300쪽
- 박태균, 《한국전쟁》 (책과함께, 2005년) 44쪽.
- 임경석, 《잊을 수 없는 혁명가들에 대한 기록》 (역사비평, 2008)
- 강준만, 한국현대사산책:1940년대편 1권 (인물과사상사, 2006)
- 강준만, 한국현대사산책:1940년대편 2권(인물과사상사, 2006)
- 강준만, 한국현대사산책:1950년대편 1권 (인물과사상사, 2006)
- 혁명가들의 항일 회상 (김학준, 민음사, 2005)
- 이정 박헌영 일대기(임경석, 역사비평사, 2004.04.15)
- 한국 사회주의의 기원 (임경석, 역사비평사, 2003)
- 박헌영(고준석 지음, 유영구 옮김, 도서출판 글, 1992)
- 박헌영(박갑동 지음, 인간사, 1983.03.01)
- 전명혁, 《1920년대 한국 사회주의운동연구》 (선인, 2006)
- 박헌영 평전- 역사인물찾기(안재성 지음, 실천문학사, 2009)
- 내일을 여는 역사 17호 (편집부 지음, 서해문집, 2007)
- 손석춘, 『아름다운 집』, 들녘(2001. 6. 15)
- 이미숙, 『심층대담 박헌영의 딸과 아들』, 사회평론(1992)
- 함께보는 근현대사(이영선·역사학연구소, 서해문집, 2004. 3. 30.)
- 역사비평(1990년 봄) (역사문제연구소 지음, 역사비평사, 2006-10-12)
- 김학준, 《북한 50년사:떠안아야 할 반쪽의 우리 역사》 (동아출판사, 1995)
- 김희곤, 《조선공산당 초대 책임비서 김재봉》 (경인문화사, 2006)
- 서동만, 《북조선 사회주의 체제 성립사 1945~1961》 (도서출판 선인, 2005)
- 정용욱, 《해방 전후 미국의 대한정책》 (서울대학교출판부, 2004)
- 김인덕, 《한국현대사와 사회주의》 (역사비평사, 2000)
- 해방전후사의 인식 4 (최장집 외, 한길사, 1997)
- 브루스 커밍스, 《일월총서 71 한국전쟁의 기원》 (브루스 커밍스, 김자동옮김, 최옥자펴냄, 일월서각, 2001년판)
- 이철승·박갑동, 《건국50년 대한민국 이렇게 세웠다》 (계명사, 1998)
- 정용욱, 《존 하지와 미군 점령통치 3년》 (중심, 2003)
- 노병천, 《이것이 한국전쟁 이다》 (21세기군사연구소, 2000)
- 역사비평사, 바로 잡아야 할 우리 역사 37장면 1 (역사비평사, 1999)
- 김학준, 《해방공간의 주역들》(동아일보사, 1996)
- 박명림,《한국전쟁의 발발과 기원 Ⅰ, Ⅱ》 (나남, 1996)
- 한국공산주의운동사 1(金俊燁·金昌順, 고려대학교아세아문제연구소, 1967)
- 서해문집, 《내일을 여는 역사 15호》 (서해문집, 2004)
- 정창현, 《인물로 본 북한현대사》 (민연, 2002)

## 주해
1. ↑  박길룡의 증언, 박길룡에 의하면 그가 총살당한 뒤, 처형당한 장소 근처 야산에 매장되었다고 한다. 박헌영은 처형 직전 윤레나와 두 자녀를 출국시킬 것을 부탁했으나, 이들의 생사는 확인되지 않고 있다.
2. ↑  조선민주주의인민공화국의 1955년 12월 작성된 박헌영 재판 기록문에 따르면 '그가 일제 경찰과 서로 짜면서 광인행세를 하고 풀려났다.'고 적혀있다.
3. ↑  이는 당의 본부를 국가의 수도에 둔다는 공산주의 정당의 강령과도 위배되는 조치였다.
4. ↑  1900년 5월 28일은, 음력으로는 5월 1일이었다.
5. ↑  또한 그의 출생년도도 불명확하여 1898년 출생설과 1901년 출생설이 있다. 보통 1900년생으로 보는 견해가 일반적이다.
6. ↑  한국 전쟁 당시 미국과 UN의 참전에 비판, 적대적이었으며 박헌영은 미군과 UN군이 생화학 무기를 쓴다고 생각하였다. 일부의 주장과는 달리 그가 미국에 우호적이었다는 자료는 발견되지 않고 있다.
7. ↑  박헌영과 김구의 관계는 원만하지 못하였다.
8. ↑  당시 동아일보에 입사할 수 있었던 배경에는 민족주의자 송진우가 사장직에서 사임하고, 진보적 변호사 출신 허헌이 동아일보 임시 사장으로 직무대행 맡았을때였다.
9. ↑  당시 조선일보 편집국 사회부장 유광렬에 의하면 '박헌영의 기사는 어렵지는 않지만, 이성적이고도 설명조인 문장으로 (대중들의 호기심을 자극하는)선정성과 (내용을 짦게 설명하는)압축성이 필요한 사회부 기자로서는 어울리지 못해 그의 기사글 내용은 답답하고 지루하다.'고 평가했었다.
10. ↑  신일용은 서울청년회계열 논설위원이다. 1925년 9월 초에 신일용이 '소련의 힘을 빌려 조선독립을 쟁취하자!'는 극좌적인 내용의 사설을 쓰는 사건이 터져 탄압에 호기를 잡은 일제 경찰들은 즉각 타격을 가하게 되었다.
11. ↑  1932년 7월에 박헌영은 '상해폭탄 사건은 무엇을 의미하느냐?'라는 제목으로 이 사건을 다루었는데, 그는 여기서 '윤봉길의 의거는 결코 살인이 아니며 일제의 대표들을 죽이고 '병신'을 만들었다는 것은 참으로 통쾌한 기분'이라고 전제하면서도 '개인적인 테러와 공산주의와는 무관하다.'고 못 박았다. 즉, 박헌영은 '개인적인 테러는 군중의 조직적이고 대중적인 투쟁에 장해가 되며 그들에게 비조직적이고 개인적인 투쟁의 환상을 심어 결과적으로는 적에게 유리한 무기가 되고 만다.'라고 보았던 것이다.
12. ↑  이 목수 역시 조선공산당의 하급 세포원으로 해방 후 공산당과 남로당에서 활동하다가 한국 전쟁 때 살해되었다.
13. ↑  정순년이 그의 아버지에 의해 목수와 재혼, 아들은 박헌영에게로 오게 되었다.
14. ↑  안재홍은 건준에는 불참한 김병로, 김성수 등과도 연락, 교류하고 있었다. 김병로와 김성수는 여운형의 건준참여 요청은 거부했으나, 안재홍과는 개별적으로 수시로 교류하고 있었다.
15. ↑  오늘날 북한과 친북세력 인사들은 이를 두고 '박헌영이 이승만을 주석으로 내세운 것은 친미정권을 수립하려는 목적이었다.'고 주장한다. 그러나, 박헌영은 '8월 테제'선언대로 민족주의 우익과도 통일전선을 펴야한다고 주장한것대로 내각명단을 기초한 것이다.
16. ↑  사실 여운형 측에서는 건준의 좌경화로 '인공'으로 선포된것에 대해 원하지 않았고, 인공 개편도 여운형이 소외된 상태에서 이루어졌다. 심지어 여운형은 인공의 탄생에 대해 '자궁 외 임신'이라는 표현을 사용하면서 반발했으며, 인공 내각 명단에 자신이 부주석으로 오른 것에 대해 기뻐하기보다 박헌영과 허헌의 경거망동을 한탄했다는 설도 있다.
17. ↑  박헌영의 친일파 즉시 숙청론에 대해 이승만은 건국 후 일부 숙청을 주장하였다.
18. ↑  건준 부위원장 안재홍은 여운형에게 건국준비위원회에서 박헌영을 쫓아내라는 건의를 수시로 하기도 했다. 박헌영이 건준에서 축출되지 않았던 것은 여운형의 중립적 태도 외에 건준의 3인자이자 후임 부위원장인 허헌 등의 영향력이 작용했다.
19. ↑  일제강점기 당시 친일파 지주와 친일관료들 역시 조선공산당과 맞찬가지로 일부 참여하였거나 한민당을 지지하고 있었으므로 한민당은 친일파 청산에 찬성할 수 없었다.
20. ↑  그 뒤 박헌영 계열과 조선공산당원들의 건준에 영향력을 행사하게 되자 안재홍은 건준내 우익측 인사로 대의원을 추가보선할 것을 여운형에게 상주하기도 했으나 받아들여지지 않자 건준을 탈퇴한다.
21. ↑  여운형 계열에서는 여운형의 동생 여운홍이 공산당 노선을 비판, 전향선언을 하고 탈당하여 사회민주당을 창당하면서 여운형에게 타격을 주었다.
22. ↑  박헌영은 여운형의 주변에 프락치를 심어두기도 했는데, 박헌영의 측근 박갑동은 이철승과의 대담에서 여운형이 (당내) 기밀과 미군정의 정보까지 김일성과 김두봉에게 제공하였다고 진술했다.
23. ↑  여운형에 대한 테러, 암살의 배후로는 박헌영, 김일성, 김구, 이승만 등의 측근, 하수인들이 배후로 거론되는데, 사실 여운형 암살의 배후는 엄정한 역사적 논의보다는 남북한을 막론하고 그때 그때에 따라 정치적 편리에 의해 각색되는 경향이 강한 주제 부분이다.
24. 1 2 3  오보라 주장하는 사람도 있으나, 실제는 미국의 워싱턴 발 UP나 AP 통신의 기사를 합동통신이 받은 것을 보도한 것이며, 조선일보와 좌익계 서울신문도 같은 내용의 보도를 했다. 미국의 워싱턴 타임스 헤럴드(워싱턴 포스트 전신)도 1945년 12월 26일자 7면에 UP 기사를 전재한 ‘May Grant Korea Freedom’이라는 기사를 통해 “미국의 번스 국무장관이 소련의 신탁통치안을 반대하고 한국의 즉시 독립을 주장하라는 훈령을 받고 러시아로 떠난 것으로 알려졌다”고 보도했다. 실제로 미군정은 신탁통치안에 소극적이었으나, 소련측은 좌익의 반탁투쟁을 찬탁으로 바꾸라고 지시할 정도로 신탁통치안에 집착하고 있었으므로 오보라고 볼 근거도 명확하지 않다.
다음 기사 참고 : 1945-12-27 동아일보 보도의 진상 /
<모스크바 3상회의 60주년> 좌익 '찬탁돌변' 남북분단 불러 동아일보 2005-12-29

<광복 5년사 쟁점 재조명><1부>(17)삼상회의 보도 동아 2004-12-12
25. ↑  1월 8일에 미군정 사령관 존 하지는 관련 장교들을 불러 이 문제에 대해 언급했었다. 이에 군사관 알버트 킵은 기자회견에 참석했던 미군장교에게 들은 증언을 토대로, 존스턴이 박헌영의 발언을 완전히 왜곡해 써놓았다고 보고했다. 공보부의 뉴먼 대령 역시 존스턴의 기사를 의심하여 신문기자 에드거 스노우에게 확인해보았는데 에드거 스노우 기자는 자신은 기자회견에 참석하지는 않았으나 박헌영이 그런말을 했을리 없다고 단호하게 대답했었다. 그러나 존 하지는 남한 언론이 이 내용을 실제보다 상당히 밋밋하게 다루었다며 제대로 다시 다뤄야 한다고 주장했다. 존 하지가 존스턴의 기사를 공표하라는 압력을 넣은것이었다.
26. ↑  그러나, 이는 동아일보의 명백한 오보였다. 실제, 모스크바 3상 회의 주요 원문은 '신탁통치'문제안이 쟁점이 아닌 '어떻게 해서 한국에 임시정부를 수립하느냐'가 결정사항이었다. '어떻게 해서 임시정부를 수립하느냐? 그럼, 임시정부가 수립한 후에는 어떻게 해서 연합국이 임시정부를 도와주느냐?' 이런식 식으로 나가는 것인데, 동아일보 신문에 나온 '모스크바 3상 회의' 보도는 이를 보지 않고, "소련은 신탁통치 주장, 미국은 즉시 독립 주장, 소련의 구실은 38선 분할 점령"이라고 왜곡보도한 것이었다.
27. ↑  테렌티 스티코프 소련군정 사령관이 작성한 초안에 통일임시정부의 부수상 자리에 박헌영과 김규식 동시에 지목하였는데, 스티코프가 박헌영을 부수상으로 지목한것은 소련이 박헌영으로 하여금 사회주의 정책을 관철시키려는 계획이었기 때문이었다. 반면에, 우익세력에는 김규식을 부수상으로 지목한것도 소련의 의도적이었는데, 실제로 남한의 좌익들도 자신들과 교류할 만한 온건하고 합리적인 보수세력으로는 김규식과 송진우를 꼽고 있었다. <박헌영 평전>, 안재성 지음. p331 참조.
28. ↑  그러나, 북한에서 이 발언을 “박헌영은 미제의 간첩임을 스스로 시인하고 끝으로 제가 과거에 감행하여 온 추악한 반국가적, 반당적, 반인민적, 매국역적 죄악이 오늘 공판에서 낱낱이 폭로된 바이지만 여기 오신 방청인들뿐만 아니라 더 널리 인민들 속에 알리여 매국 역적의 말로를 경고하여 주십시오.” 라고 창작하여 왜곡했다. 이는 북한 재판정 문서와 로동신문 기사에 기록되어 있다.<박헌영 평전>, 안재성 지음. p589
29. ↑  1952년 2월 박헌영은 김일성에게 전쟁을 그만하자고 하였으나 김일성은 이제와서 그만둘수 없다며 그의 종전주장을 일축했다. 김일성은 박헌영에게 당시 전쟁반대 및 중립화통일을 주장하는 김원봉, 안재홍, 조소앙 계열의 책동에 부화뇌동하는 것이라고 경고했다.
30. ↑  김일성은 평상시 박헌영을 '리론가'라고 부르기를 좋아했다고 한다. 매사 논리적이고 따지고 원칙을 중시하는 박헌영을 비아냥 거리는 별명이었다. <박헌영 평전>, 안재성 지음. p441
31. ↑  대표적으로 1946년 10월, 남로당 결성 이전이었던 조선공산당에서 주도한 대구 10.1사건이 터지기도 한 만큼 한동안은 공산당이 우세했었던 시각이 있었다. 실제로 미군정이 1946년 실시한 국민여론조사에 따르면 당시 국민 중 약 70%가 사회주의 계열 정당을 지지하고 있었다.
32. ↑  대한민국에서는 1980년 이후 관련 서적과 언론들이 나왔고, 2000년 이후부터는 다른 사회주의, 공산주의 독립운동가들의 서훈 노력과 함께 박헌영 재평가 여론과 서훈을 추서하려는 운동이 나타나기 시작했다.
33. ↑  한편, 프락치 지휘부 김형선을 비롯해서 공산주의 이론가 김오성등 인민당 프락치로 심어두고, 장안파 공산당과 여운형 계열에서 꾸준히 사람을 빼오는 등 포섭노력을 벌인 것으로 보아 자기 편만 신뢰하였다는 비판은 유효하지 못하다는 반론도 있다.
34. ↑  북조선은 그가 잡지 여자 시론에서 근무한 점도 미국 간첩설의 근거의 하나로 제시하였으나 잡지 활동과 미국과의 관련성, 그가 여자 시론의 기자로 재직 중 미국인들에게 포섭되었다는 근거는 제시하지 못하고 있다.
35. ↑  직접 기사의 내용을 읽어보고 담당 기자를 불러 교열을 지시하기도 했다.